# Reims
Reims ([ʁɛ̃s],  ; orthographe ancienne Rheims) est une commune française située dans le département de la Marne, dans la région culturelle et historique de Champagne et la région administrative Grand Est. Avec 178 478 habitants (appelés Rémois) en 2022, Reims est la treizième commune de France par sa population. Elle n'est, en revanche, que la trentième aire d'attraction française avec 356 324 habitants en 2022. Quant à son unité urbaine, elle est la cinquième de la région Grand Est avec 214 544 habitants en 2022 et neuf communes : Bétheny, Saint-Léonard, Taissy, Cormontreuil, Tinqueux, Saint-Brice-Courcelles, Champigny, Bezannes et Reims.
Elle est de loin la ville la plus peuplée du département de la Marne, mais elle n'en est pas le chef-lieu. On avance souvent que Châlons-en-Champagne aurait pris cette place sous la Révolution française par la volonté des parlementaires révolutionnaires d'effacer l'importance historique de Reims, ville des sacres, car Châlons était le siège des intendants de Champagne sous l'Ancien Régime ainsi que par sa position centrale dans le département. Reims est ainsi la sous-préfecture la plus peuplée de France et la commune la plus peuplée du pays à ne pas être préfecture de département.
La ville est surnommée « la cité des sacres » ou « la cité des rois ». En effet, c'est sur le futur emplacement de la cathédrale Notre-Dame de Reims que Clovis est baptisé par saint Remi et que furent sacrés un grand nombre de rois carolingiens puis capétiens pendant plus de dix siècles de Louis le Pieux en 816 jusqu'à Charles X en 1825. Outre la cathédrale, le patrimoine culturel et historique de Reims est important ; il comporte de nombreux monuments historiques et façades Art déco. Grâce aussi à ses nombreuses manifestations culturelles, elle est désignée Ville d'Art et d'Histoire et compte trois sites inscrits sur la liste du patrimoine mondial de l'UNESCO.
Le champagne, inventé au XVIIe siècle par Dom Pérignon au monastère d'Hautvillers près d'Épernay, constitue l'un des atouts historiques de l'économie rémoise. Commune en limite occidentale de la Champagne crayeuse, elle jouit d'une position privilégiée à la lisière du Bassin parisien, notamment en raison de sa situation sur les axes Paris - Strasbourg (TGV-est Européen et autoroute A4) et mer du Nord-Méditerranée et de la proximité de l'Allemagne, de la Belgique et du Luxembourg.

## Géographie

### Localisation
Reims se situe dans le Grand Est français, au nord-ouest du département de la Marne et à l'ouest de la région Grand Est sur l'axe entre Paris et l'Allemagne, juste au sud de la mégalopole européenne.
À vol d'oiseau, la ville est distante de 130 km de Paris, de 157 km de Metz, de 168 km de Lille, et de 282 km de Strasbourg. À l'échelle régionale, Reims est située à 25 km au nord d'Épernay, à 41 km au nord-ouest de Châlons-en-Champagne, à 75 km au sud-ouest de Charleville-Mézières et à 107 km au nord de Troyes. La ville est seulement à 13 km de la région Hauts-de-France (commune d'Orainville).
Reims est la ville-centre de l'aire d'attraction de Reims, de l'unité urbaine de Reims, de sa zone d'emploi et de son bassin de vie.

### Communes limitrophes
Reims est limitrophe de 15 communes : Champfleury, Villers-aux-Nœuds (sur environ 300 m), Bezannes, Tinqueux, Saint-Brice-Courcelles, Saint-Thierry, Courcy, Bétheny, Witry-lès-Reims (sur à peine 100 m), Cernay-lès-Reims, Saint-Léonard (que Reims coupe en deux parties), Puisieulx, Taissy, Cormontreuil et Trois-Puits,.
| Saint-Thierry                   | Courcy Bétheny                       | Witry-lès-Reims                |
| Saint-Brice-Courcelles Tinqueux | Reims                                | Cernay-lès-Reims               |
| Bezannes Villers-aux-Nœuds      | Cormontreuil Trois-Puits Champfleury | Puisieulx Saint-Léonard Taissy |

### Géologie et relief

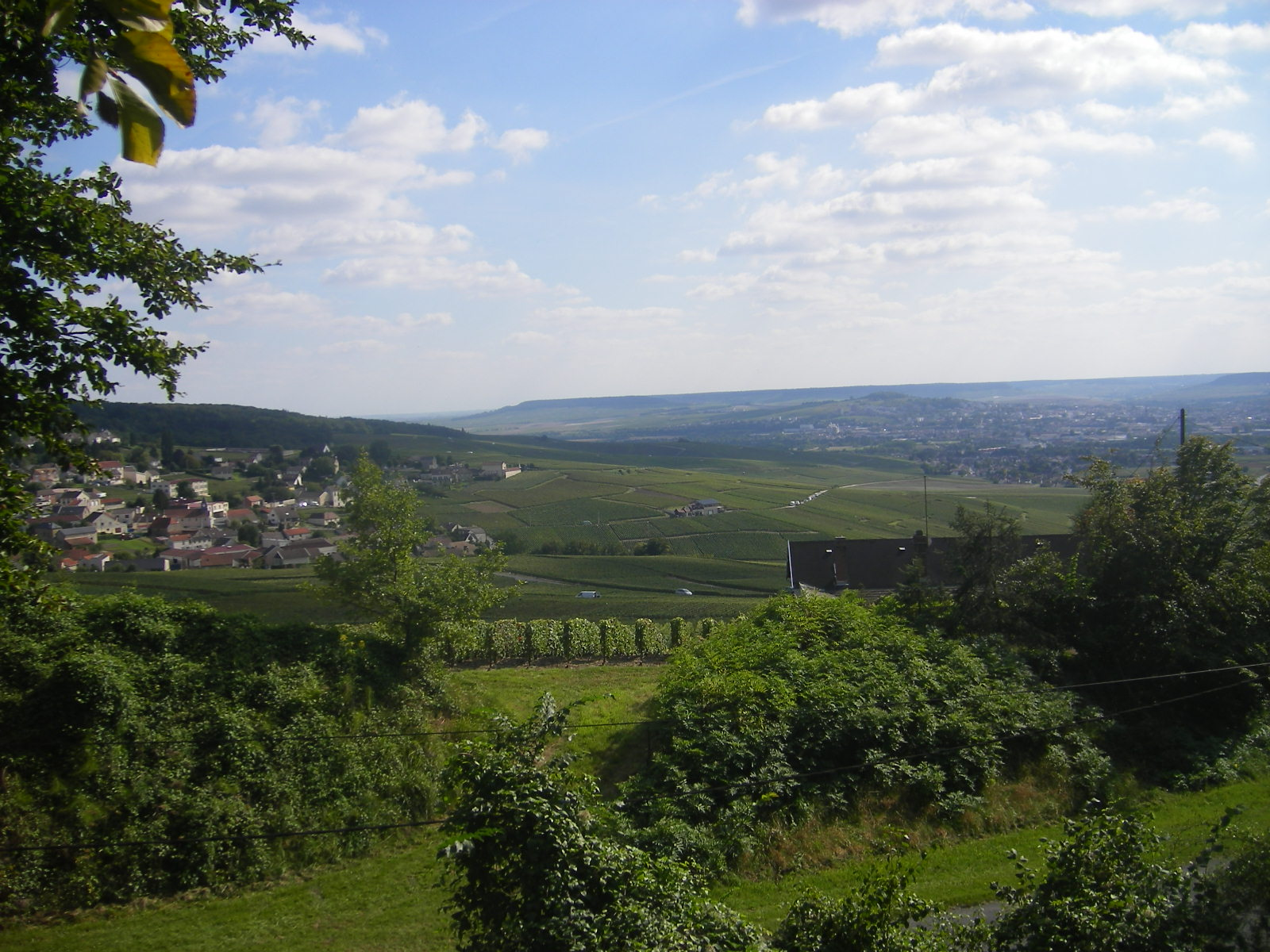
La Montagne de Reims.

Reims se situe à la limite du bassin sédimentaire profond parisien. Elle est bordée au sud par la montagne de Reims, dont les versants abritent une partie des meilleurs crus du vignoble champenois, au nord-ouest par le massif de Saint Thierry et à l'est par le mont de Berru.
La ville est bâtie sur des strates de craies composées de foraminifères datant du Campanien inférieur. On distingue les craies formées de biozones de foraminifères de type g, présentes dans une bonne partie du centre-ville, sous le faubourg de Laon, Orgeval et la cité du Dépôt, et les craies formées de biozones de foraminifères de type h, présentes sous les faubourgs orientaux, occidentaux et méridionaux. Les quartiers situés sur les bords de la Vesle sont construits sur des alluvions récentes et actuelles et les terrains sous-jacents le campus de la ville sont constitués de craie blanche composées de biozones foraminifères datant du Campanien moyen et supérieur.

### Hydrographie

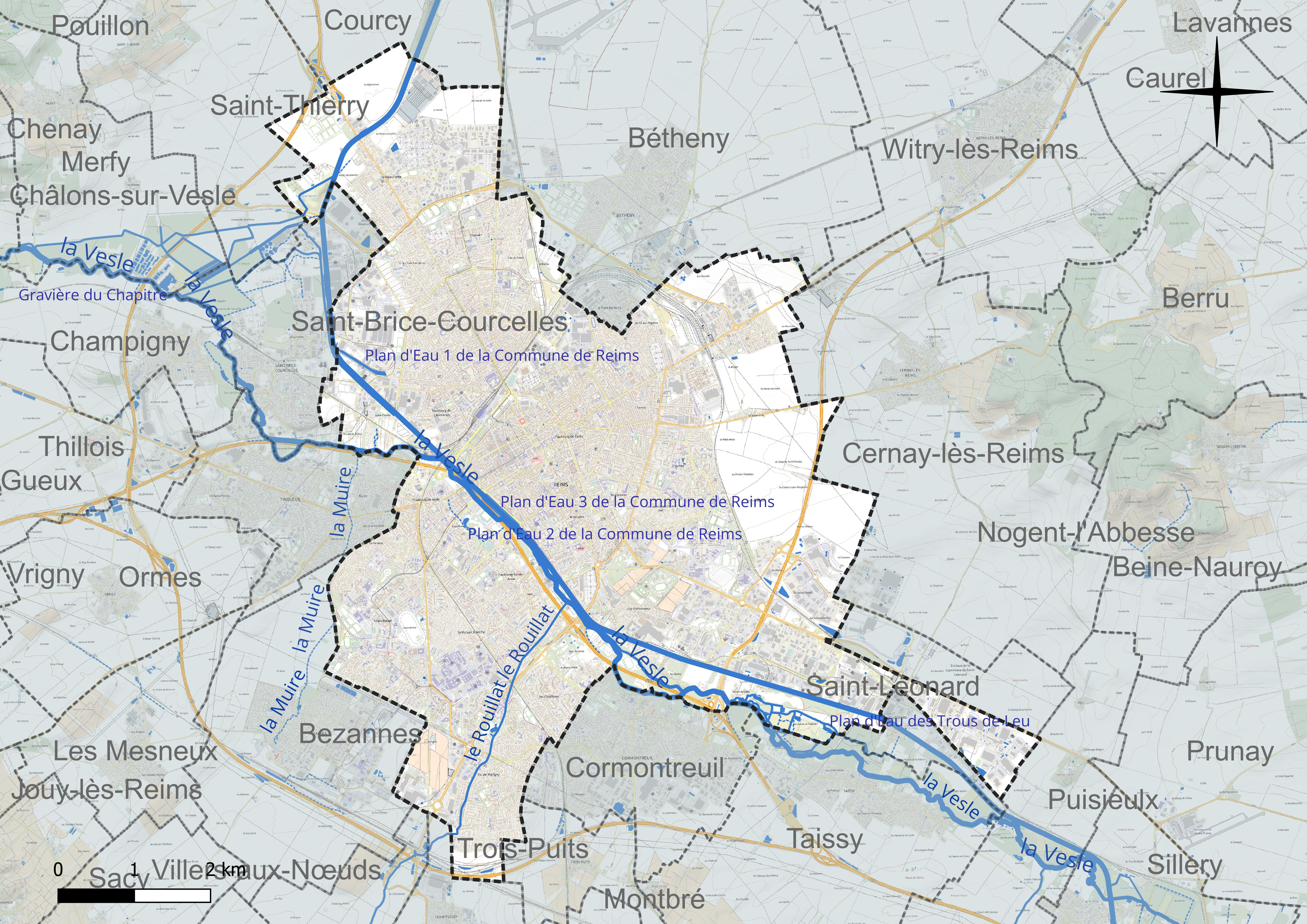
Réseau hydrographique de Reims.

La ville de Reims est située sur les deux rives de la Vesle, un affluent de l'Aisne de 139,4 km, qui prend sa source dans la commune de Somme-Vesle à 153 m d'altitude et traverse le département de l’Aisne jusqu'à Condé-sur-Aisne. Cette rivière est alimentée par trois ruisseaux : le Cheneu en rive droite à Mourmelon-le-Grand, la Noblette près de Vadenay, et la Prosne en rive gauche à Muizon.
Depuis 1866, le canal de l'Aisne à la Marne reliant Berry-au-Bac à Condé-sur-Marne permet à Reims d'avoir un accès à la Marne à partir des canaux de l'Aisne. Construit à partir du 9 mars 1842, ce canal à bief de partage possède une longueur de 58 km et a permis, lorsque cette voie maritime a été reliée en 1861 par le canal de la Marne au Rhin, de former une grande ligne de navigation qui permit de relier Strasbourg à Lille en passant par le Rhin. Sur les 24 écluses que comporte cette voie d'eau, trois sont situées dans cette commune. Le canal de l’Aisne à la Marne est équipé d'une Halte nautique sur le boulevard Paul-Doumer.

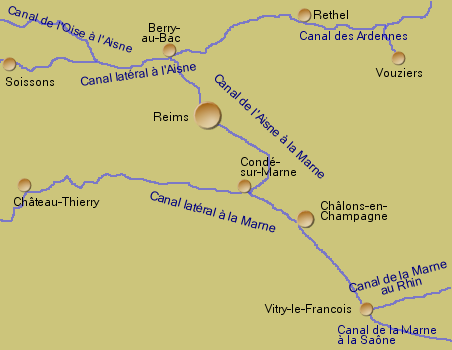
Localisation du canal de l'Aisne à la Marne.
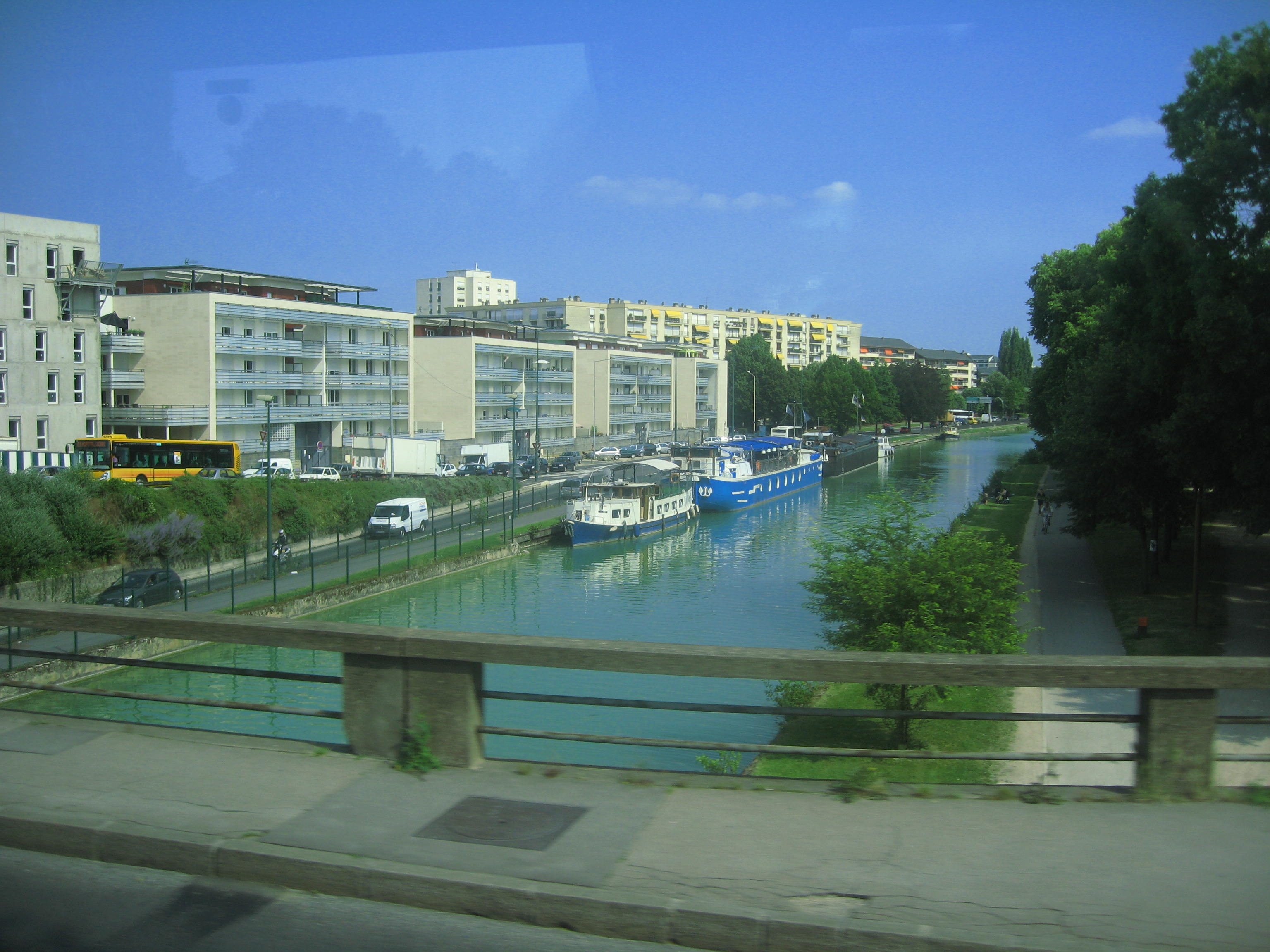
Le canal à Reims.
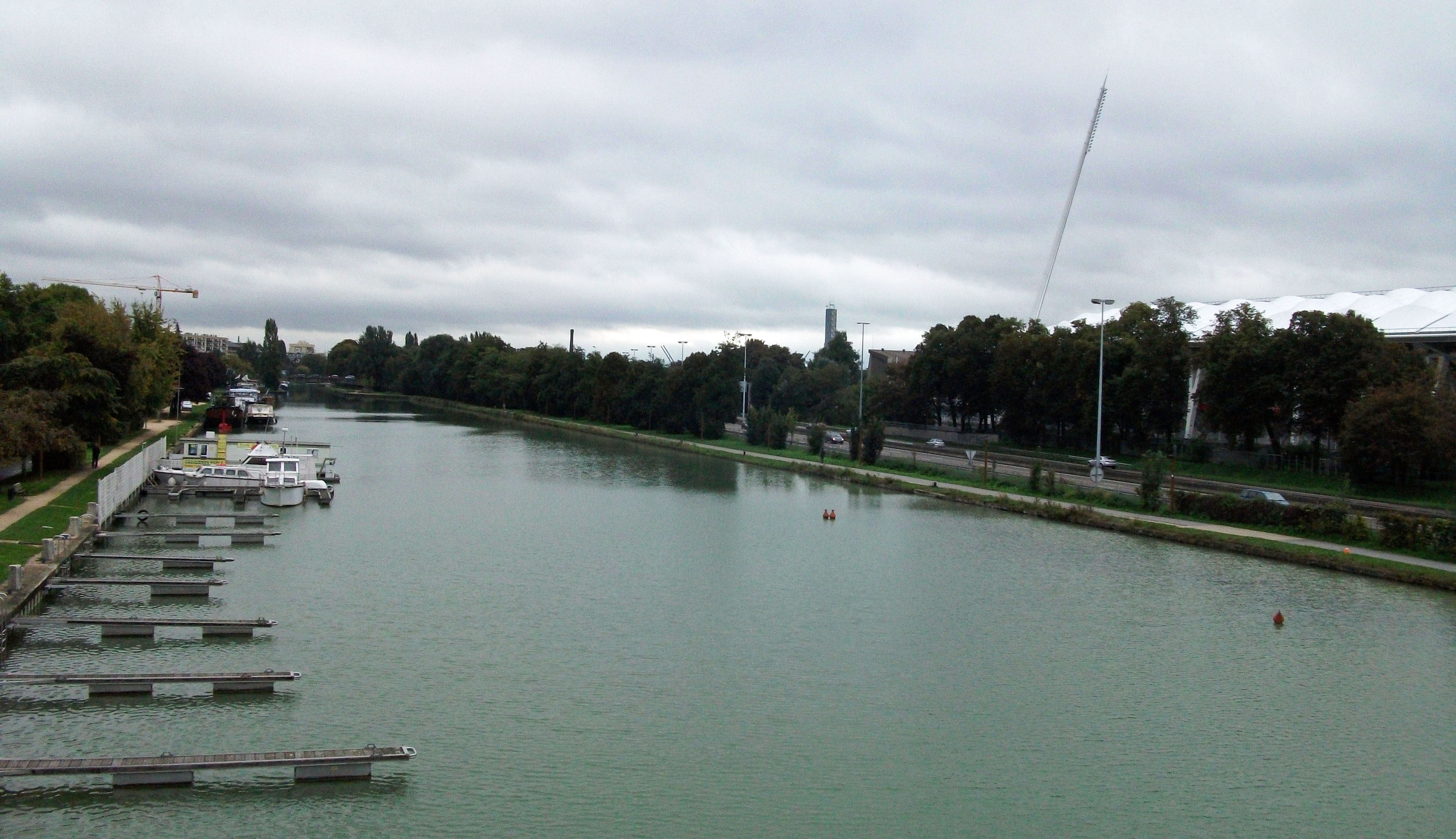
Halte nautique de Reims.

### Climat
La station à l'aérodrome de Prunay est ouverte le 23 avril 2012. Elle est à 49,20972, 4,15528, à 95 m d'altitude.
La station près des pistes de la base aérienne (sur le territoire de Bétheny) est toujours opérationnelle malgré la fermeture de la base en 2012 de Courcy. Elle est à 49,306011, 4,050618.
Selon la méthode Köppen, le climat de Reims est « tempéré océanique humide » (Cfb). L'atmosphère est donc douce et humide avec des hivers qui peuvent aussi se révéler vifs et des étés secs et parfois orageux. Les heures d'ensoleillement sont de 1 705 par an et proviennent principalement des jours d'été. Les précipitations annuelles sont examinées à 604 mm par an, une moyenne de 122 jours de pluie. Lors de la canicule européenne de 2003, les records de températures étaient de 21,3 °C (la moyenne de huit valeurs : 22 h, 23 h…, 5 h est 26,2 °C) le 13 août pour le minimum et le record maxi est de 39,3 °C (la moyenne de 11 valeurs : 10 h, 11 h…, et 20 h est 36,4 °C) le 12 août. Ce premier chiffre a été battu le 20 août 2009 avec une température à 21,9 °C, tandis que le second l'a été le 25 juillet 2019 avec une température relevée de 41,1 °C. En ce qui concerne les records de pluie, il a été observé 69,2 mm de précipitations le 4 juillet 2006 et 57,8 mm le 24 mai 2007. La température record en juin à Courcy est 36,7 °C le 28 juin 2011,.
| Mois                                             | jan.          | fév.          | mars          | avril        | mai          | juin         | jui.         | août        | sep.         | oct.         | nov.         | déc.          | année      |
| ------------------------------------------------ | ------------- | ------------- | ------------- | ------------ | ------------ | ------------ | ------------ | ----------- | ------------ | ------------ | ------------ | ------------- | ---------- |
| Température minimale moyenne (°C)                | 0,4           | 0,2           | 1,8           | 3,4          | 7            | 10           | 12           | 11,9        | 9,1          | 7            | 3,5          | 1,2           | 5,6        |
| Température moyenne (°C)                         | 3,4           | 4             | 7             | 9,8          | 13,4         | 16,6         | 18,7         | 18,5        | 15,1         | 11,5         | 6,9          | 4             | 10,7       |
| Température maximale moyenne (°C)                | 6,4           | 7,7           | 12,2          | 16,2         | 19,8         | 23,1         | 25,4         | 25,2        | 21,1         | 16           | 10,2         | 6,9           | 15,8       |
| Record de froid (°C) date du record              | −22,1 17.1985 | −18,1 04.2012 | −12,8 13.2013 | −9,1 08.2003 | −3 01.1976   | −0,5 04.1991 | 1,8 01.1975  | 1,5 28.1978 | −3 19.1977   | −6,3 30.1997 | −12 24.1998  | −14,9 29.1976 | −22,1 1985 |
| Record de chaleur (°C) date du record            | 16,4 06.1999  | 20,4 27.2019  | 25,2 31.2021  | 29,7 25.2007 | 32,8 28.2017 | 36,1 28.2011 | 40,3 25.2019 | 40 12.2003  | 34,1 15.2020 | 27,9 03.2011 | 21,9 07.2015 | 17,2 16.1989  | 40,3 2019  |
| Précipitations (mm)                              | 67,3          | 54,7          | 54,3          | 47,5         | 61,3         | 57,8         | 67,9         | 64,2        | 53,3         | 61,2         | 63,2         | 81,3          | 734        |
| dont nombre de jours avec précipitations ≥ 1 mm  | 12,3          | 11,4          | 10,4          | 9,1          | 9,7          | 9,5          | 8,7          | 8,7         | 8,3          | 10,1         | 11,6         | 13,3          | 123,1      |
| dont nombre de jours avec précipitations ≥ 5 mm  | 4,9           | 3,7           | 4,1           | 3,3          | 4,6          | 3,9          | 4,3          | 3,6         | 3,6          | 4,7          | 4,3          | 6             | 50,9       |
| dont nombre de jours avec précipitations ≥ 10 mm | 1,8           | 1,2           | 1             | 1,3          | 1,7          | 1,9          | 2,1          | 1,9         | 1,5          | 2            | 1,7          | 2,2           | 20,3       |

| Ville             | Ensoleillement · (h/an) | Pluie · (mm/an) | Pluie · (j/an) | Neige · (j/an) | Orage · (j/an) | Brouillard · (j/an) |
| ----------------- | ----------------------- | --------------- | -------------- | -------------- | -------------- | ------------------- |
| Médiane nationale | 1 852                   | 835             | Non connu      | 16             | 25             | 50                  |
| Reims             | 1 705                   | 604             | 114            | 21             | 22             | 66                  |
| Paris             | 1 717                   | 634             | 109            | 13             | 20             | 26                  |
| Nice              | 2 760                   | 791             | 62             | 1              | 28             | 2                   |
| Strasbourg        | 1 747                   | 636             | 112            | 26             | 28             | 69                  |
| Brest             | 1 555                   | 1 230           | 160            | 6              | 12             | 78                  |
| Bordeaux          | 2 070                   | 987             | 123            | 3              | 32             | 78                  |

### Milieux naturels et biodiversité
Le « Massif forestier de la Montagne de Reims (versant sud) et des étangs associés » est classé parmi les zones naturelles d'intérêt écologique, faunistique et floristique ainsi que le réseau Natura 2000. D'une superficie de 1 733 ha (17,3 km2), il est composé d’un ensemble forestier composé de forêts acidiphiles, neutrophiles, bois marécageux, et thermophiles ainsi que de plusieurs étangs et mares. L'ensemble de cette zone regroupe plusieurs espèces rares et protégées et de multiples espèces d'amphibiens, de reptiles, d'oiseaux et de mammifères. C'est vers le sud, à la jonction avec Taissy que se trouvent les 33 hectares protégés de la réserve naturelle régionale du marais les trous de Leu depuis 2014.
Vers le nord de Reims, on retrouve un ensemble sableux qui est à l'origine d'épandage de sables. Au sud-est, les marais de la Vesle constituent, avec 466 ha (4,7 km2), de l'ensemble marécageux le plus vaste de la région naturelle de la Champagne crayeuse, après celui de Saint-Gond. Historiquement, cette superficie dépasse 2 000 ha (20 km2), mais de nombreux secteurs ont été drainés puis mis en culture ou convertis en peuplements artificiels de peupliers. Ces deux sites font également partie du réseau de sites naturels Natura 2000.

## Urbanisme

### Typologie
Au 1er janvier 2024, Reims est catégorisée grand centre urbain, selon la nouvelle grille communale de densité à sept niveaux définie par l'Insee en 2022.
Elle appartient à l'unité urbaine de Reims, une agglomération intra-départementale regroupant neuf communes, dont elle est ville-centre,,. Par ailleurs la commune fait partie de l'aire d'attraction de Reims, dont elle est la commune-centre,. Cette aire, qui regroupe 294 communes, est catégorisée dans les aires de 200 000 à moins de 700 000 habitants,.

### Occupation des sols

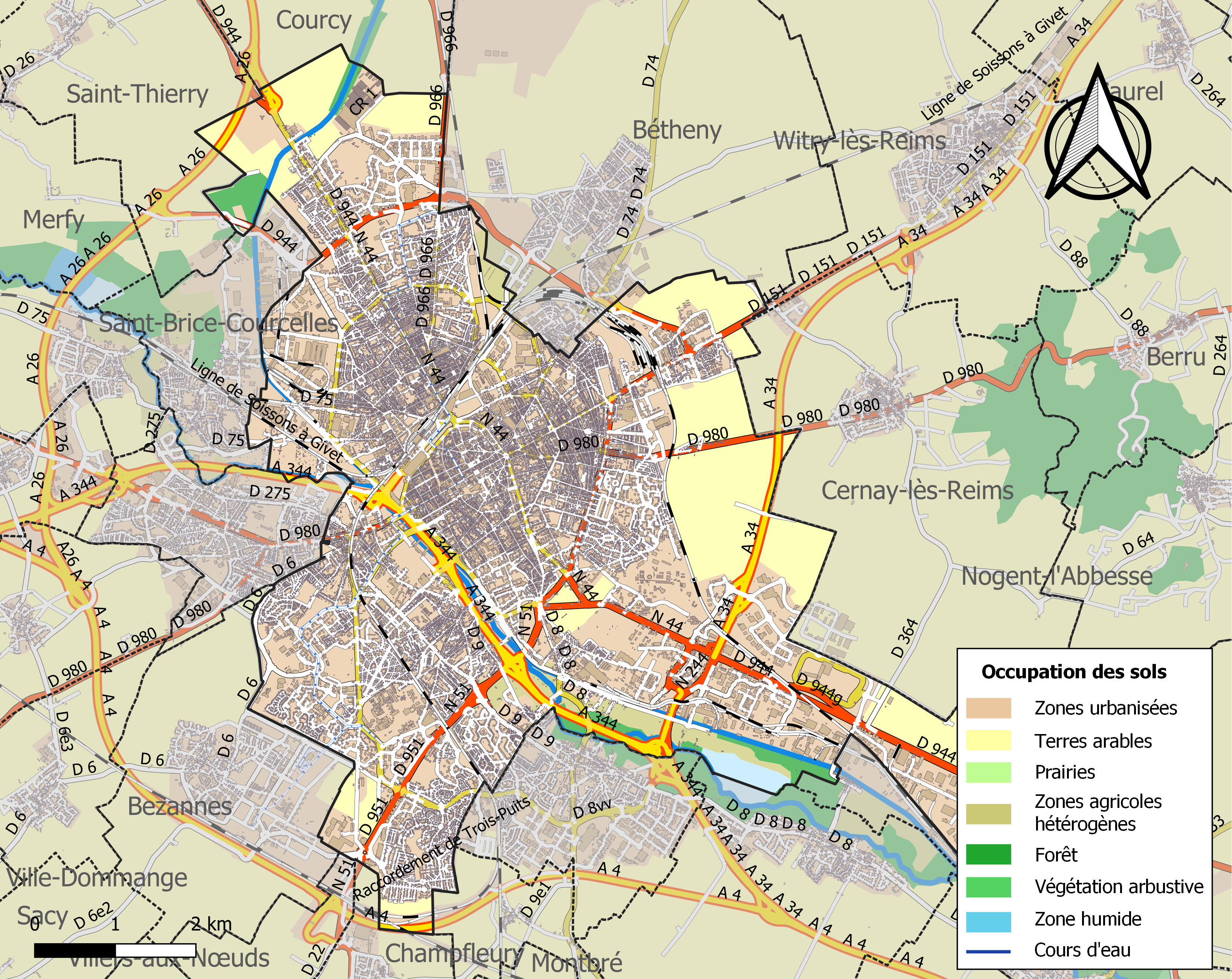
Carte des infrastructures et de l'occupation des sols de la commune en 2018 (CLC).

L'occupation des sols de la commune, telle qu'elle ressort de la base de données européenne d’occupation biophysique des sols Corine Land Cover (CLC), est marquée par l'importance des territoires artificialisés (79,7 % en 2018), en augmentation par rapport à 1990 (70,8 %). La répartition détaillée en 2018 est la suivante : zones urbanisées (47,4 %), zones industrielles ou commerciales et réseaux de communication (25,7 %), terres arables (13,2 %), espaces verts artificialisés, non agricoles (6,1 %), zones agricoles hétérogènes (2,9 %), forêts (2,3 %), cultures permanentes (1,4 %), zones humides intérieures (0,6 %), mines, décharges et chantiers (0,5 %).
L'IGN met par ailleurs à disposition un outil en ligne permettant de comparer l’évolution dans le temps de l’occupation des sols de la commune (ou de territoires à des échelles différentes). Plusieurs époques sont accessibles sous forme de cartes ou photos aériennes : la carte de Cassini (XVIIIe siècle), la carte d'état-major (1820-1866) et la période actuelle (1950 à aujourd'hui).

### Morphologie urbaine

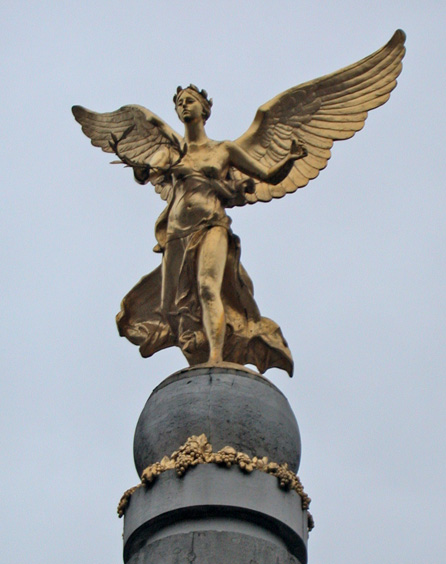
La victoire ailée.

La ville est ceinturée par une rocade partielle, constituée des autoroutes A4, A26 et A34 et du boulevard des tondeurs. Il manque le tronçon de la route de Witry-lès-Reims à l'A34 qui est à l'étude.
Elle est traversée jusqu'en son cœur par une autre, l'A344. Depuis Durocorter la ville est un lieu d'habitation d'importance qui a des phases d'expansion, sous la pression démographique et des phases de régression, dues aux invasions barbares et à la Première Guerre mondiale. Elle était principalement sur la rive droite de la Vesle. L'entrée se faisant par des portes dans la ceinture fortifiée en une ville qui comptait des emprises vertes comme des jardins, des vergers, les parcs, des couvents.
La révolution industrielle lui fait franchir cette ceinture par la création de la gare de Reims qui se fait hors les murs et des zones industrielles se font jour dans le quartier Clairmarais, le quartier Verrerie ; une autre phase d'expansion vit la création de quartiers nouveaux à partir des années 1970 avec une importante création d'habitat à loyers modérés avec les quartiers Wilson, Europe, Châtillons, mais aussi des zones pavillonnaires comme Murigny ou des cités jardins comme à Chemin Vert.
La construction du tramway remanie fortement la circulation urbaine sur l'axe zone commerciale du nord/centre-ville et sur l'axe centre-ville/gare TGV à l'ouest, de nouveaux trottoirs, des couloirs de circulation de voitures plus étroits et au centre l'emprise verte où circulera le Tramway de Reims. Depuis des années la ville supprime des places de stationnement sur la voie publique, généralise le stationnement payant ; mais cette politique va de pair avec des parkings souterrains : parc de stationnement d'Erlon, parc de l'hôtel de ville, parc Gambetta et parc Cathédrale ; aériens avec le parc de stationnement Clairmarais (desservant la gare de Reims) et le parc Buirette, avec la mise en place sur certain sites d'une demi-heure gratuite pour faciliter l'accès de courte durée.
La ville est jalonnée de places et espaces verts. Les principales places de Reims sont :
- La place Drouet-d'Erlon, plus longue place de France, que les Rémois appellent couramment place d'Erlon, située dans le centre-ville. En son milieu est érigée la monumentale fontaine Subé, coiffée d'une Victoire ailée recouverte d'or qui a remplacé en 1983 le Génie en bronze enlevé par les Allemands lors de la Seconde Guerre mondiale. Place Royale avec en fond la sous-préfecture et la cathédrale.

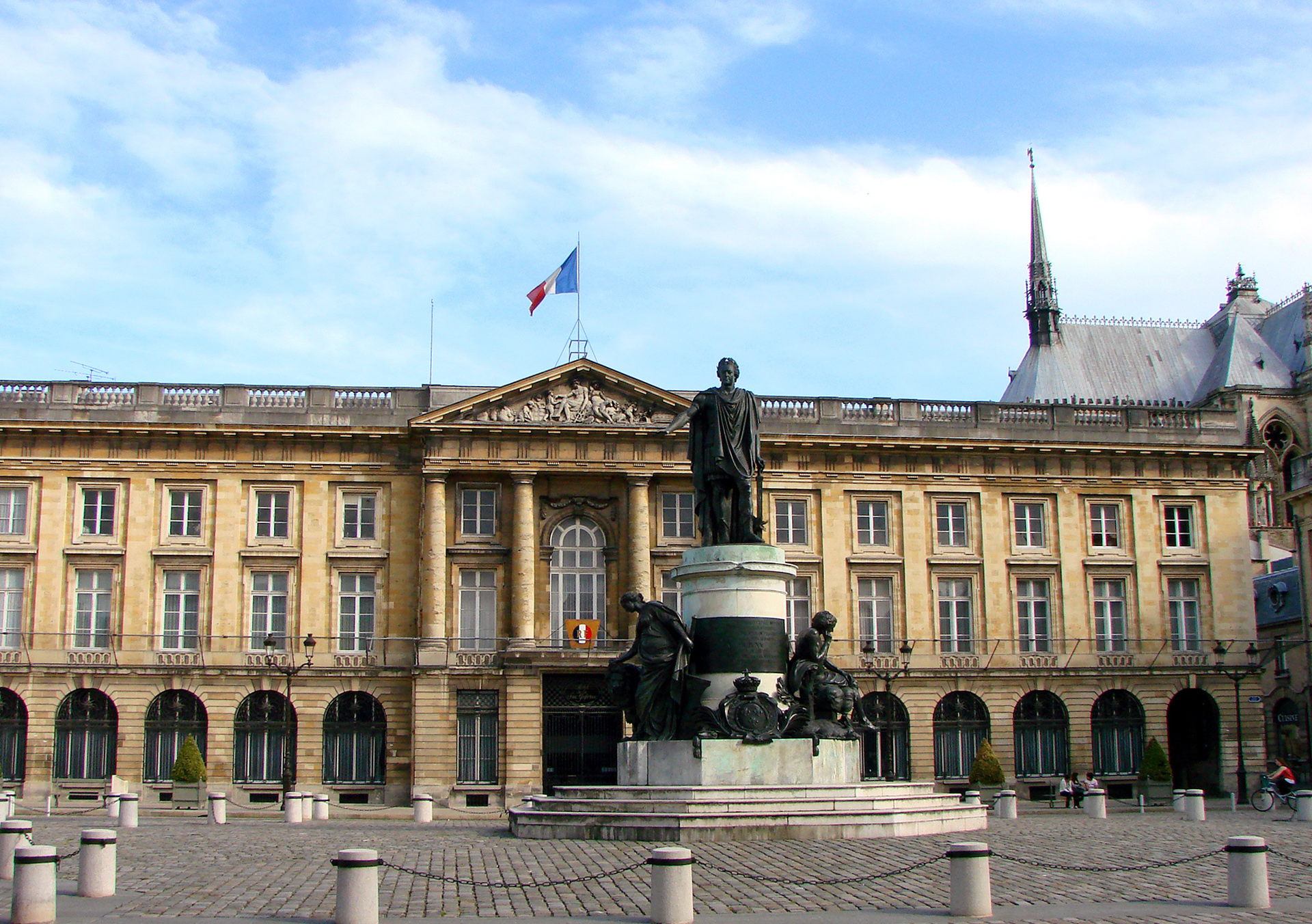
Place Royale avec en fond la sous-préfecture et la cathédrale.

- L'une des plus belles places Royales, où se dresse une statue de Louis XV réalisée par Jean-Baptiste Pigalle.
- La Place du Cardinal-Luçon, parvis de la cathédrale, est quant à elle distinguée par une statue équestre de Jeanne d'Arc.
- La place de la République entourée du monument aux morts, des halles Boulingrin et de la porte de Mars.
- La place des Droits-de-l'Homme, située sur les grands boulevards ceinturant le centre et servant de portes d'entrée dans le cœur de Reims.
- La place du Forum, où se trouvent une galerie gallo-romaine semi-enterrée, ainsi que l'hôtel Le Vergeur.

Places de Reims
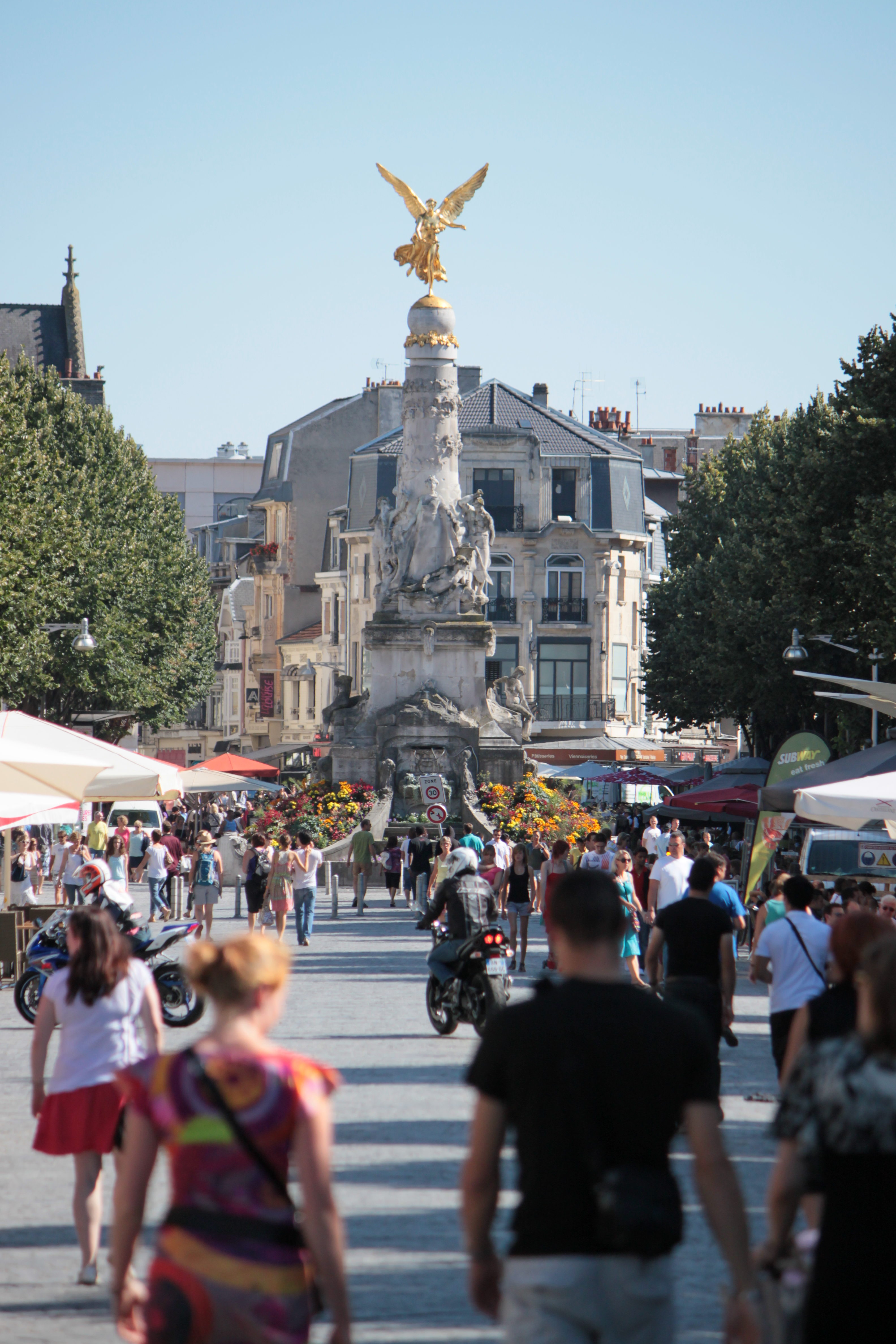
Place d'Erlon.
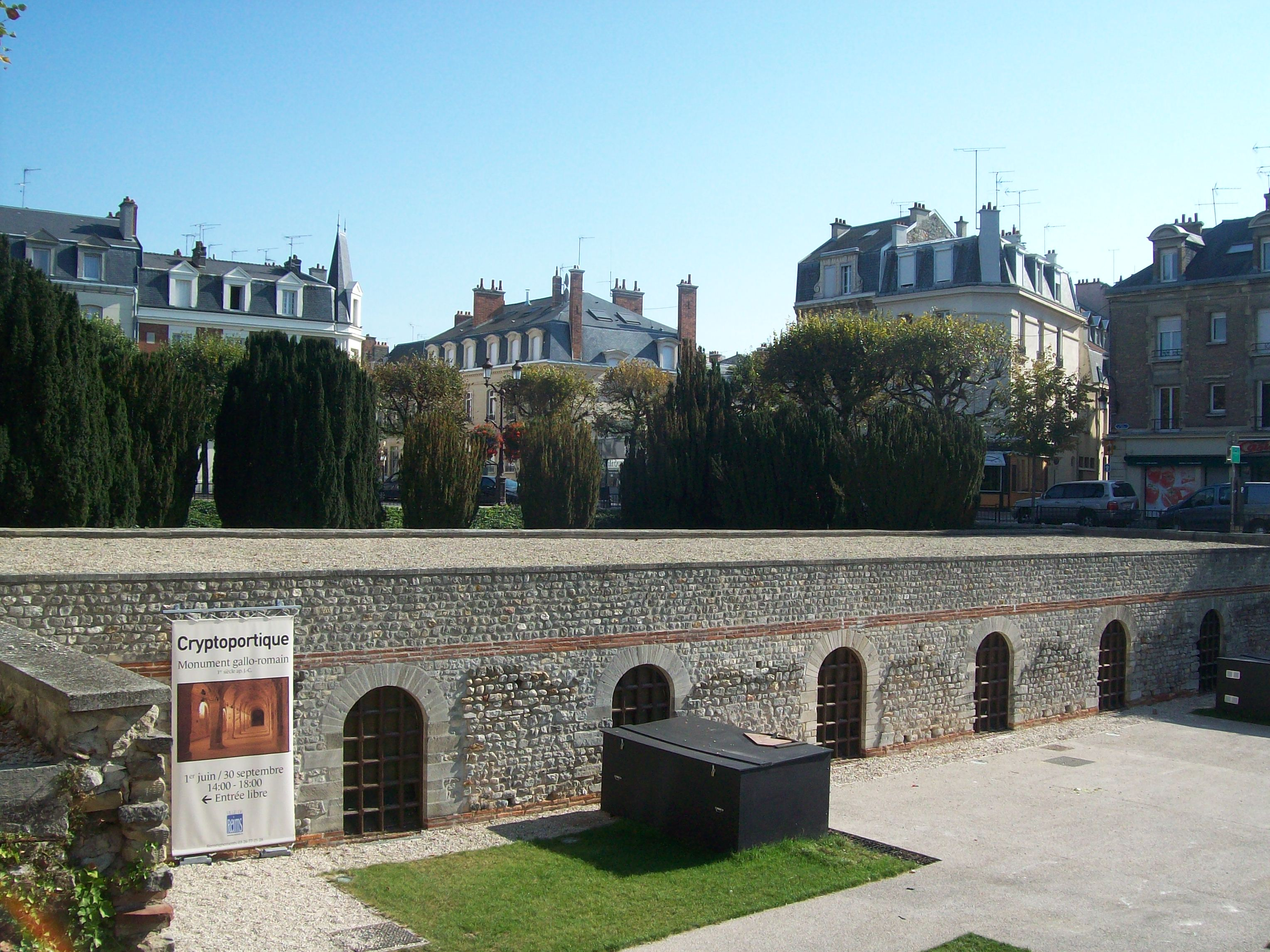
Galerie gallo-romaine de la place du Forum.
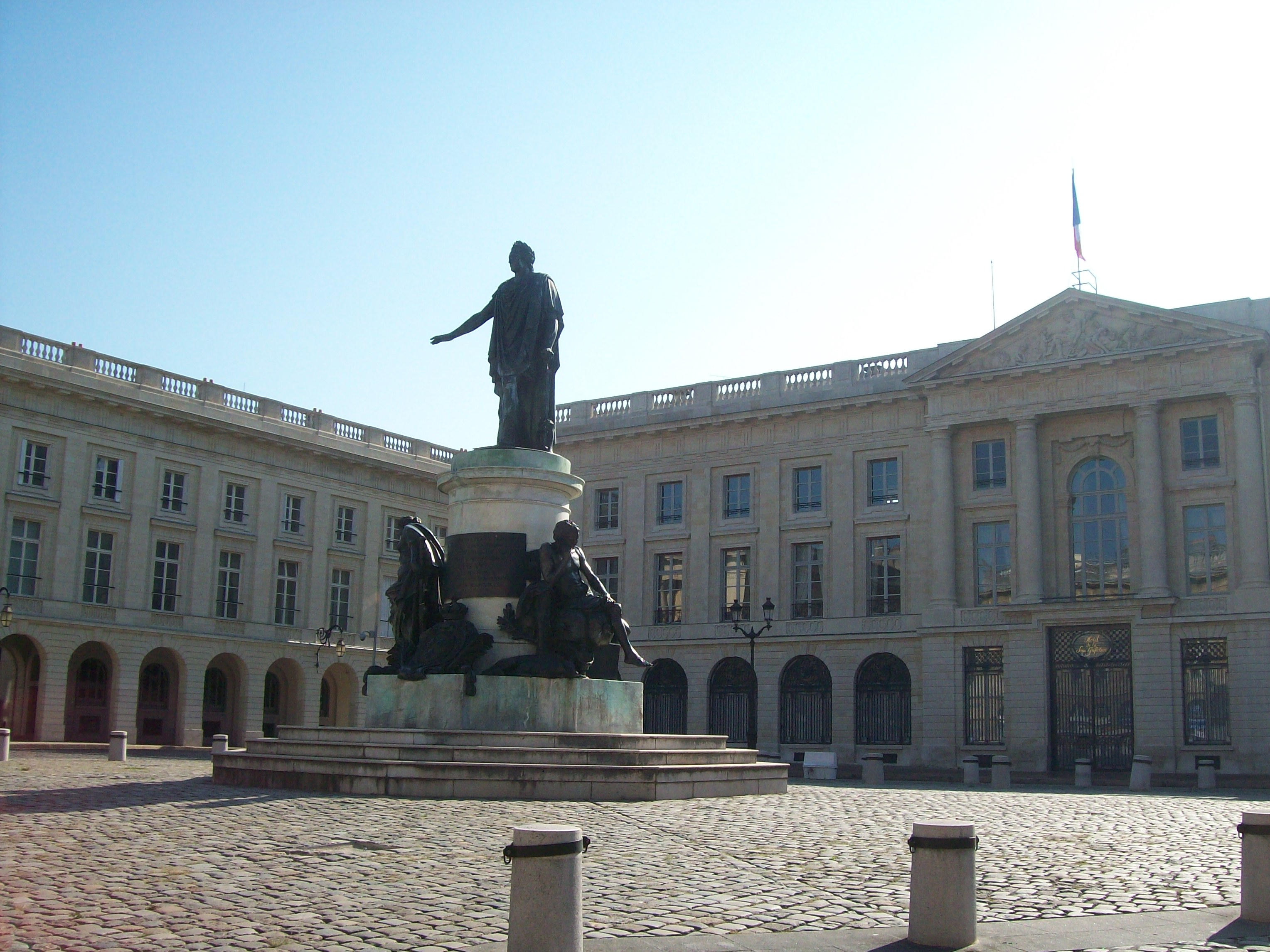
Place Royale.
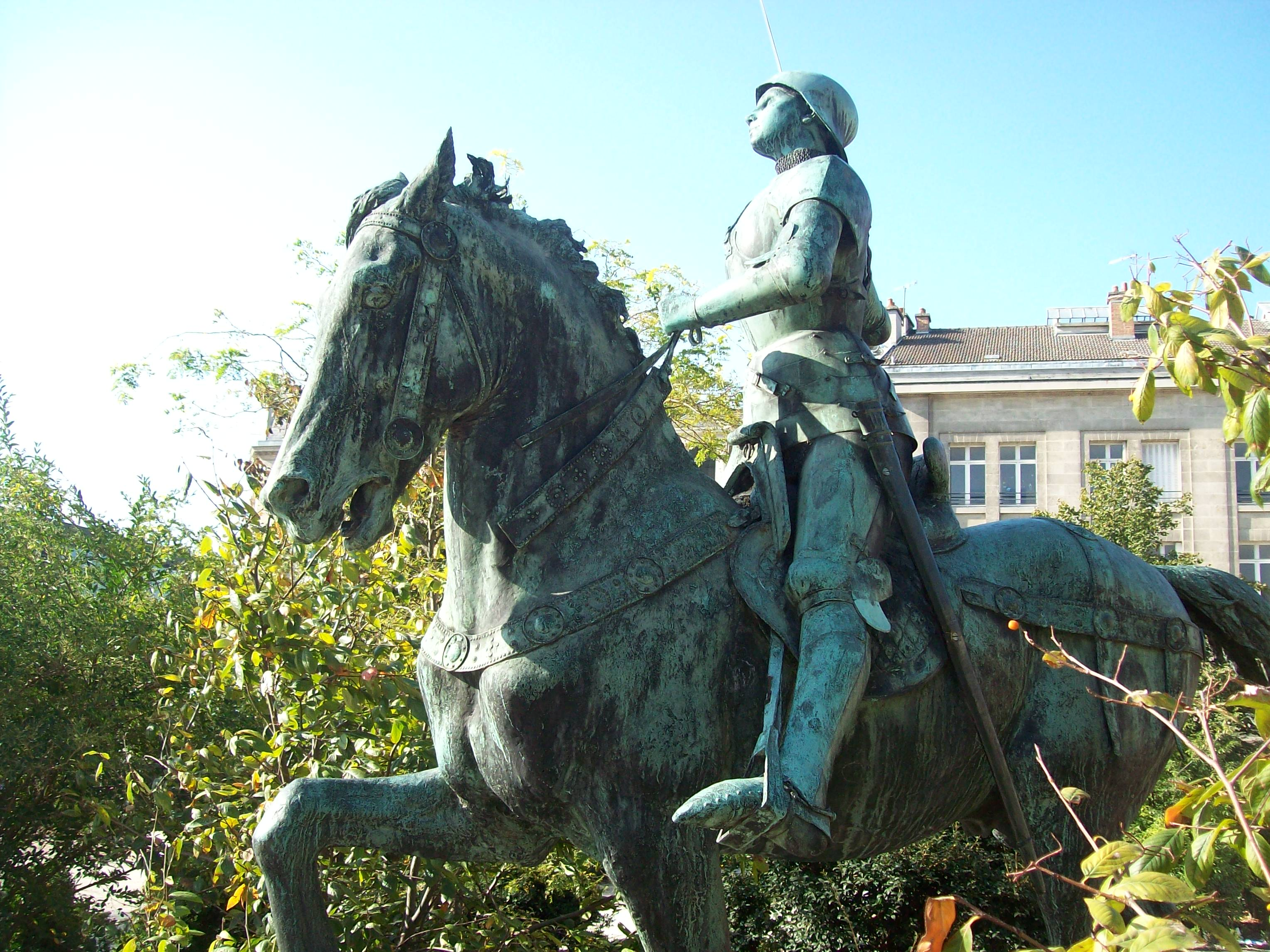
Statue de Jeanne d'Arc place du Cardinal-Luçon.

Hormis la cathédrale qui culmine à 87 m (au clocher à l'Ange) et les quatre pylônes d'éclairage du stade Auguste-Delaune qui font 65 m de haut chacun, les immeubles les plus hauts de Reims sont :
- Tour des Argonautes 1969-1972 17 étages 51 m (65 m avec la sculpture lumineuse) 49° 13′ 36″ nord, 4° 02′ 08″ est ;
- no 77, rue de la Maison-Blanche 1970 18 étages 59 m ;
- Tour Franchet-d'Esperey 1970 18 étages 59 m 49° 14′ 31″ nord, 4° 01′ 00″ est ;
- no 60, avenue du Général-Eisenhower 1970 17 étages 55 m 49° 14′ 15″ nord, 4° 00′ 20″ est ;
- Tour du Tyrol 1965 17 étages 54 m 49° 15′ 14″ nord, 4° 03′ 38″ est ;
- no 21, rue de la Méditerranée 1969 16 étages 52 m ;
- no 143, rue de Courlancy 1967 15 étages 51 m ;
- no 1, allée Antoine-Watteau 1968 16 étages 50 m 49° 13′ 35″ nord, 4° 00′ 53″ est ;
- no 119, rue de Saint-Thierry 1965 16 étages 50 m ;
- no 5, allée Yves-Gandon 1968 16 étages 50 m ;
- Tour allée de Lisbonne, allée de Lisbonne 1970 16 étages 50 m ;
- no 3, rue Paul-Fort 1960 15 étages 50 m ;
- no 5, rue Paul-Fort 1960 15 étages 50 m ;
- no 24, rue de Brazzaville 1960 15 étages 50 m ;
- Tour Géruzez, 2 et 4 rue Hortense Sinzot 1970 15 étages 50 m.

### Quartiers

Les douze conseils de quartiers de Reims :
Barbâtre - Saint-Remi - Verrerie
Bois d'Amour - Porte de Paris - Courlancy
Centre-ville
Cernay Jamin - Jean Jaurès - Épinettes
Clairmarais - Charles Arnould
Châtillons
Chemin Vert - Europe
Croix-Rouge - Croix du Sud
La Neuvillette - Trois-Fontaines
Laon Zola - Neufchâtel - Orgeval
Maison-Blanche - Sainte-Anne - Wilson
Murigny

La ville, en raison de son histoire et son environnement physique, est une commune avec des quartiers ayant une forte identité. Le centre-ville avec une dominante d'immeubles bourgeois reconstruits après la Première Guerre mondiale ; un quartier nouveau comme Châtillons, créé dans les années 1970 sur les champs, avec des tours et des immeubles sur un plan radial avec la Tour des Argonautes comme centre ; la succession autoroute-Vesle-canal qui amène une séparation entre les deux côtés de cet axe (Sainte-Anne/Saint-Remi par exemple). En partie pour compenser cette situation, en novembre 2008, les huit anciens conseils de quartiers sont passés à douze, avec un rôle d'écoute, de liaison et de proposition, et désormais sans réunion à huis clos.

### Habitat et logement

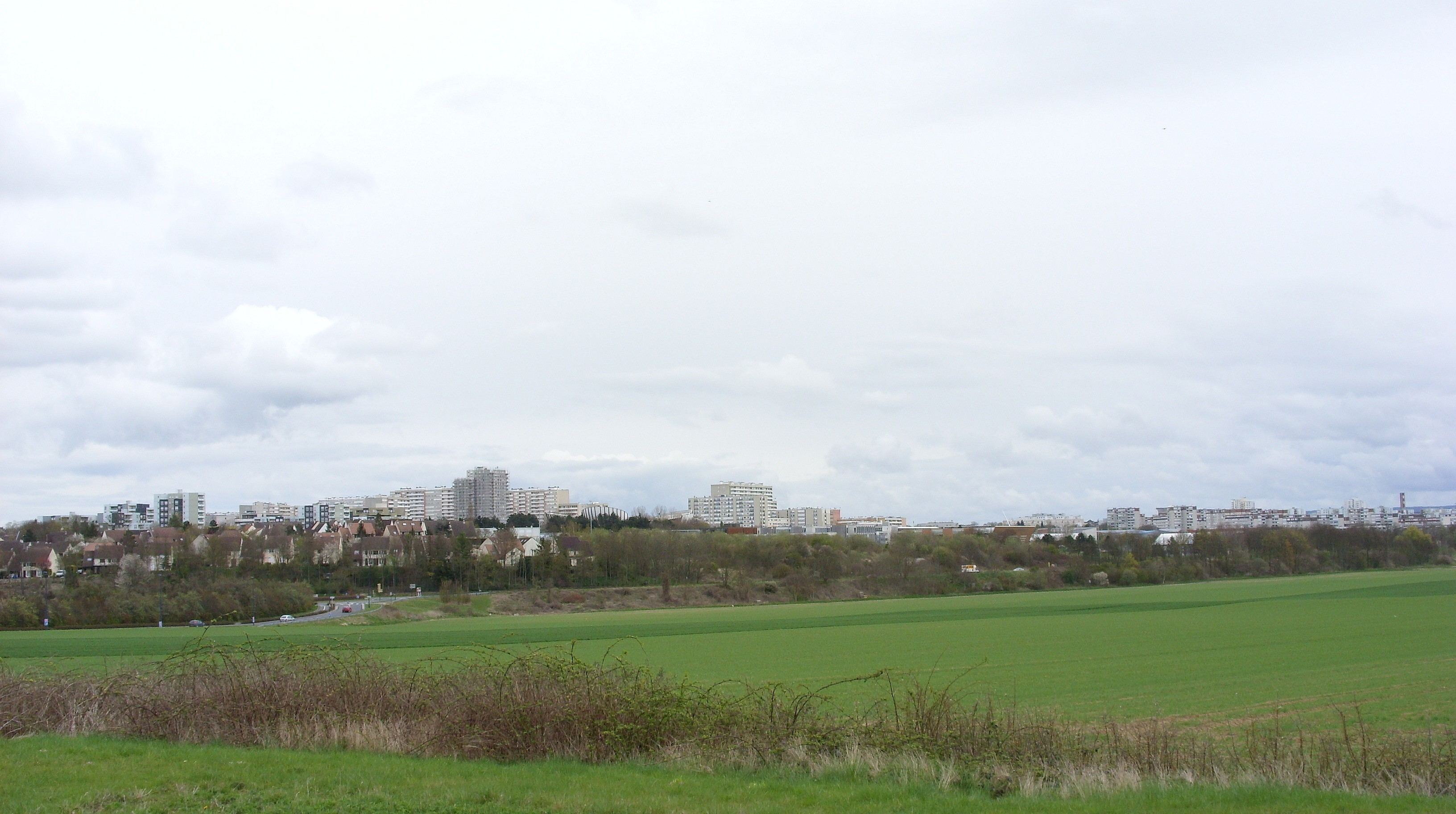
Vue panoramique des quartiers HLM Croix-Rouge et Croix du Sud.

En 2021, le nombre total de logements dans la commune était de 106 390, alors qu'il était de 101 998 en 2016 et de 96 120 en 2011.
Parmi ces logements, 86,9 % étaient des résidences principales, 3,6 % des résidences secondaires et 9,5 % des logements vacants.
Le tableau ci-dessous présente la typologie des logements à Reims en 2021 en comparaison avec celle de la Marne et de la France entière. Une caractéristique marquante du parc de logements est ainsi une proportion de résidences secondaires et logements occasionnels (3,6 %) supérieure à celle du département (3,4 %) mais inférieure à celle de la France entière (9,7 %).
| Typologie                                               | Reims | Marne | France entière |
| ------------------------------------------------------- | ----- | ----- | -------------- |
| Résidences principales (en %)                           | 86,9  | 87,5  | 82,2           |
| Résidences secondaires et logements occasionnels (en %) | 3,6   | 3,4   | 9,7            |
| Logements vacants (en %)                                | 9,5   | 9,1   | 8,1            |

Il existe trois organismes HLM locaux (deux S.A et un office public). La commune respecte les obligations qui lui sont faites par l'article 55 de la loi SRU de disposer d'au moins 20 % de son parc de résidences principales constituées de logements sociaux : 45 % des logements à Reims sont des logements HLM.[réf. nécessaire]
Du fait de son potentiel touristique, Reims compte 65 hôtels ainsi qu'une aire de stationnement pour camping-cars (neuf places) mais aussi un centre international de séjour et une résidence Séjour et affaires dans le quartier Clairmarais.
Une moyenne de 919 nouveaux logements sont construits chaque année sur la période 2009 à 2020.
En 2020, parmi les résidences principales, nous comptons :
- 27,19 % de propriétaires pour une moyenne nationale de 57,7 %[44];
- 71,11 % de locataires pour une moyenne nationale de 39,9 %[44];
- 1,70 % de personnes logées gratuitement pour une moyenne nationale de 2,4 %[44].

Le taux par types d'habitation est en 2020 de :
- maisons individuelles : 18,86 %[I 7] pour une moyenne nationale de 55,9 % ;
- appartements : 79,15 %[I 7] pour une moyenne nationale de 43,2 % ;
- autre type de logements : 1,98 % pour une moyenne nationale de 0,9 %.

### Projets d'aménagement

#### La Reims Arena
Parmi le projet de Reims Grand Centre, la salle événementielle (nommée provisoirement Reims Arena), située sur le site dit ex-sernam est en cours de construction[Quand ?].
L'équipe élue pour la construction, l'exploitation et la maintenance de l'équipement est un groupement entre Eiffage et GL Events, avec comme architectes Jean-Michel Wilmotte pour l’aréna :
- Configuration concert / spectacle : 9 015 places
- Configuration basket : 5 500 places
- Configuration convention : 2 029 places

Le chantier de la Reims Arena a débuté en septembre 2019 et la salle a été livrée en 2022.

#### Aménagement du quartier Clairmarais
Reims a par ailleurs, ces dernières années, transformé le quartier Clairmarais, construit au-delà de la gare Centre.
Ces terrains, proche du centre-ville, sont devenus avec la réalisation de la ligne de TGV Est ouverte en 2007, un enjeu important pour le développement de la ville. C’est alors que sort de terre un nouveau quartier d’affaires avec 30 000 m2 de surfaces de bureaux à proximité de la gare pour un programme qui à terme devra en compter plus du double.
Cette opération est aussi en relation avec le réaménagement de la gare desservie par le nouveau tramway et une ouverture sur ce quartier en pleine rénovation.

#### Rénovation Urbaine
La ville de Reims s'est également investie dans la rénovation urbaine de ses quartiers prioritaire, comme Croix-Rouge, Wilson, ou Orgeval.

### Voies de communication et transports
Reims est une ville qui s'est construite en limite du pouvoir centralisé situé en Île-de-France, ouvrant sur la Belgique, le Luxembourg et vers l'est jusqu'à l'Allemagne.

#### Voies routières

##### Zone à faibles émissions (ZFEm)
Après des années d’avertissements, la France a été condamnée en 2019 par la Cour de justice de l’Union européenne (CJUE) pour son incapacité à protéger ses citoyens contre la pollution de l’air. Douze agglomérations françaises sont concernées par ces dépassements répétés dont Reims.

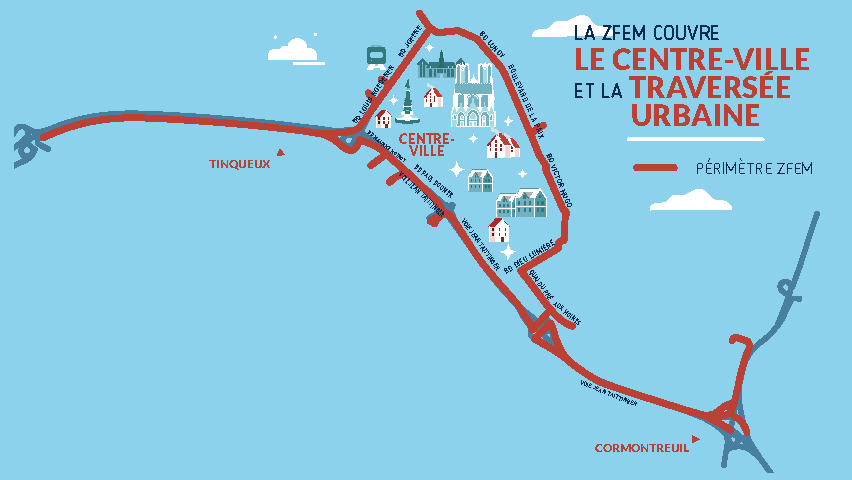
Périmètre de la ZFEm de Reims.

Pour se mettre en conformité et après avoir réduit la vitesse de circulation au centre à 30 km/h, la ville de Reims va plus loin et met en place, au 1er septembre 2021, une Zone à Faibles Émissions mobilité (ZFEm) (ZFE) sur la traversée urbaine de Reims et son centre-ville. Une période expérimentale est prévue du 1er septembre au 31 décembre 2021.
La mise en place des restrictions de circulation est progressive en commençant au 1er janvier 2022 par l'interdiction pour les véhicules à vignettes CRIT'AIR 5 et non classés, puis au 1er janvier 2023 l'interdiction des vignettes CRIT'AIR 4. La prochaine restriction de circulation concerne les vignettes CRIT'AIR 3, qui seront interdites à partir du 1er janvier 2029 (initialement prévue pour le 1er janvier 2024, au vu des résultats des analyses effectuées par ATMO Grand Est qui ont confirmé que les chiffres de la qualité de l'air à Reims sont largement en dessous des valeurs réglementaires, il a été décidé de mettre en place un moratoire de 5ans pour les véhicules ayant une vignette CRIT'AIR 3).

##### Autoroutes

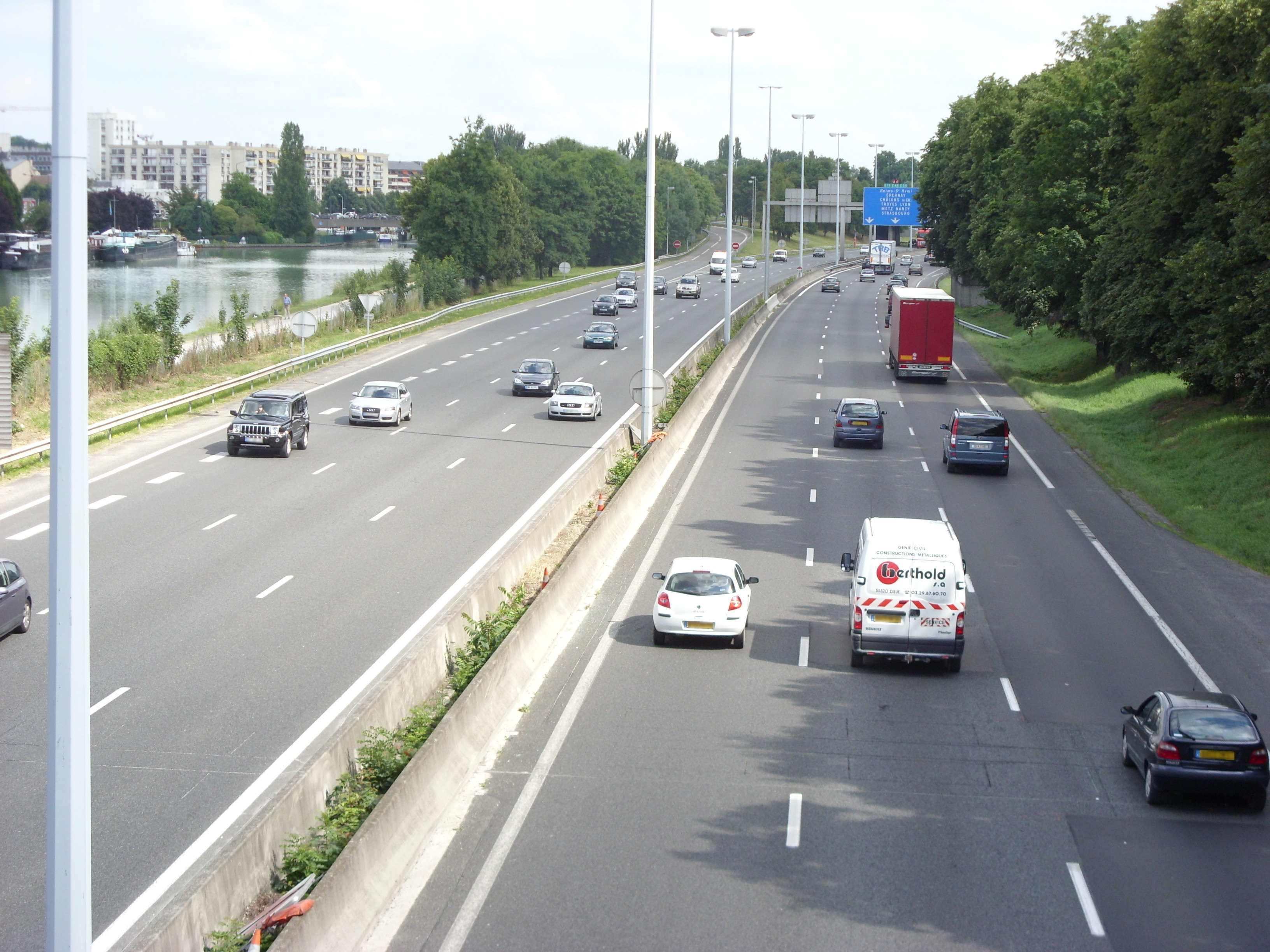
L'autoroute A344 limitée à 90 km/h.

Reims est au carrefour de quatre autoroutes :
- l'A26, aussi appelée l'autoroute des Anglais, qui fait partie du grand contournement de Paris et va de Calais à Troyes ;
- l'A4, l'autoroute de l'Est, reliant Paris à Strasbourg en passant par Metz et dont le contournement Sud de Reims par cette autoroute a été déclaré d'utilité publique le 13 mai 1996[49] ;
- l'A34, l'Ardennaise, qui se dirige à Charleville-Mézières puis vers la Belgique, sur le tracé de l'ancienne RN 51.
- l'A344 (également appelée Traversée Urbaine de Reims, ou voie Jean-Taittinger) qui remplace l'ancienne autoroute A4 et fait office de pénétrante entre les autoroutes A4, A26 et A34 en passant par le centre de la ville.

Les sorties suivantes permettent l'accès à la ville :
| Autoroute | Sorties                                                                              |
| --------- | ------------------------------------------------------------------------------------ |
| A344      | Reims-Tinqueux, Reims-Centre, Reims-Cathédrale, Reims-Saint-Remi, Reims-Cormontreuil |
| A4        | 22 Reims-Centre (vers A344), 23 Reims-Sud                                            |
| A26       | 15 Reims-La Neuvillette, 16 Reims-Nord, 16.1 Reims-Centre (vers A344)                |
| A34       | 25 Reims-Nord, 27 Reims-Est, 28 Reims-Farman-Pompelle, 29 Reims-Cormontreuil         |

Avant son déclassement, la RN 51 (aujourd'hui RD 951) reliait Orléans aux Ardennes, en passant par Épernay et Reims. Elle faisait partie, avec la RN 31 au départ de Rouen et avec l'ancienne RN 44 (actuelle RD 944) de Cambrai à Vitry-le-François, des routes nationales passant par Reims. Elle se trouve également sur la route touristique du champagne du Massif de Saint-Thierry et de la Montagne de Reims.

#### Transports en commun

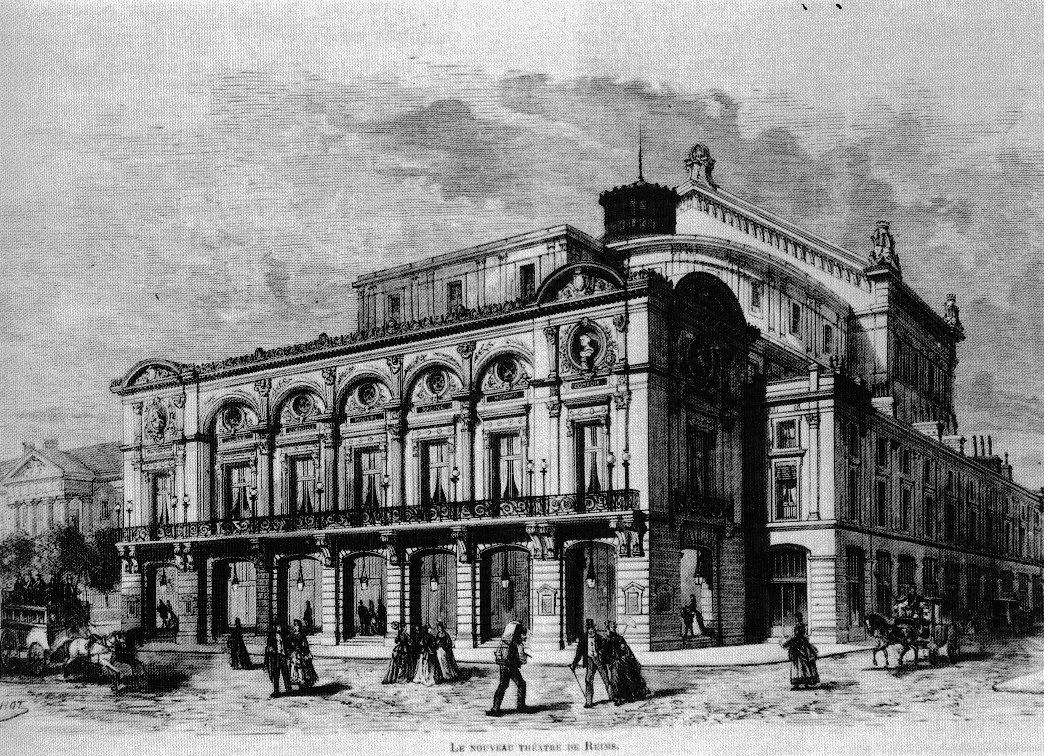
Des omnibus devant le théâtre.

Les premiers transports en commun rémois apparaissent en 1872 avec la création de deux lignes d'omnibus à cheval, l'une sur un axe nord-sud et l'autre sur l'axe est-ouest. Leur succès permet l'inauguration d'une troisième ligne. Cependant, à partir de 1881, ils disparaissent peu à peu au profit des tramways hippomobiles qui desservent quatre lignes. Vers 1890, trois millions de voyageurs les fréquentent pour une population de moins de 100 000 habitants. À l'aube du XXe siècle, les chevaux laissent place aux tramways électriques. Détruit pendant la Première Guerre mondiale, le réseau est reconstruit à partir des années 1920. Les premiers autobus arrivent à Reims en 1932 et vont, peu à peu, faire disparaître les tramways. Le dernier circule le 15 avril 1939.
En 1952, la compagnie de transports change de statuts et devient les Transports urbains de Reims. Le réseau s'étend en 1975 à toutes les communes du district de Reims : Bétheny, Bezannes, Cormontreuil, Saint-Brice-Courcelles et Tinqueux. Tout au long de la seconde moitié du XXe siècle, les bus et le réseau se moderniseront. En 2005, les 172 bus ont parcouru 7 699 897 km pour 30 324 568 voyages. Le réseau, aujourd'hui connu sous le nom de Grand Reims Mobilités se compose de 23 lignes de journée et de 10 lignes de soirée.

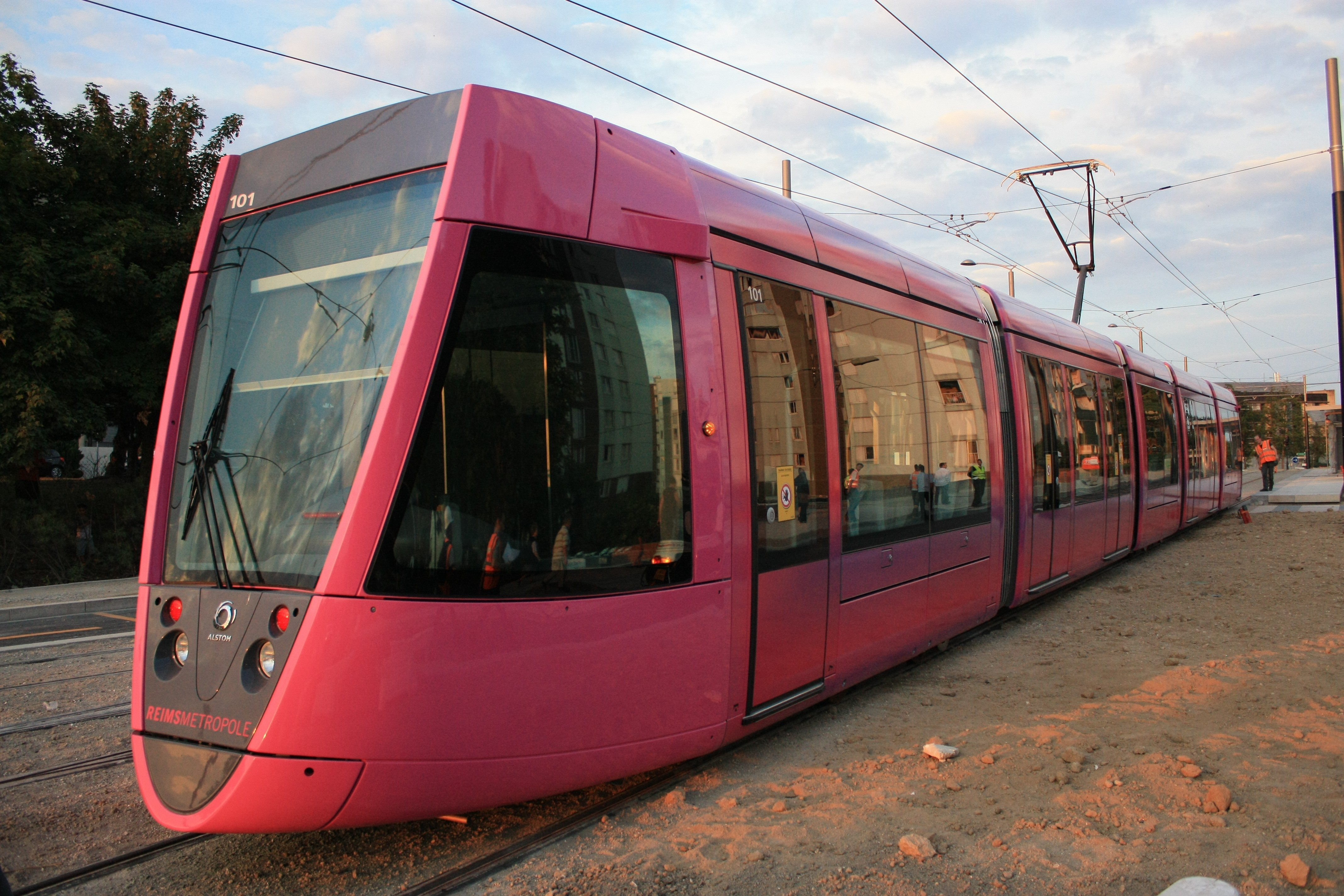
Une rame du tramway à l'essai.

Après un premier projet avorté datant des années 1980, l'année 2011 marque le retour du tramway de Reims. Son tracé est long de 11,2 km et est ponctué de 23 stations pour deux lignes : de Neufchâtel à l'Hôpital et Neufchâtel à la gare TGV de Bezannes. Le réseau Citura et le tramway sont exploités, dans le cadre d'un partenariat public-privé, par la société Concessionnaire Mobilité Agglomération Rémoise (MARS).
En octobre 2023, Transdev et la Communauté Urbaine du Grand Reims signaient le contrat de concession des transports publics portant sur la desserte des 143 communes du Grand Reims.
Réseau de transport unifié, unissant les communes et rapprochant les habitants de l’ensemble du territoire, GRAND REIMS MOBILITÉS remplace l’actuel réseau CITURA à partir du 1er janvier 2024.

#### Transports ferroviaires

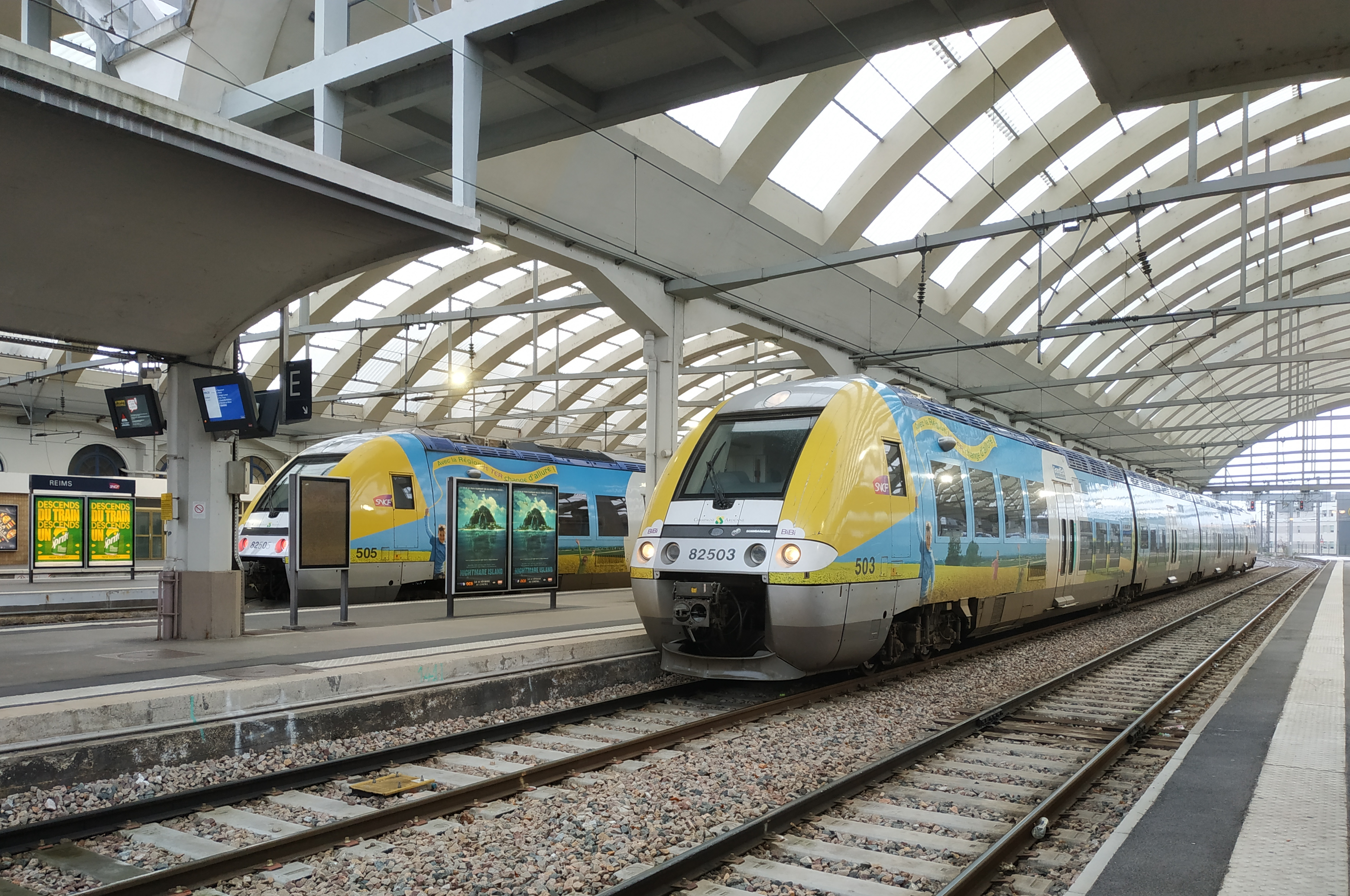
Deux rames TER Bombardier Transport X 82500 en gare de Reims, à noter l'ancienne livrée TER Champagne-Ardenne additionnée du logo Grand Est.

Trois gares se situent sur le territoire de la commune. La gare principale est la plus ancienne, elle date de 1877. Elle est aujourd'hui desservie par les TER Grand Est à destination des gares de Laon, Fismes, Châlons-en-Champagne, Charleville-Mézières, Château-Thierry, Dijon, Épernay, Lunéville, et de Sedan. Il n'existe pas de relation ferroviaire directe avec Troyes, deuxième ville de la région (se rendre par train entre les deux villes nécessite des correspondances peu commodes à Chaumont, Culmont-Chalindrey ou Paris Est). Les relations TER directes se font par autocars. Depuis 2007, Reims accueille le TGV Est qui la met à 45 min de la gare de l'Est à Paris. Les TGV s'arrêtent également à la gare de Champagne-Ardenne TGV, située dans l'agglomération, à Bezannes. La gare de Reims-Maison-Blanche se situe à proximité de l'hôpital dans le quartier Maison-Blanche. La troisième est la nouvelle halte-gare Franchet-d'Esperey inaugurée en octobre 2009, dont le coût des travaux s'élève à 3,2 millions d'euros. Elle dessert, sur les lignes en direction d'Épernay et de gare de Châlons-en-Champagne, le CROUS, NEOMA Business School et plusieurs facultés.

#### Mobilités actives

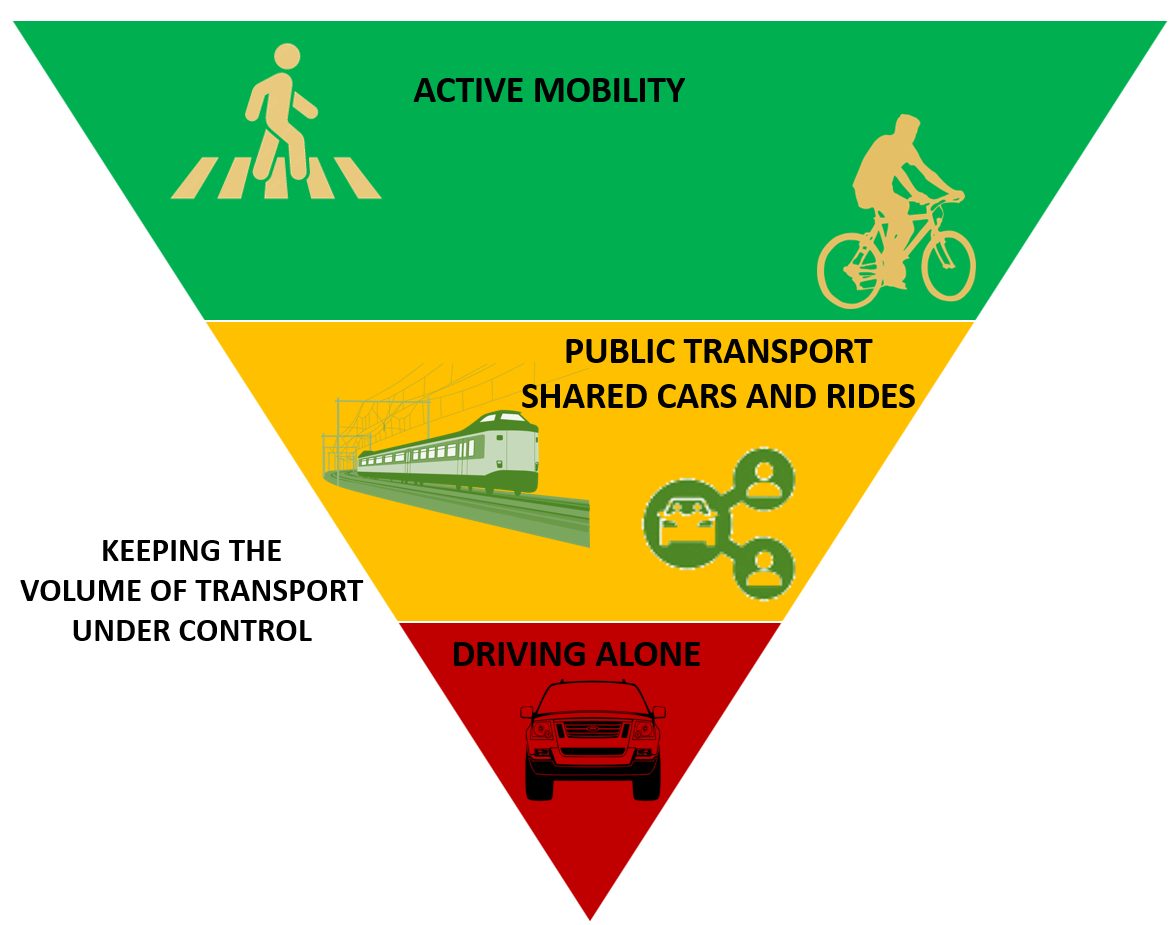
Pyramide de la mobilité, proposée par le projet européen Share North.

##### Cyclistes
En 2018, avec la mise en place de la nouvelle zone 30, la ville de Reims a multiplié les Bandes cyclables à contre-sens à Reims. Le Grand Reims publie "un Plan des pistes et aménagements cyclables dans Reims".
Depuis août 2019, un service de vélo en libre service (ZébullO) composé de 25 stations et 120 vélos électriques est disponible dans l’agglomération rémoise. Ce service est géré par la société Champagne Parc Auto.
Au cours de l’année 2020, la ville de Reims a fortement développé les SAS vélos. Il en existe maintenant 380 à Reims.
En 2021, quelques pistes cyclables dites "sanitaires" à Reims ont été transformées en pistes cyclables.

##### Piétons
Comme pour les autres ville, après avoir voulu adapter la ville à la voiture, Reims inverse la logique des années 1970.
Si la première piétonisation importante date avec la place d'Erlon, des requalifications de parkings ont eu lieu ces deux dernières années : le parvis de l’hôtel de ville, le parvis de la basilique Saint-Remi, les Hautes promenades et récemment la place Museux.

#### Transports aériens
C’est le 30 octobre 1908 que Henri Farman, sur un biplan Voisin, réalise le premier vol de ville à ville de l’histoire de l’aviation, en reliant en 20 minutes les 27 km qui séparent Reims du terrain du camp militaire de Châlons-en-Champagne. La deuxième moitié du XXe siècle voit apparaître à Bétheny, au nord de la ville de Reims, l'aérogare de Reims Champagne, le premier aéroport civil régional. À la suite d'une histoire qualifiée par certains de « chaotique » et à de nombreuses tentatives de sauvetage ayant échoué, l'aérogare ferme finalement le 30 juin 2006. Dès lors, Paris - Vatry, à 50 kilomètres de là, devient l'unique aéroport de transport de passagers en Champagne. Reims conserve toutefois l’aérodrome de Reims - Prunay situé au sud-est de la ville. La commune jouit aussi de sa proximité avec Paris qui lui permet, en TGV depuis la gare de Champagne-Ardenne TGV, de rejoindre l'aéroport de Paris-Charles-de-Gaulle en 30 minutes.

#### Autopartage
Depuis le 11 septembre 2020, Citiz a implanté son service d’autopartage à Reims. Il y a actuellement 8 voitures en libre-service disponibles à Reims et 6 entre Reims et Épernay.

## Toponymie
Le nom donné par César à l'oppidum des Rèmes est Durocortorum. Elle est indiquée comme Durocortoro sur la table de Peutinger (segment I) ainsi que sur l'Itinéraire d'Antonin.
Il s'agit d'une forme latinisée d'un mot celtique (gaulois) composé des éléments de Duro- (de duron « porte, marché clos, place, forum » > « ville close, bourg ») et -cor-t (« centre, ville, capitale ») et désignant le chef-lieu des Rèmes comme la « forteresse circulaire » ou plutôt cortorum, de sens obscur.
Le nom actuel est attesté sous les formes Rementium en 314, Remos vers l'an 400, Rains en 1277, Remps et Rems en 1284, puis Rein en 1292.
Il dérive de celui de la tribu des Rèmes d'une forme Remos qui remplace celui de Durocortorum, selon un processus régulier en Gaule à l'époque du Bas-Empire (voir Paris, Lisieux, Bayeux, etc.).
Au VIe siècle, le territoire est connu sous le nom de Rhemus. En moyen néerlandais on retrouve le nom de Riemen. Aujourd'hui, l'ancienne graphie Rheims est encore utilisée à l'étranger.

## Histoire

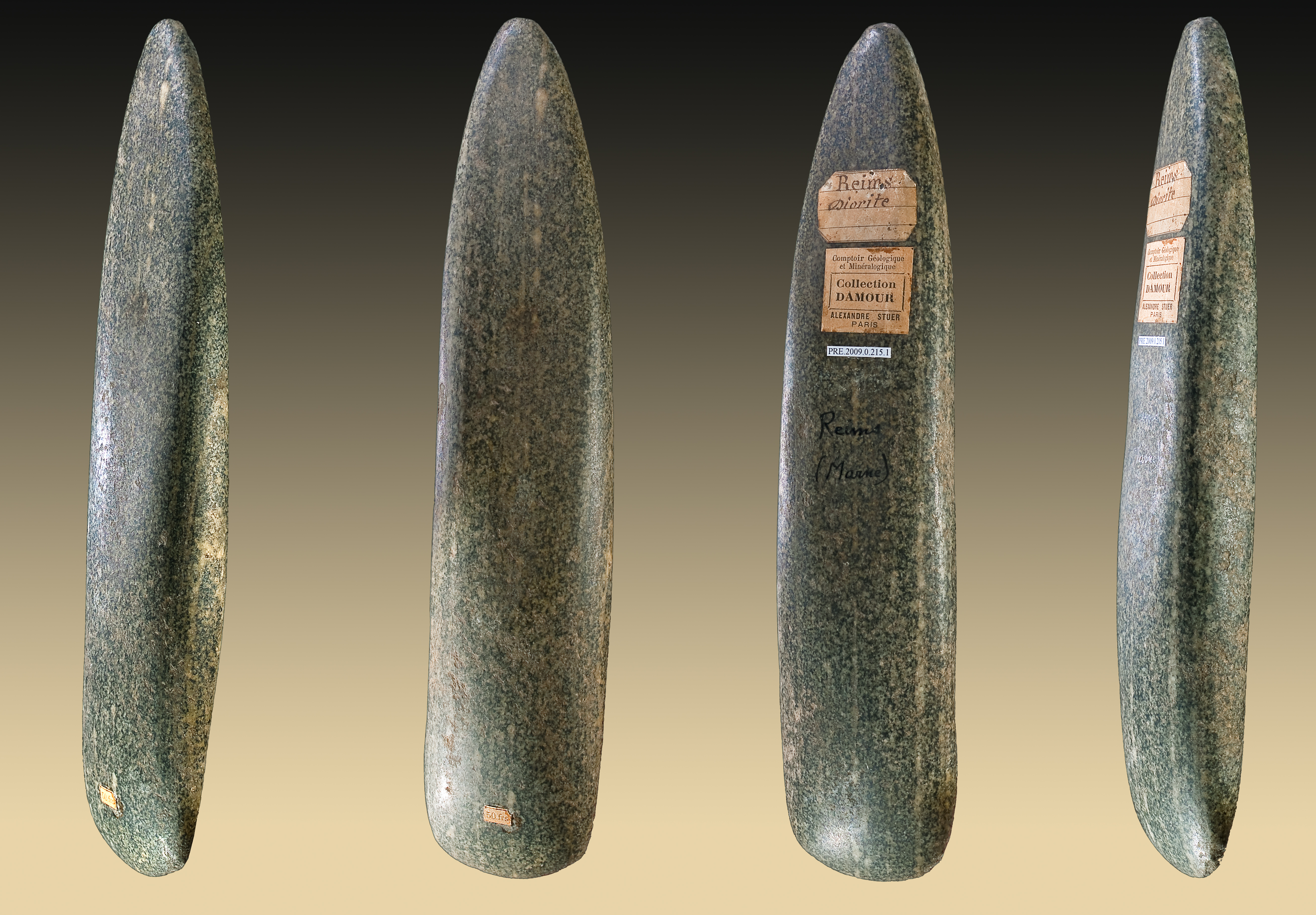
Hache polie en diorite - Néolithique – Reims – muséum de Toulouse.

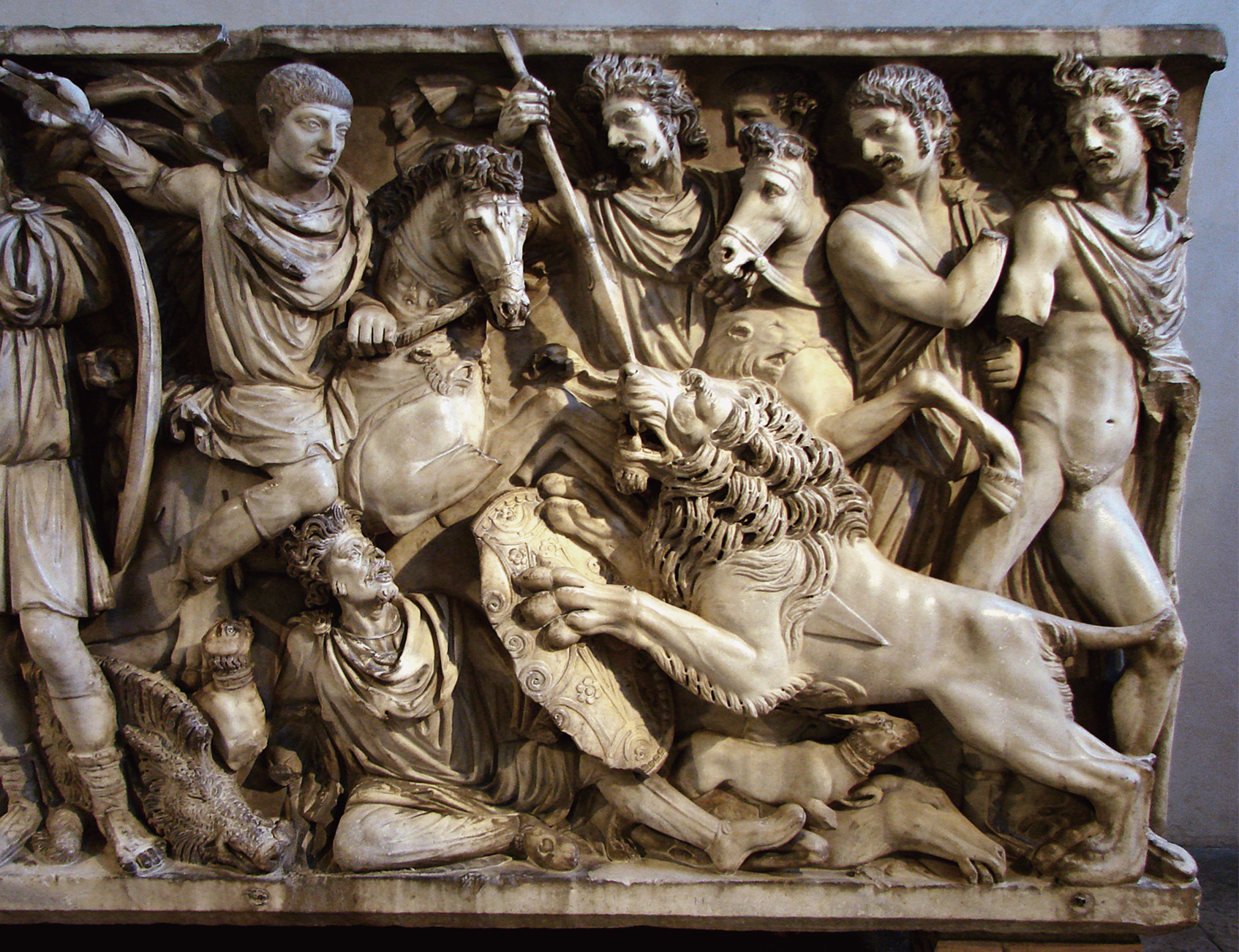
Tombeau de Jovin, musée Saint-Remi.

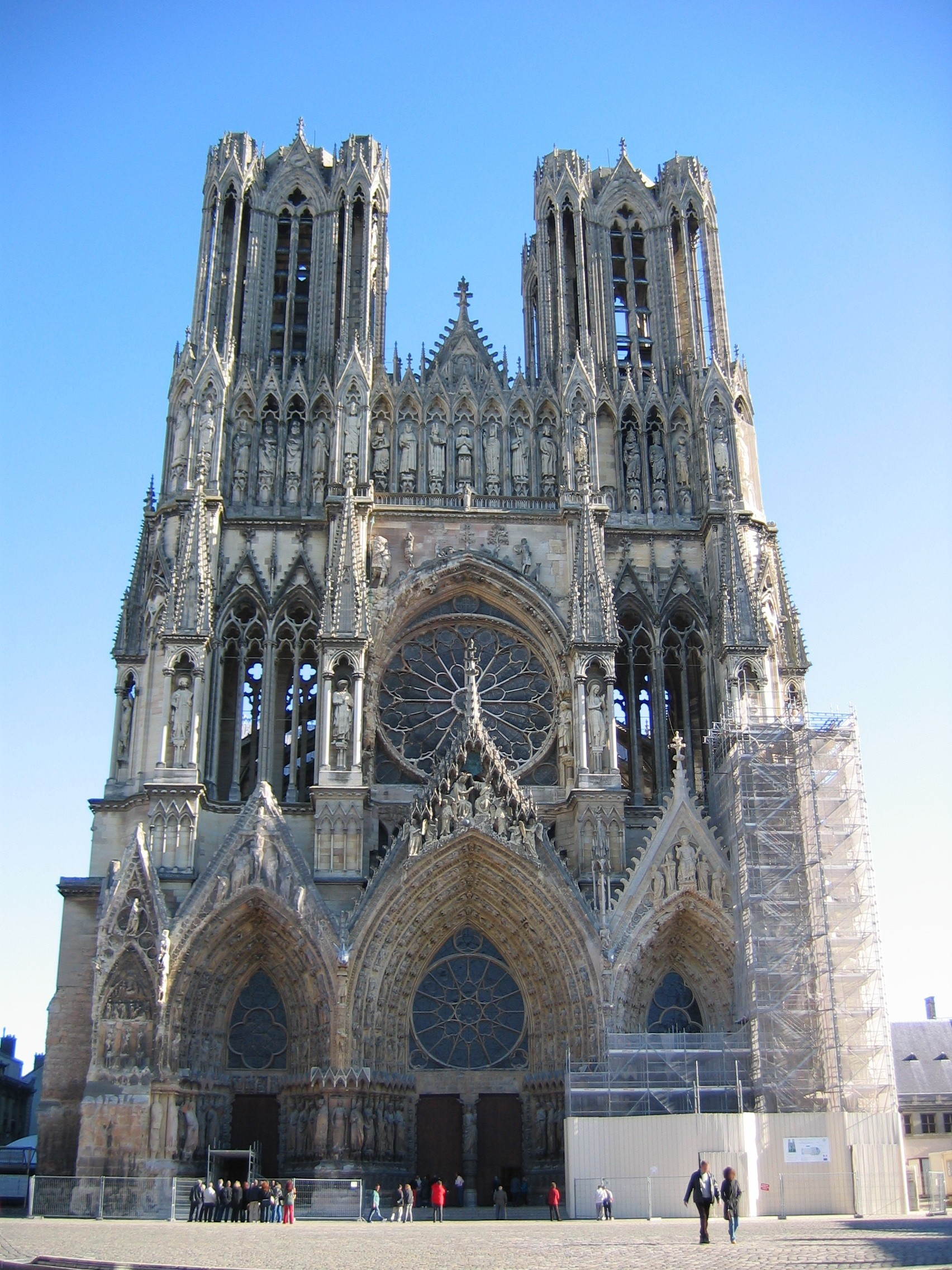
Vue de la face principale de la cathédrale.

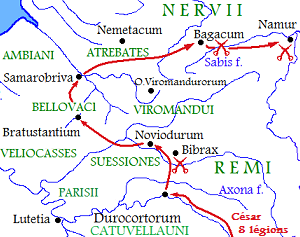
Le territoire des Rèmes (REMI) lors de la bataille de l'Aisne en -57.

### La région de Reims à la préhistoire
Les premières traces d'implantation humaine dans les environs de Reims remontent au Néolithique et au Chalcolithique (fin du IIIe millénaire av. J.-C.). Des champs d'urnes de l'âge du bronze y ont été retrouvés. La vallée de la Vesle a connu une occupation assez dense durant l'âge du fer. Il ne reste cependant que très peu de vestiges de ces époques sur le site de l'actuelle Reims.

### L'Antiquité

#### Durocortorum,oppidumrème
Il n'existe que peu d'informations sur ce qu'était Durocortorum avant l'arrivée des Romains puisque les Gaulois se transmettaient oralement le savoir. Elle était cependant considérée comme la « dernière cité civilisée » au nord.
Si on a cru un temps que le site du « Vieux Reims », situé sur les actuelles communes de Variscourt et Condé-sur-Suippe, était le chef-lieu des Rèmes et fut déplacé ensuite sur le site de Reims, les dernières recherches infirment cette hypothèse. En effet, l'emplacement actuel de Reims est au croisement d'une quinzaine de routes gauloises et les fouilles les plus récentes tendent à prouver que le site actuel de Reims était déjà un centre important à l'époque gauloise.

#### Les Rèmes et Rome
Voyant l'avancée de l'armée de César en Gaule, les Belges s'unirent pour repousser cette invasion. Les Rèmes restèrent en dehors de la coalition et décidèrent de s'allier avec Rome. Ils envoyèrent deux députés négocier avec des offrandes à la rencontre des Romains. Ils tentèrent de convaincre leurs « frères » Suessions, avec qui ils partageaient les lois et le gouvernement, de les suivre mais en vain. En 57 av. J.-C., les Belges attaquèrent l'oppidum rème de Bibrax (« Vieux-Laon »). L'armée de Jules César obtint cependant la victoire. Après le retrait de César, des armées belges attaquent les Rèmes. Les troupes romaines font demi-tour et viennent en aide à leurs alliés. Les Suessions furent placés sous la domination des Rèmes. Le territoire des Rèmes s'étendait à l'époque de la Seine à la Marne et à la Meuse.
En 53 av. J.-C., César ordonna au concilium Galliæ de se réunir à Durocortorum pour y juger la conjuration des Sénons et des Carnutes. Les Rèmes restèrent fidèles à Rome tout au long de la guerre des Gaules. Durocortorum fut ainsi classée parmi les cités fédérées, considérées comme indépendantes. La ville, privilégiée du fait de son alliance avec Rome, conserve ses lois, sa religion et son gouvernement.
Sous Auguste, leur territoire fut placé dans la province de Belgique dont Durocortorum devint la capitale. La ville des Rèmes devient alors l'une des plus grandes villes de l'Empire romain et la plus grande ville de la Gaule romaine, avec une superficie estimée à 600 ha. Elle est organisée autour d'un cardo (avenue de Laon), dont l'axe reliait Lille à Genève, et un decumanus, reliant Nantes à Coblence. À son intersection se trouvait le forum. Cette organisation, mise à mal à la fin de l'empire, continuera néanmoins de dicter l'urbanisme de Reims jusqu'au XVIIIe siècle. La place du forum demeurera un lieu de marché jusqu'au XXe siècle. Redécouvertes en 1838, ses substructures, un cryptoportique, sont aujourd'hui dégagées et visibles.
Au Bas-Empire, une muraille est construite pour défendre la ville : la surface enclose réduit considérablement la superficie de la ville (35 ha). En 357 et en 366, des invasions germaniques sont repoussées dans la région avant qu'elles n'atteignent Reims. Mais en 406, les Vandales s'emparent de la ville et la pillent. Les Rémois sont réfugiés alors dans l'église chrétienne et l'évêque saint Nicaise est décapité sur le seuil de sa cathédrale. Et en 451, ce sont les Huns qui attaquent la ville.

### Le Moyen Âge
Le christianisme apparaît au milieu du IIIe siècle grâce à l'évêque Sixte et une première cathédrale est élevée au IVe siècle mais ce n'est qu'au Ve siècle que l'emplacement actuel commence à être occupé par l'Église qui y installe d'abord un ensemble épiscopal puis plusieurs cathédrales qui se succèdent jusqu'à celle qui existe aujourd'hui.
À l'époque mérovingienne, saint Remi contribue également à la diffusion du christianisme dans la région rémoise aux Ve et VIe siècles. En tant qu'évêque de Reims, il négocie la soumission de Reims à Clovis, à l'actuel emplacement de l'église Saint-Nicaise. Le jour de Noël entre 496 et 506, Clovis est baptisé dans la cathédrale rémoise par saint Remi, après avoir reçu une instruction chrétienne de sa part. La tradition veut que le baptême ait lieu le 25 décembre 496, mais selon des auteurs récents, les années 498 ou 499 sont davantage probables,. D'après Grégoire de Tours, 3 000 soldats francs sont baptisés le même jour. Selon la légende, saint Remi oint Clovis avec la Sainte Ampoule, délivrée par un ange, sous les traits d'une colombe. C'est en raison de cette conversion du roi des Francs que de Louis VII à Charles X, excepté Henri IV, tous les rois de France seront sacrés à Reims, le plus souvent par l'archevêque de la ville.
En 511, Reims devient la capitale du royaume d'Austrasie, le « pays des Francs de l'est ». Thierry Ier y fixe sa cour. L'histoire du royaume, notamment sa rivalité avec la Neustrie, est longuement dépeinte par l'historien des Francs Grégoire de Tours. Ce royaume, qui peut être considéré comme le berceau de la dynastie carolingienne, couvrait le nord-est de la France actuelle, les bassins de la Meuse et de la Moselle, jusqu’aux bassins moyen et inférieur du Rhin. En 719, Reims, l'ancienne capitale austrasienne, est démantelée par Charles Martel ; un grand nombre de monuments rappelant son ancienne puissance et sa prospérité de l'époque gallo-romaine disparaissent. Le territoire qui s’étend de Reims au Rhin entre alors en sommeil et disparaît en 751, avec le dernier roi mérovingien, pour être intégré dans l'empire carolingien, réuni par Pépin le Bref et Charlemagne. En 804, l'empereur Charlemagne, couronné à Rome quatre ans plus tôt, y reçoit le pape Léon III. En 816, son fils Louis le Pieux, y est couronné empereur par le pape Étienne IV. En 882 à l'approche des Vikings, l'archevêque de Reims Hincmar se réfugie à Épernay, où il meurt. Les Vikings assiégèrent Reims, sans succès, mais incendièrent les villages voisins.
En 945, le roi des Francs Louis IV d'Outremer rassemble une armée de Normands, ravage le Vermandois puis aidé d'Herluin de Montreuil, d'une partie des soldats d'Arnoul Ier de Flandre, de l'évêque Artaud de Reims, le comte Bernard et son neveu Théodoric, il vint mettre le siège devant Reims, ravager les moissons, piller et brûler les villages alentour et ruiner les églises.
Vers l'an mil, l'archevêque de Reims, Gerbert d'Aurillac, est élu pape sous le nom de Sylvestre II.
En 1119, la ville reçoit un concile.
En 1143, la ville obtient des franchises communales, qui lui sont retirées peu après. En 1182, l'archevêque Guillaume-aux-Blanches-Mains octroie aux bourgeois une charte, appelée "Willelmine" : les bourgeois de son ban peuvent élire tous les ans leurs juges, les échevins, qui doivent prêter serment de respecter les droits de l'archevêque. Au XIVe et XVe siècle, de nombreux procès relatifs à l'exercice de la justice opposent les échevins et l'archevêque.
Au XIIIe siècle, la ville s'entoure d'un nouveau fossé, qui englobe la cité et le bourg Saint-Rémy, qui avait été fortifié dès le Xe siècle. Mais il faut attendre le milieu du XIVe  siècle pour que la muraille soit achevée et que Reims soit unifiée.

#### Naissance du conseil de ville
Le conseil de ville rémois est né de la guerre franco-anglaise. Après la défaite de Crécy en 1346 et surtout après celle de Poitiers en 1356, à la nouvelle de la capture du roi Jean II le Bon, la consternation fut générale sur toute la France. Toutes les bonnes villes du royaume prises d’effroi, s’attelèrent à leur propre défense. Pour assurer leur protection, elles se dotèrent d’une institution. À Troyes, les habitants s’étaient munis en 1358 d’un gouvernement municipal unifié.
Reims suivit ce mouvement. Pour Pierre Varin, une nouvelle période de leur histoire s’est ouverte puisqu'un second corps, le conseil de ville, est apparu à côté de l’échevinage. Pour Pierre Desportes « … la crise de 1358 a seulement consolidé des éléments apparus antérieurement. […] L’innovation […] réside dans cette émergence progressive à partir de 1346 d’un organisme commun à toute la ville chargé de régler les problèmes de défense. En 1358, l’archevêque principal seigneur de Reims a perdu définitivement tout contrôle sur ce corps naissant ».
En juin 1358, les Rémois sont entrés dans l’illégalité en portant à leur tête six notables qui ont prétendu gouverner la ville. Le 9 septembre 1358, une lettre du régent du royaume confirme cet acte et reconnaît les administrateurs élus du peuple : « … lesdits habitans […] aient entre eulz, du commun consentement de tous les habitans […] esleu six bonnes et convenables personnes pour prendre garde des ouvrages et nécessitez, seurté et tuition de la ville… ». Il leur permettait de forcer tous les habitants de quelques conditions qu’ils fussent à payer des taxes imposées. Surtout, il les autorisait à changer un ou plusieurs de leurs membres s’il venait à ne plus pouvoir assumer sa fonction. Cet acte érigeait le conseil de ville en institution permanente et urbaine. Il est certain que le régent s’appuya sur les villes, en particulier Reims car la guerre ayant obligé les ruraux à se réfugier dans les villes, ces dernières possédaient « le commerce et toutes les richesses ».
La guerre a permis la pérennité du conseil de ville en le rendant indispensable, d’où sa présence encore à notre époque. Les prérogatives du conseil de ville concernaient à ses débuts uniquement la défense. À cette date le processus de formation du conseil est loin d’être arrivé à son terme et c’est durant la guerre de Cent Ans que les institutions urbaines connaissent un nouveau progrès : elles s’imposent. Jusqu'en 1422, le conseil est appelé "conseil du capitaine". A cette date, alors que le capitaine de la ville est prisonnier, les seigneurs de la ville et les échevins prêtent serment de respecter leurs pouvoirs. C'est la naissance du "conseil de ville". Cette institution municipale produit alors des registres de conclusions, ancêtre des registres de délibérations actuels, mais aussi des comptes des "deniers en communs", à partir de 1424.
En 1417, durant la guerre civile, Reims se range dans le camp des Bourguignons, opposé au camp du roi. En 1429, le futur Charles VII et Jeanne d'Arc écrivent à la cité. Reims se rallie alors au roi et lui ouvre les portes. Charles VII est sacré le 17 juillet.

### La Renaissance
Le grand chantier municipal, après la guerre de Cent Ans était la réfection de la muraille d'enceinte. 
Les débuts de la Réforme protestante à Reims se virent à partir de 1559 en des châteaux amis mais des rixes arrivèrent lorsque les réunions étaient publiques ; des sommités sont venues à Reims comme Théodore de Bèze. La réaction de la ligue est importante par l'intermédiaire de la maison de Guise qui est fortement implantée en ces terres avec Charles de Lorraine. Ils encouragent un fort courant de dévotions dans la ligne du concile de Trente.
Après l'accord de Paul III en 1547, l'université de Reims est créée en 1548 par le cardinal de Lorraine qui vient d'obtenir l'accord du roi ; le collège des Bons enfants commence par un enseignement d'arts, puis de théologie et ensuite de droit et de médecine ; en 1567 les élèves du séminaire peuvent suivre les enseignements de la faculté. Les jésuites ouvrent aussi un enseignement à Reims.
En 1562, le massacre de Wassy active une nouvelle phase armée entre les catholiques et les protestants. Même si les affrontements armées sont rares, les troupes ravagent la campagne et obligent les gens à se réfugier dans l'enceinte de la ville. La ligue renforce son emprise sur la ville par Louis de Lorraine et Antoine de Saint-Pol alors que Châlons, gouverné par Joachim de Dinteville, est fidèle au roi Henri III. Mais Reims finit par faire sa soumission à Henri IV, qui fut, faut-il le dire, sacré à Chartres, et le château de la Porte de Mars fut détruit comme symbole de la ligue. Troubles et accalmies se succèdent avec les princes de Sedan et les ducs de Lorraine, jusqu'au traité de Liverdun de 1632.

### L'Époque moderne
C'est en ce temps que la ville se dote à partir de 1757 d'un espace pour bâtir la place royale sous l'impulsion de Trudaine et Legendre, de 1627 d'un hôtel de ville, de fontaines comme celles données par Jean Godinot. Il y a des constructions prestigieuses comme le palais archiépiscopal à partir de 1498, le collège des Jésuites de Reims.
C'est une ville qui attire le commerce lointain par ses quatre foires, celle de Pâques, place de la Couture, étant la plus importante, qui travaille le cuir, la laine, le lin, le chanvre ; ses tissages feront la fortune de familles comme celle des Colbert.

### La Révolution française
L'université de Reims est un grand centre de formation qui voit passer des hommes qui feront leur chemin comme Brissot, Couthon, Danton, Pétion, Prieur de la Marne ou Saint-Just, de nouveaux cours s'ouvrent en marge de celle-ci comme des mathématiques en 1745, de dessin en 1748 à l'hôtel de ville, des cours d'accouchement en 1774 et d'anatomie en 1779 par le docteur Robin et un cours de chimie par Pilâtre de Rozier en 1780.
Le bailliage envoie des députés de Reims qui ne se font pas entendre pour leur véhémence. Elle n'est pas une ville meneuse pendant la Révolution française, elle subit surtout les périodes de disette avec une émeute de la faim le 11 mars 1789, pendant l'hiver 1793/1794 il y eut des réquisitions et l'on s'en prit aux accapareurs, ou supposés tels, il y eut une autre famine l'hiver suivant qui mit près du tiers de la population au rang d'indigents. Les édifices des religieux furent mis en vente et la Cathédrale de Reims transformée en grange à fourrage par le représentant Bô. La Sainte Ampoule détruite et les reliques de saint Remi brûlées en place publique. Le curé constitutionnel Jules-Armand Seraine aurait sauvé une part de ses reliques.
Les massacres de Septembre font neuf morts à Reims, tués le 3 septembre 1792 par des volontaires parisiens rejoignant l’armée en campagne contre les Prussiens qui venaient de faire tomber Verdun.
La guillotine a fonctionné quatre fois pendant la Révolution.

### LeXIXesiècle
Le début du XIXe siècle est marqué par la Bataille de Reims qui a lieu le 13 mars 1814 entre les troupes françaises et les troupes russes et prussiennes, où les troupes françaises, conduites par Napoléon Ier, furent victorieuses.
En 1840, une décision historique est prise pour Reims qui va démolir ses remparts (début de la destruction).
Au XIXe siècle, de nombreux aménagements d'infrastructures sont réalisés : en 1848 sont inaugurés le premier port de Reims et la section du canal de l'Aisne à la Marne entre Berry-au-Bac et Reims. À partir de 1851, le pavage des rues est généralisé comme l’aménagement de trottoirs. En 1852 débute la construction du réseau des égouts de la ville. L’embranchement ferroviaire d’Épernay à Reims est ouvert en 1854 par la Compagnie des chemins de fer de l'Est, et en 1858 la gare de Reims est mise en service lors de l'ouverture de la section Reims – Rethel. En 1872 sont créées deux premières lignes d'omnibus à cheval.
De nombreux établissements à caractères publics sont construits : en 1839 est achevé le Palais de justice dont la construction avait commencé en 1829. Le cimetière du Sud est ouvert en 1843. En 184, la gendarmerie et la prison, situées à l'arrière du palais de justice, sont achevées et resteront en activité jusqu'en 1906. En 1860, le square Colbert est réalisé sous forme de jardin à l'anglaise en séparant les promenades en deux entités. En 1866, les travaux de construction d'une École Professionnelle démarrent sur le site qui devient par la suite le lycée Libergier.
En 1867 sont construits le Cirque et le manège de Reims. Le 3 mars 1873, l'Opéra de Reims est inauguré, construit par l'architecte rémois Alphonse Gosset avec la collaboration de Narcisse Brunette et Ernest Leclère. De 1875 à 1881 s'étend la construction de l’église Sainte-Geneviève par l’architecte Ernest Brunette. En 1879, la synagogue est inaugurée. En 1887, Ernest Brunette édifie le bâtiment de la Caisse d’épargne. En 1896, une statue équestre de Jeanne d'Arc du sculpteur français Paul Dubois est inaugurée par Félix Faure sur le parvis où elle tourne le dos à la cathédrale Notre-Dame de Reims, figurant la sortie de Jeanne d'Arc de l'édifice juste après le sacre de Charles VII. Elle est aujourd'hui visible sur la place du Cardinal-Luçon.
Le XIXe siècle est considéré comme le point culminant de l'industrie textile à Reims et le début du développement des futures grandes maisons de champagne.
Pendant le XIXe siècle, la ville de Reims est occupée à deux reprises : une première fois par les troupes russes après l'abdication de Napoléon Ier le 6 avril 1814, puis une deuxième fois par les Prussiens qui entrent dans Reims le 4 septembre 1870. Ils y resteront jusqu'au mois de novembre 1872, car bien que le Traité de Francfort soit signé en 1871, Reims devient le siège du gouvernement allemand pour le Nord de la France chargé du payement de l'indemnité de guerre.

### LeXXesiècle

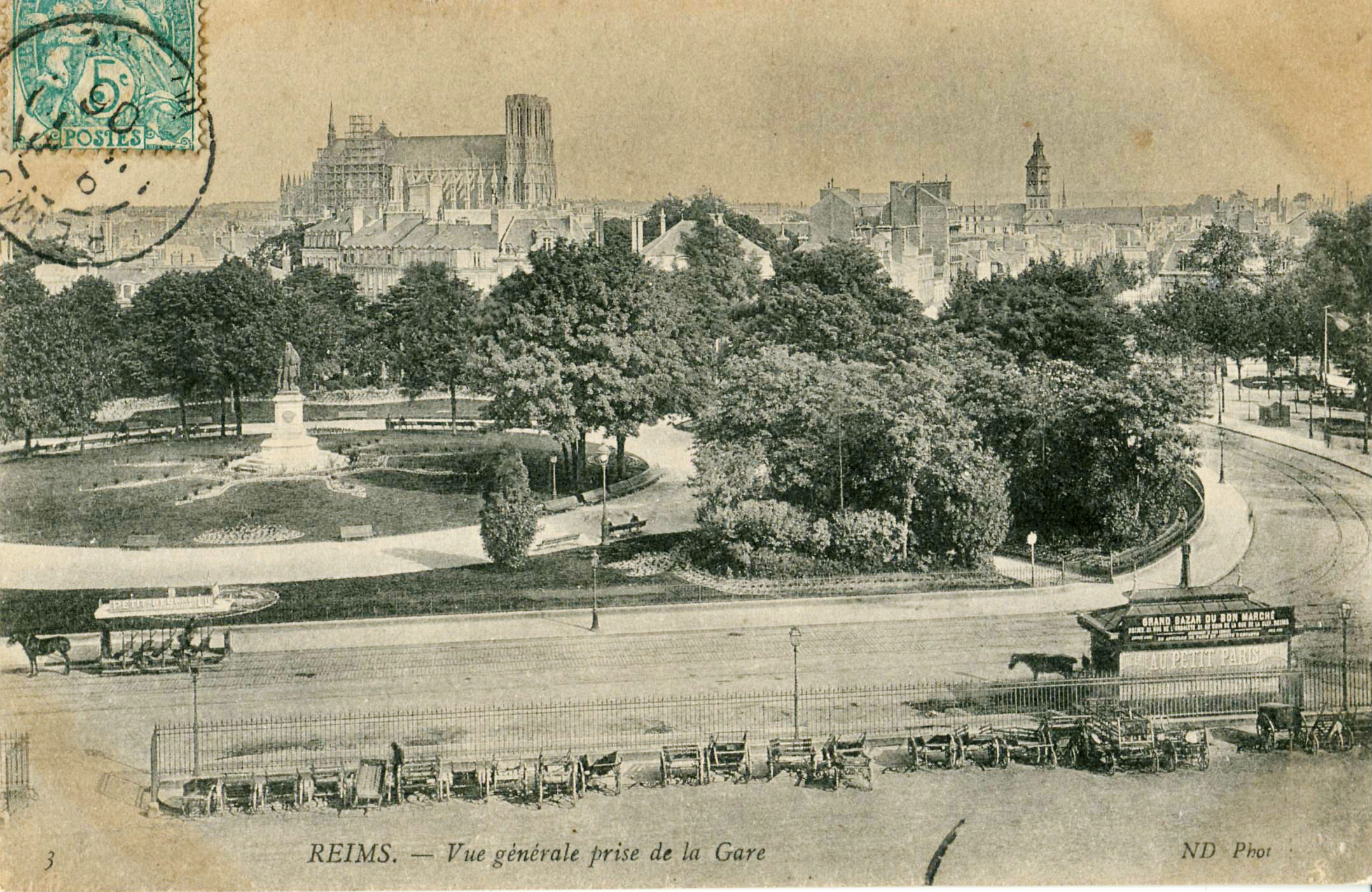
Reims vers 1900. Noter, à gauche du cliché, le tramway tracté par un cheval du premier réseau de tramway de la Ville. Il sera remplacé par un tramway électrique à partir de 1900.

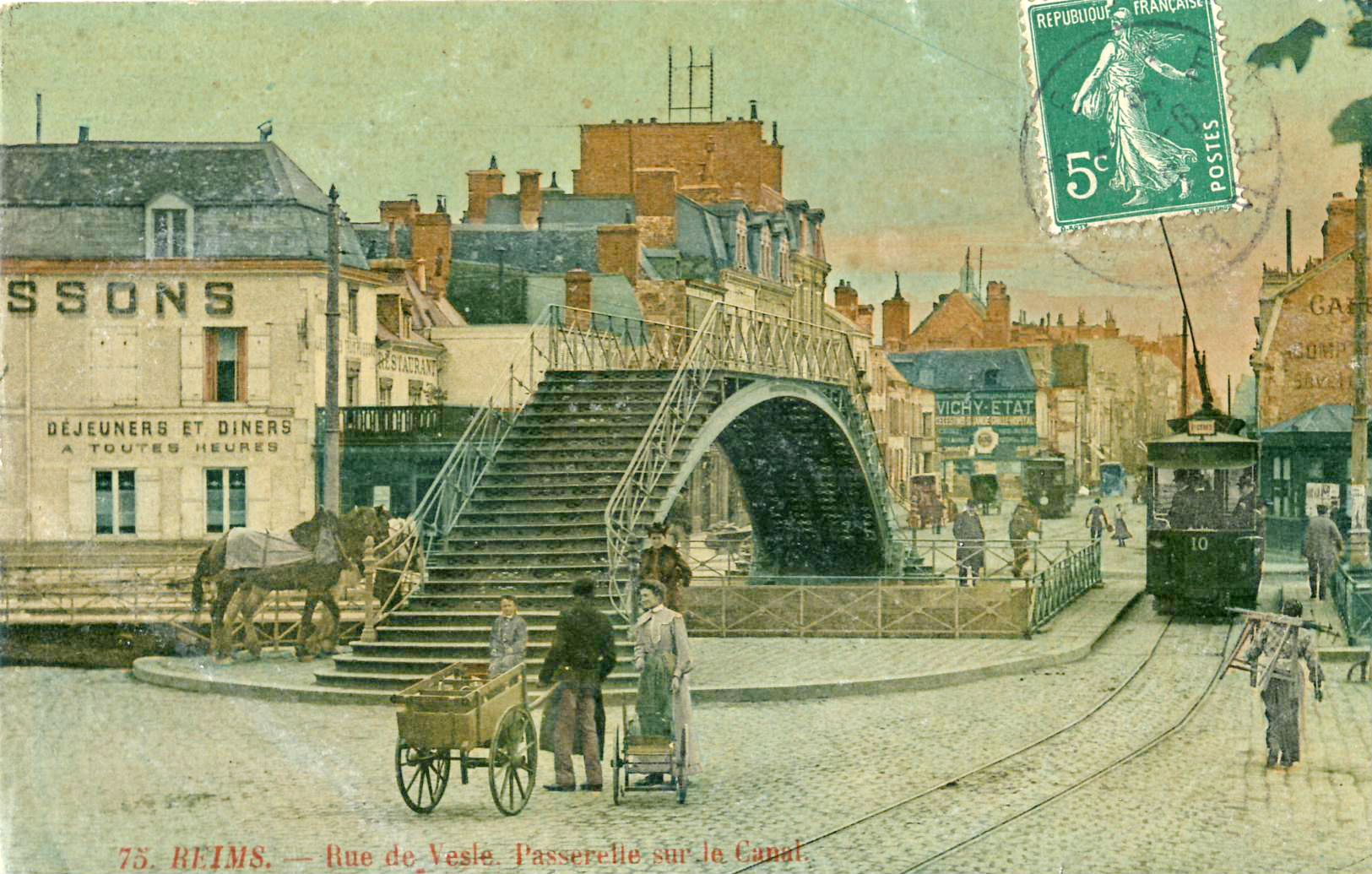
La rue de Vesle et la passerelle au-dessus du Canal, vers 1910.

Le début du XXe siècle est marqué par de retentissants événements aériens qui font de Reims l'un des berceaux de l'aviation dans le monde. C’est dans la plaine située au nord de Reims, à l’emplacement de l’ancienne base aérienne 112, que sont organisés certains de ces événements :
- le 21 septembre 1901, sur une esplanade longue de 1 350 m et large de 800 m, a lieu la cérémonie mettant fin aux grandes manœuvres militaires de l’Est et au cours de laquelle le tsar Nicolas II de Russie, en présence du président de la République Émile Loubet, passe les troupes en revue – un peu plus de cent mille hommes ;
- le premier voyage aérien de l'histoire mondiale de l'aviation effectué par Henri Farman le 30 octobre 1908 entre Bouy et la Cité des Sacres (vingt-sept kilomètres), première Grande semaine d'aviation de la Champagne organisée du 22 au 29 août 1909 (premier meeting international d'aviation), seconde Grande semaine d'aviation de la Champagne organisée en juillet 1910, concours d'aéroplanes militaires de Reims d'octobre et novembre 1911 (autre première mondiale) et coupe internationale d'aviation de vitesse Gordon-Benett des 27, 28 et 29 septembre 1913 remportée par le Rémois Maurice Prévost avec 203 km/h.

La garnison de Reims, importante depuis la fin du XIXe siècle, est, au siècle dernier, le lieu de stationnement de nombreuses formations militaires. Celles-ci totalisent plusieurs milliers de soldats logés dans de nombreuses casernes : caserne Colbert (boulevard de la Paix), caserne Jeanne-d'Arc (boulevard Pommery), casernes Neufchâtel et Maistre (rue de Neufchâtel). Seule la caserne Colbert a été préservée. Depuis 2012, elle fait l'objet d'importants travaux destinés à la convertir en bureaux, logements et commerces.

#### Première Guerre mondiale

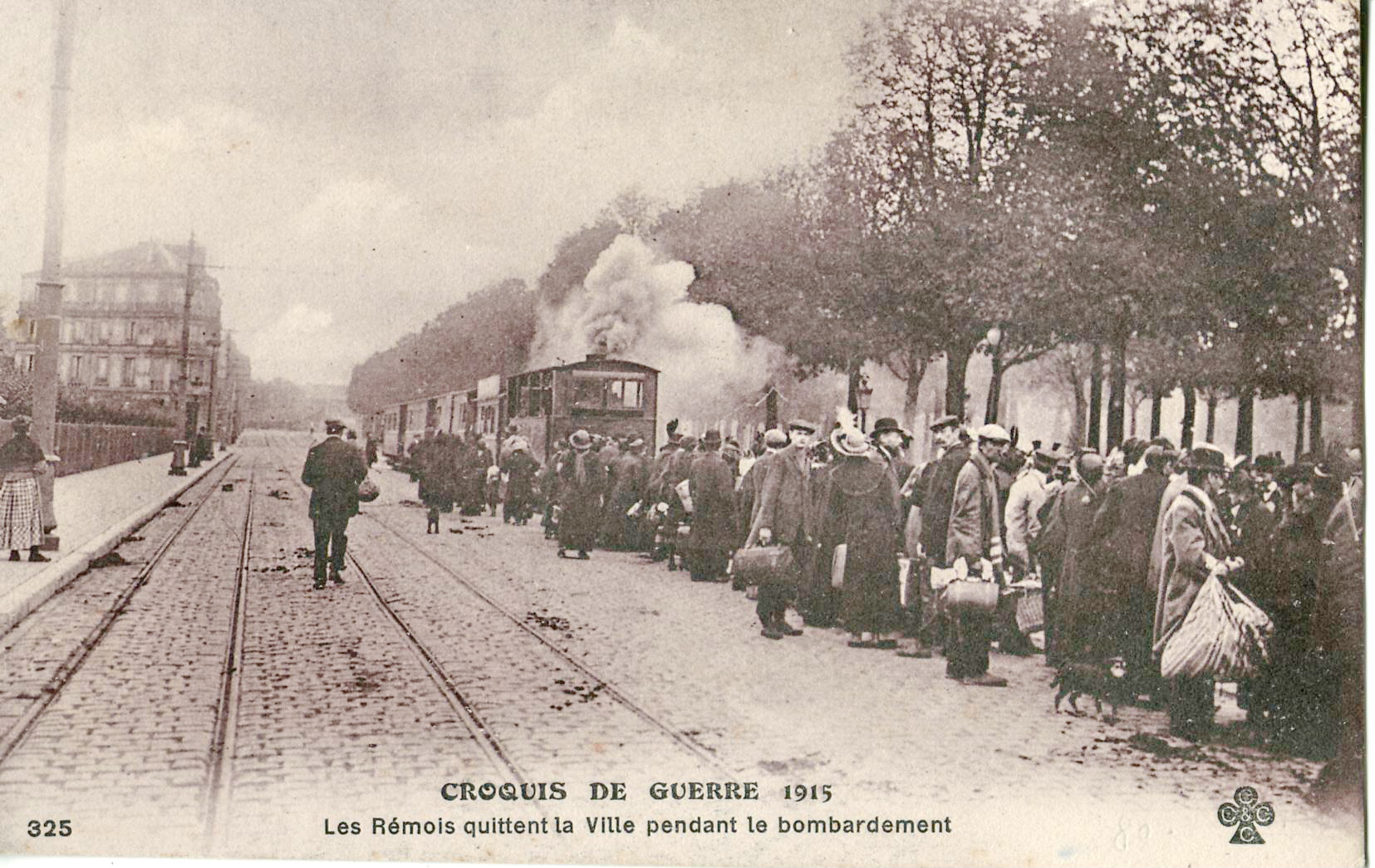
L'évacuation des Rémois par les CBR, en 1915.

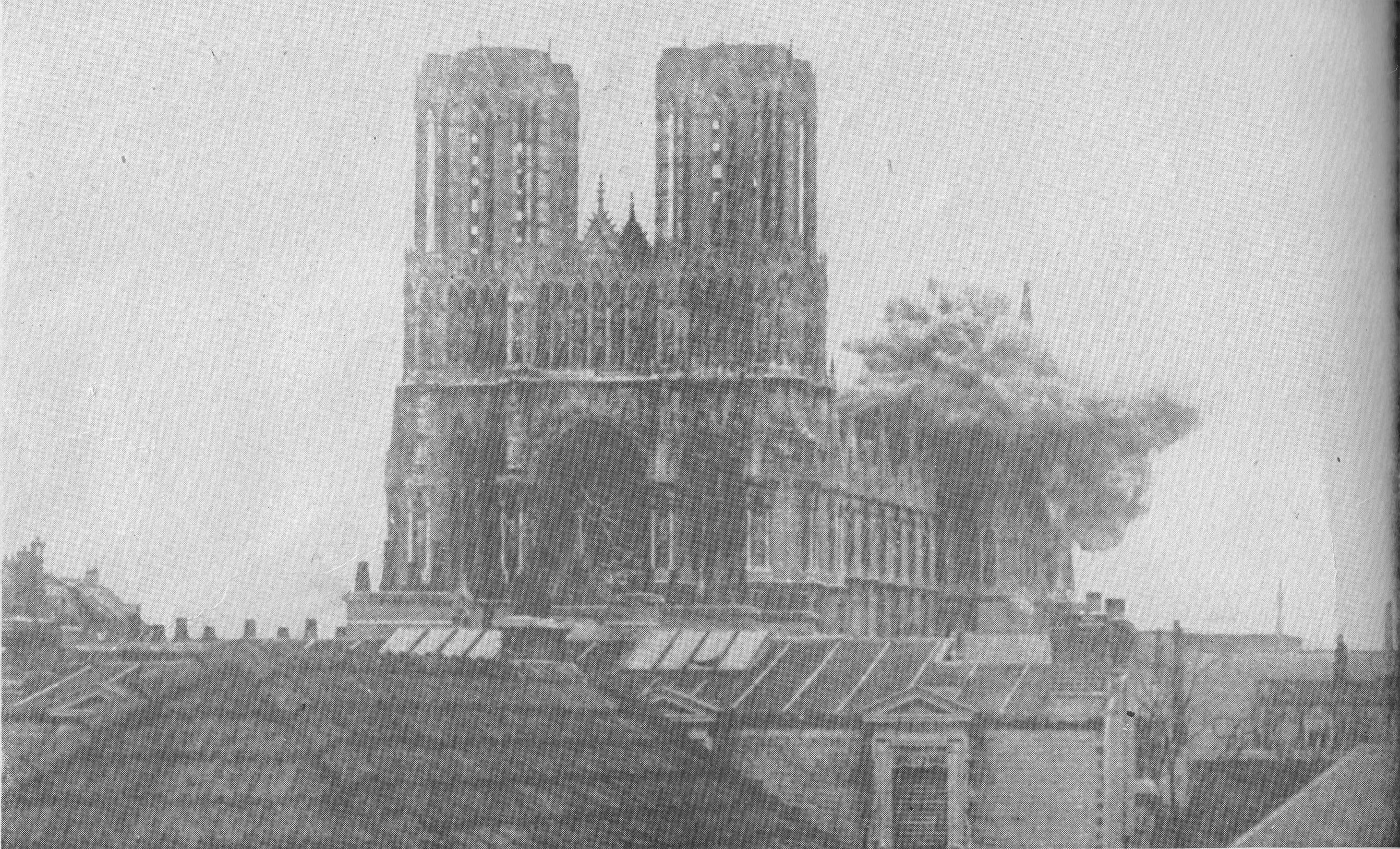
Bombardement de la cathédrale en septembre 1914.

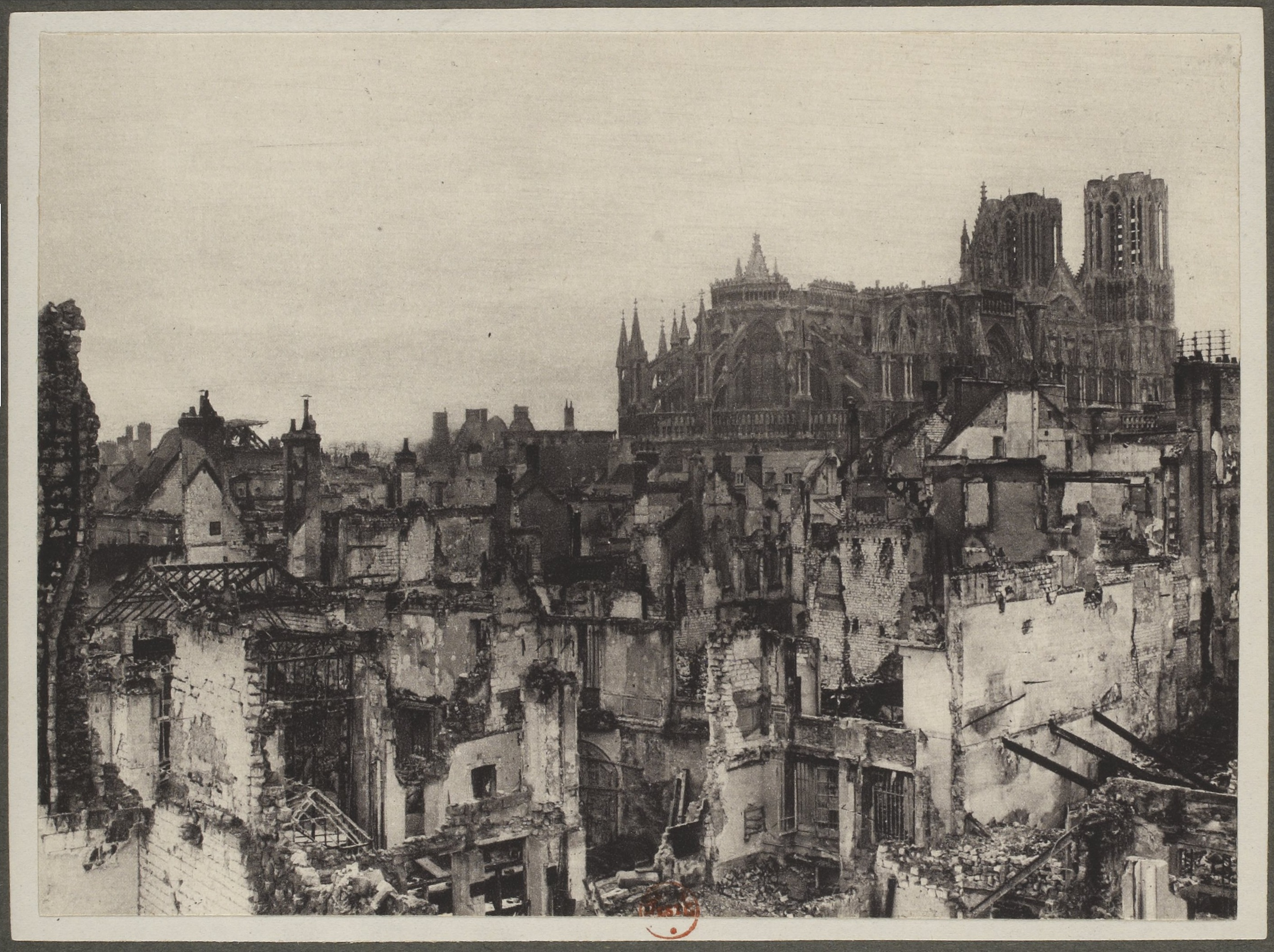
Reims en 1916.

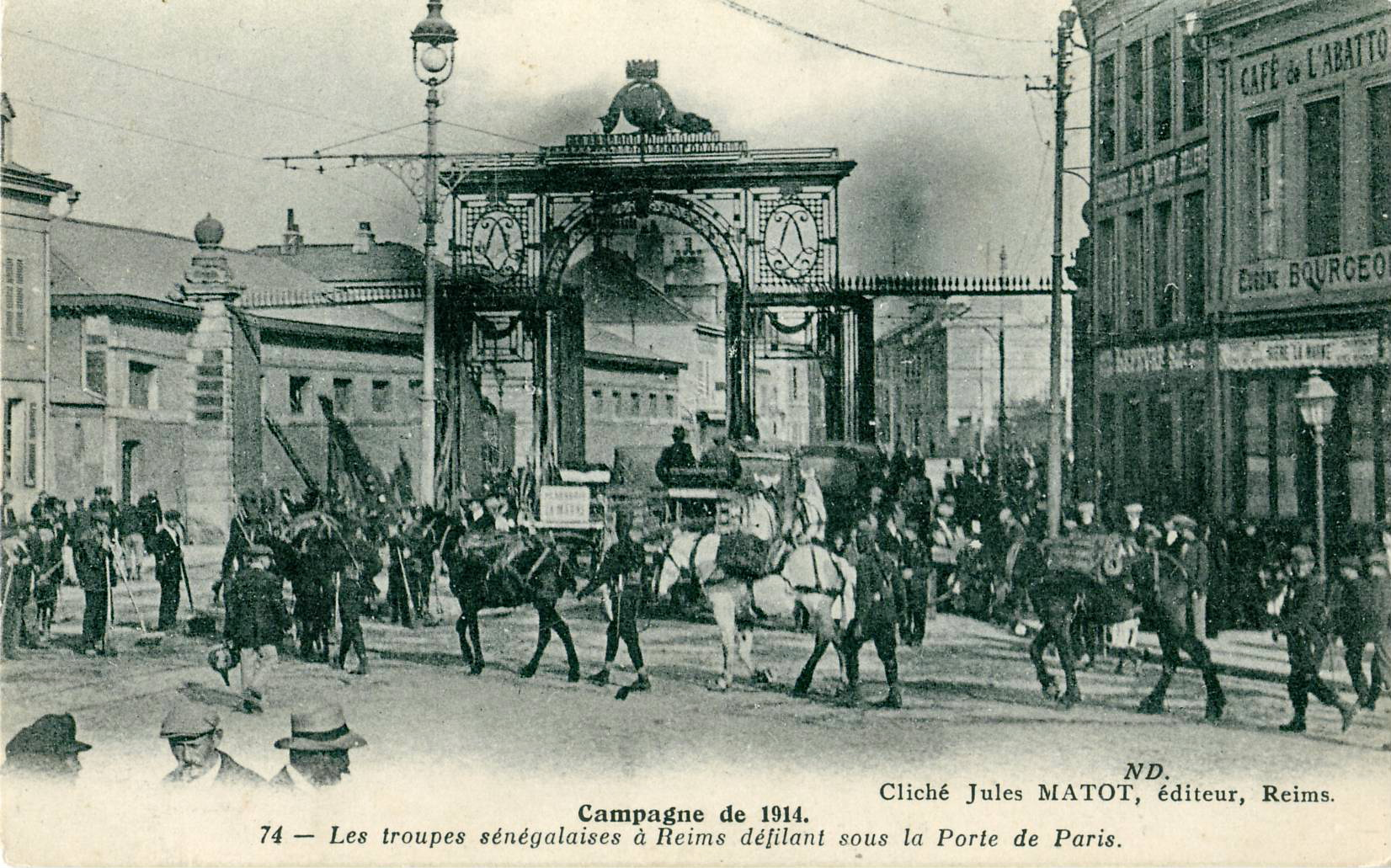
Défilé de tirailleurs sénégalais sous la porte de Paris, en 1914.
En 1924, la ville de Reims construit Le Monument aux Héros de l’Armée Noire, inauguré le 13 juillet 1924 par Édouard Daladier ministre des colonies, pour rendre hommage aux soldats noirs qui ont défendu la ville en 1918,.

La Première Guerre mondiale détruit une très grande partie de la ville. La cathédrale Notre-Dame est bombardée par des obus à partir du 4 septembre 1914. C'est ce jour que les Allemands entrent dans Reims et occupent la ville jusqu'au 13 septembre. Durant cette période des obus français touchent le monument. Cependant, après la bataille de la Marne, les Français reprennent la cité. Ce sont les 17, 18 et 19 septembre que les bombardements allemands sont les plus violents. Un échafaudage, présent pour la restauration de la tour nord de la façade, ainsi que les combles de la grande nef et de l'abside, s'enflamment. De nombreuses sculptures et vitraux sont réduits en cendres, de même pour le toit, la charpente et le reste de l'édifice. Le 7 avril 1917, la ville est bombardée, on comptabilise 20 000 obus. Elle est par la suite gravement endommagée par de constants bombardements allemands jusqu'en 1918. Ce sont au total 300 obus qui sont tombés sur la cathédrale. À la fin de la guerre, seul le gros œuvre avait résisté au pilonnage des obus.

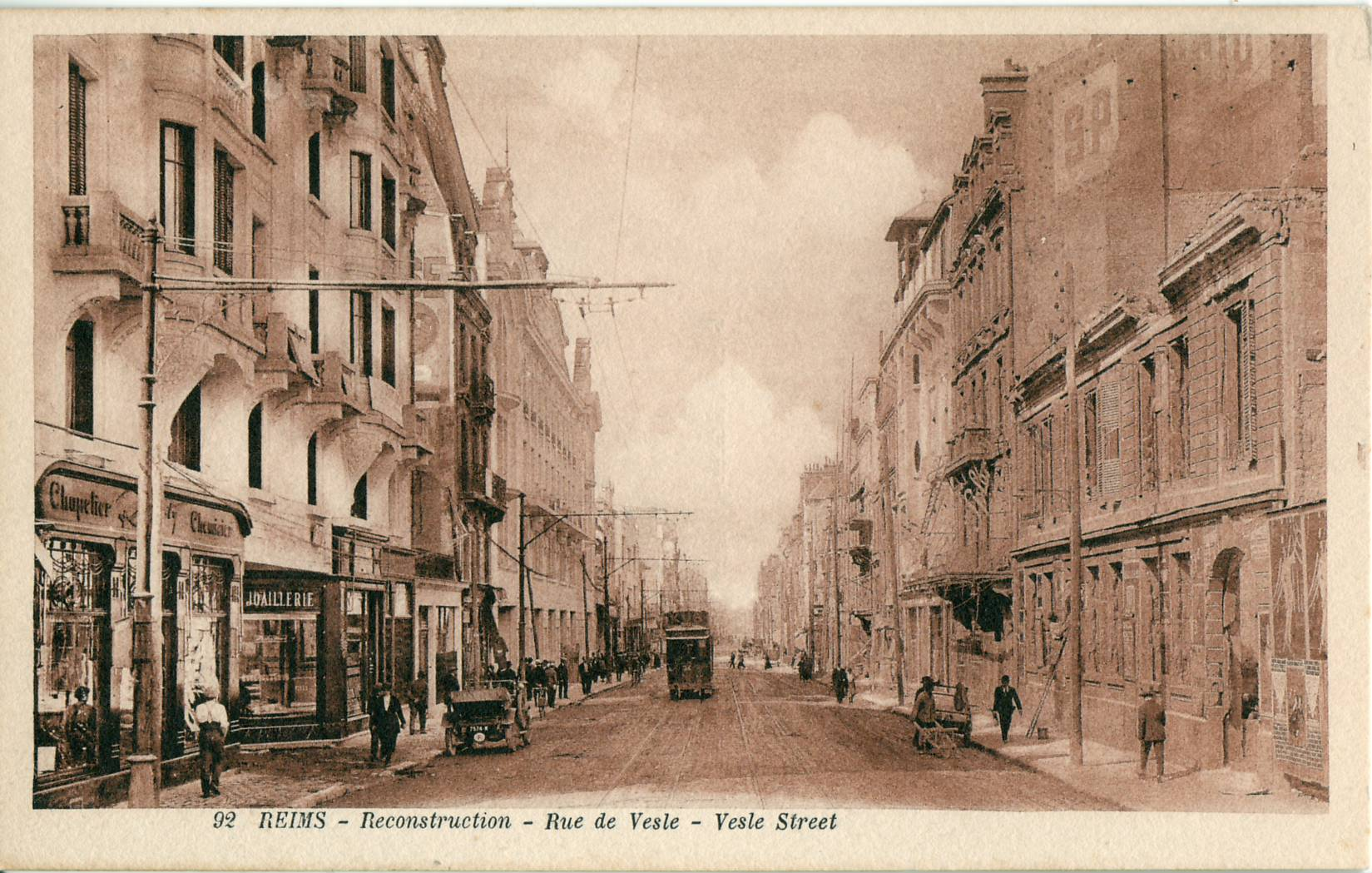
Une rame du tramway de Reims circule dans la rue de Vesle reconstruite.

À la fin de la guerre la ville est détruite à plus de 60 %, à l'instar de la cathédrale. Reims, « ville martyre », devient alors un symbole pour la France entière. Aujourd'hui encore, on peut lire les traces de la Grande Guerre à Reims avec les stigmates et les rustines. Si les premières sont les marques laissées par les obus sur le bâti urbain (notamment visibles sur une des parois de la cathédrale, sur la façade de la gare…), les deuxièmes sont ces incrustations destinées à reboucher les petits trous d'obus. On en trouve sur de nombreux bâtiments publics (lycée Jean-Jaurès) et privés.

#### Reconstruction de l'entre-deux-guerres
En 1918, Reims est la « ville la plus meurtrie de France », ce qui lui vaut l'expression de « ville martyre». Après la guerre, un grand débat s'amorce pour savoir s'il convient ou non de maintenir les traces du passé. Celui-ci prend une ampleur importante pour la cathédrale. En effet, certains voulaient la garder en état, pour conserver le souvenir des horreurs de la guerre ; d'autres désiraient la reconstruction du monument. Cette dernière option est privilégiée et la reconstruction est confiée à Henri Deneux, directeur des Monuments historiques. Après vingt années de restauration, la cathédrale est « reconsacrée » le 18 octobre 1937 par le cardinal et archevêque de Reims Emmanuel Suhard, devant Albert Lebrun, président de la République française. La reconstruction a été permise notamment grâce à des dons américains, dont les fondations Carnegie et Rockefeller.
Durant la première Reconstruction de Reims, les architectes mettent l'accent sur la richesse des détails des bâtiments. Ainsi les édifices urbains sont reconstruits en béton, comme la cathédrale Notre-Dame de Reims qui est rebâtie en béton armé, et les ornements extérieurs sont majoritairement faits en brique. L'architecture de la Reconstruction se remarque par ses tons ocre, jaune et rouge, et par ses sculptures. La Reconstruction de la ville est une occasion de construire des références au terroir rémois pour parer les bâtiments, comme des vignes ou des grappes de raisin. Des pommes de pins, symbole de la longévité, sont également représentées sur les façades afin que Reims renaisse de ses cendres.
Pendant les années 1920, Reims est le foyer d'un mouvement littéraire d'importance : Le Grand Jeu, animé principalement par René Daumal et Roger Gilbert-Lecomte. Reims est aussi une grande ville où s'épanouit l'Art déco par la construction de nombreuses maisons. C'est le cas du projet de l'hôtel de la Mutualité qui était un projet haussmannien au début des années 1920, et qui finalement devient un projet Art Déco en 1926.
Il est en la ville un certain nombre de distractions, avec sept cinémas : l'Alambra rue Émile-Zola, l'Empire, l'Accin et l'Opéra place Drouet-d'Erlon, l'Eden rue Jean-Jaurès, le Familial Place des Loges-Coquault appelée localement place des Six-Cadrans, le Moderne rue du Barbâtre, le Pommery boulevard Pommery et le Tivoli rue Fléchambault remplacée par l'Esplanade Fléchambault, le cabaret la Grande Taverne rue Carnot et le Chanteclair place Drouet-d'Erlon ; et de réguliers concerts donnés dans le kiosque du parc de la Patte d'oie. Le Grand théâtre accueille l'opérette et d'autres actions.

#### Seconde Guerre mondiale

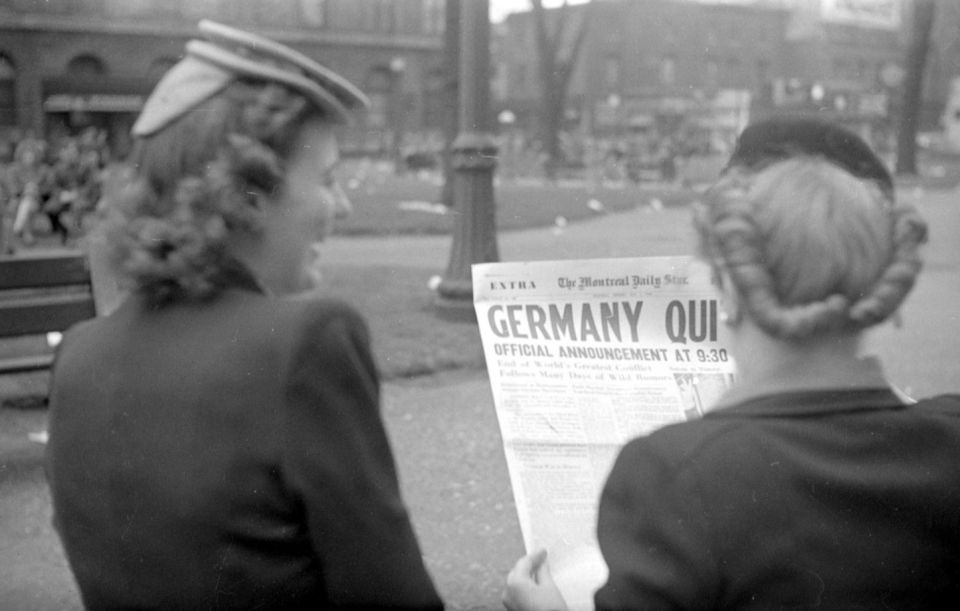
Le jour de la reddition de l'armée allemande, deux jeunes femmes lisent la une du Montreal Daily Star : « Germany Quits » (L'Allemagne jette l'éponge), le 7 mai 1945.

Le 11 juin 1940 les Allemands entrent à Reims avec des éléments de la 45e division d'infanterie et avec l'occupation arrivent les réquisitions, le rationnement, les personnes arrêtées, déportées, fusillées. Avec le contrôle de Reims par les nazis, de nouvelles interdictions frappent l'esprit local : par exemple, plus de piégeage par collet, pas d'arme, pas de TSF et radiodiffusion pour les Juifs, ne pas marcher par deux de front sur les trottoirs. 226 Juifs rémois furent arrêtés et déportés entre 1942 et 1944.
Le 30 août 1944, les Alliés entrent à Reims ; le général Eisenhower y installe son quartier général après la libération de la ville.
La reddition de l'armée allemande est signée à Reims dans une salle du collège technique et moderne (actuel lycée Roosevelt) le 7 mai 1945, à 2 h 41, par le général allemand Alfred Jodl. Cette date correspond donc à la fin des combats en Europe. Le lendemain, le 8 mai 1945, à l'initiative de l'Union soviétique, une seconde signature a lieu à Berlin par le maréchal Wilhelm Keitel. Cette seconde date correspond à la capitulation sans conditions du régime allemand.

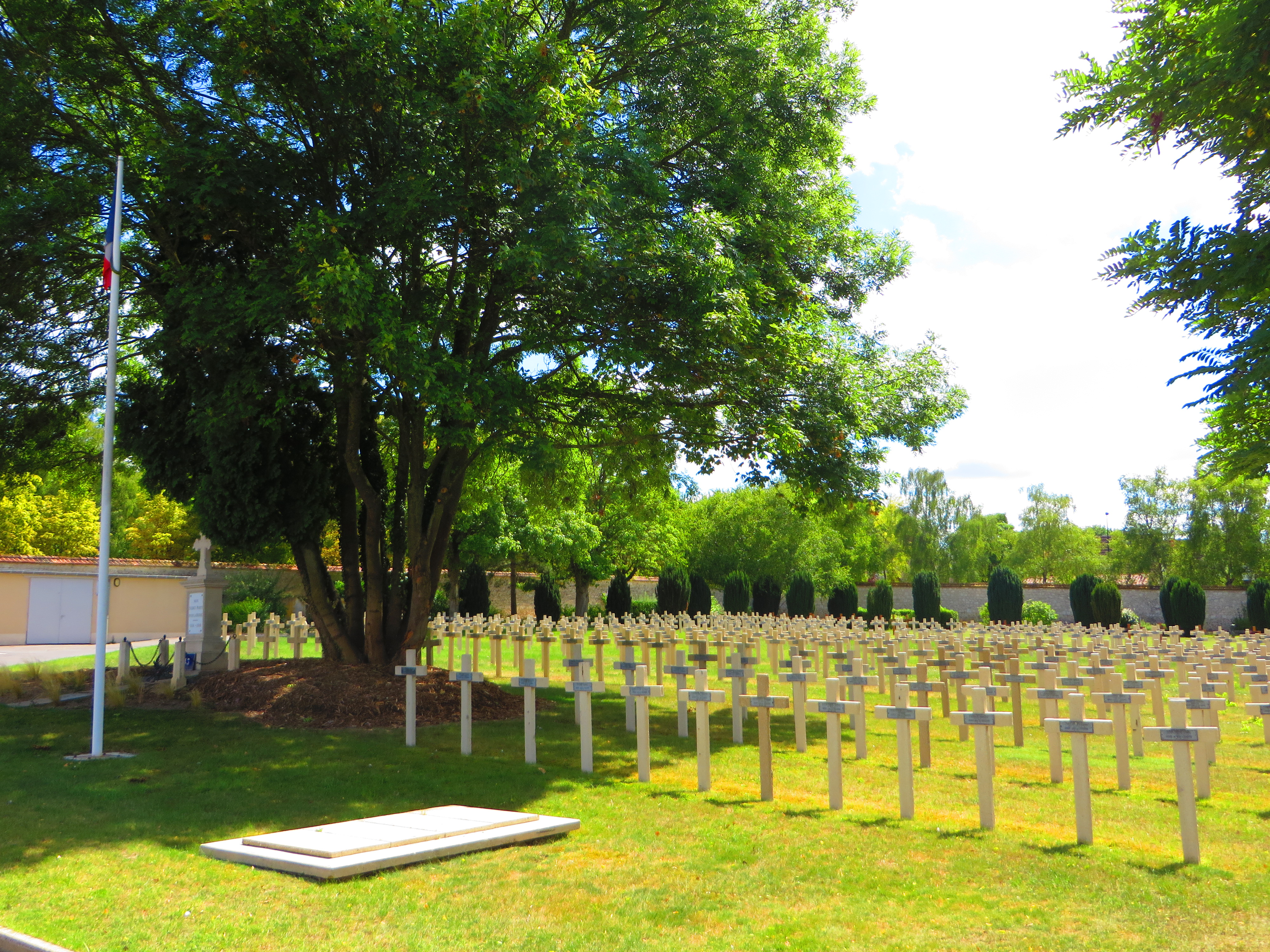
Cimetière militaire français.
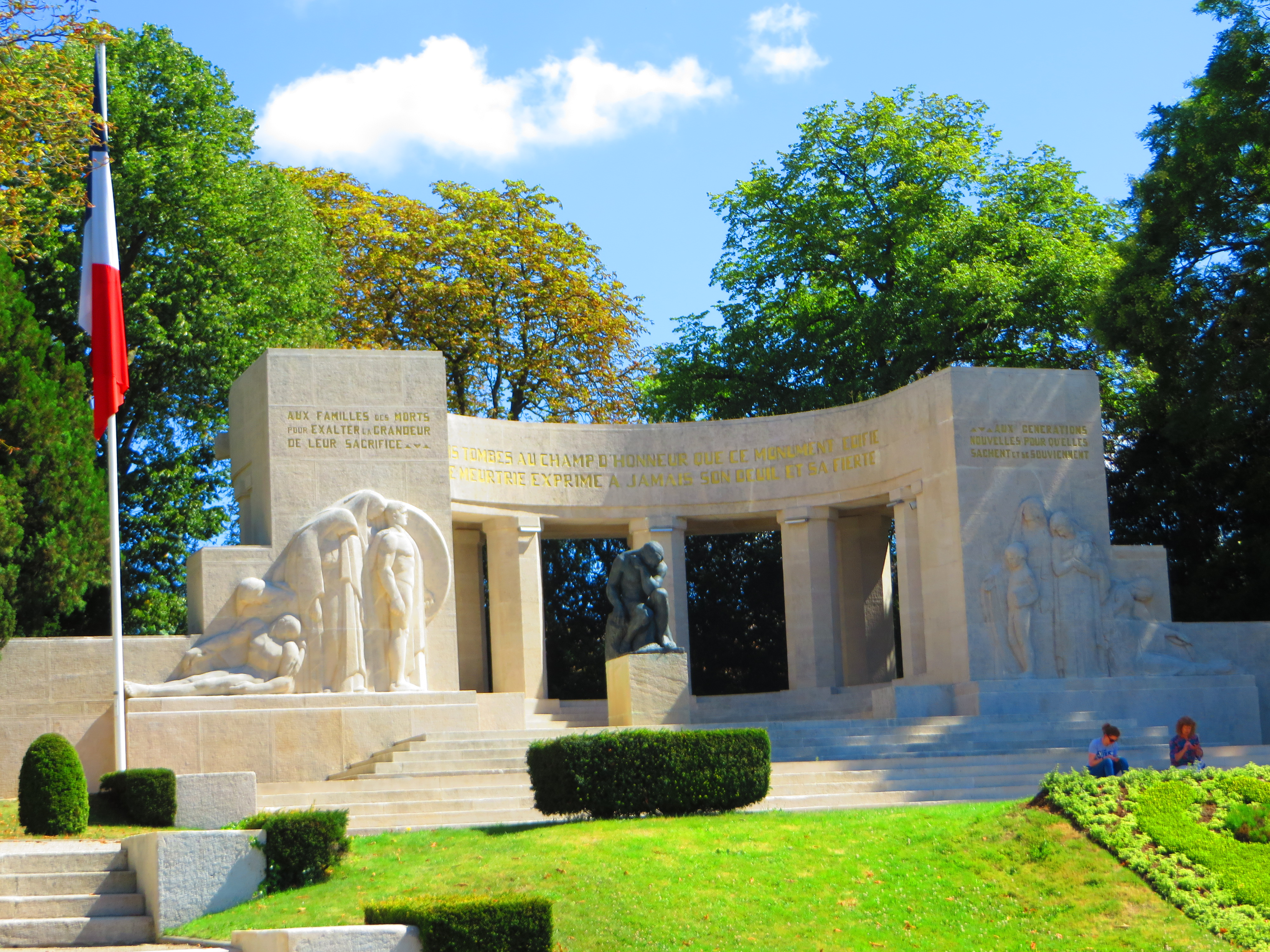
Monuments aux morts.

#### Depuis 1945
Au sortir de la guerre, comme une grande partie de la France, la ville de Reims connaît une forte urbanisation, notamment avec l'aménagement de grands ensembles, surtout dans les années 1960-1970 (quartiers Wilson, Orgeval, Europe, Châtillons, Croix-Rouge, etc.).
En 1962, dans le cadre du rapprochement franco-allemand, Charles de Gaulle et le chancelier allemand Konrad Adenauer participent à une messe pour la réconciliation à la cathédrale Notre-Dame de Reims. Cette réconciliation par le haut, est accompagnée d'une réconciliation par le bas, illustrée notamment par le jumelage entre Reims et Aix-la-Chapelle et les nombreux échanges scolaires qui en résultent.
Le 21 septembre 1996, le pape Jean-Paul II rend visite à la cathédrale de Reims pour célébrer le XVe centenaire du baptême de Clovis (dont la date est aujourd'hui mise en question). Sur la base aérienne 112, il célèbre une messe devant plus de deux cent mille fidèles.

## Politique et administration
La commune de Reims absorbe en 1970 celle de La Neuvillette.

### Rattachements administratifs et électoraux

#### Rattachements administratifs
La commune est le chef-lieu de l'arrondissement de Reims du département de la Marne
La ville était divisée de 1801 à 1899 en trois cantons (Reims-1, Reims-2 et Reims-3). En 1984 est créé le canton de Reims-4. En 1973, suivant l'évolution démographique de la ville, sont également créés les cantons de Reims-5, Reims-6, Reims-7, Reims-8 et Reims-9. Un dixième canton est créé en 1985. Chacune de ces créations de cantons s'accompagne d'un redécoupage des parties de la ville qui sont rattachées à l'un des cantons.
Dans le cadre du redécoupage cantonal de 2014 en France, cette circonscription administrative territoriale a disparu, et le canton n'est plus qu'une circonscription électorale.

#### Rattachements électoraux
Pour les élections départementales, la commune est depuis 2014 le bureau centralisateur des neuf cantons suivants, dont la composition est différente de celle des cantons existants jusqu'alors. La ville est répartie de la manière suivante entre ces cantons, :
- Reims-1 : la partie du territoire communal située à l'intérieur d'un périmètre défini par l'axe des voies et limites suivantes : place Royale, rue Colbert, place du Forum, rue de Tambour, rue de Mars, rue Henri-IV, rue Jovin, rue du Général-Sarrail, boulevard Desaubeau, place de la République, boulevard Jules-César, rue Gosset, rue du Docteur-Lemoine, rue Jacquart, rue Ruinart-de-Brimont, place du 30-Août-1944, rue Ruinart-de-Brimont, boulevard Saint-Marceaux, rue Henri-Barbusse, rue des Eparges, rue Gustave-Laurent, boulevard Pommery, boulevard Henry-Vasnier, boulevard Pasteur, boulevard de la Paix, rue des Augustins, rue Ponsardin, rue des Murs, rue de Contrai, rue Gambetta, rue des Moulins, boulevard du Docteur-Henri-Henrot, boulevard Paul-Doumer, rue de Vesle, place Stalingrad, rue de Vesle, place Myron-Herrick, rue Carnot ;
- Reims-2 : la partie de la commune située au sud d'une ligne définie par l'axe des voies et limites suivantes : depuis la limite territoriale de la commune de Bezannes, rue Frédéric-et-Irène-Joliot-Curie, rue Adrien-Sénéchal, avenue du Maréchal-Juin, place Jean-Donatini, avenue d'Epernay, rue de Dieppe, rue de Dunkerque, rue du Havre, avenue du 18-Juin-1940, ligne de chemin de fer, avenue du Général-de-Gaulle, chaussée Bocquaine, rue du Colonel-Fabien, rue de Vesle, place Colin, rue de Vesle, pont de Vesle, boulevard Paul-Doumer, rue de Venise, pont de Venise, avenue Paul-Marchandeau, boulevard du Président-Wilson, boulevard Louis-Barthou, rue de Louvois, avenue de Champagne, ligne de chemin de fer, jusqu'à la limite territoriale de la commune de Cormontreuil ;
- Reims-3 : la partie de la commune située à l'ouest d'une ligne définie par l'axe des voies et limites suivantes : depuis la limite territoriale de la commune de Bezannes, rue Frédéric-et-Irène-Joliot-Curie, rue Adrien-Sénéchal, avenue du Maréchal-Juin, place Jean-Donatini, avenue d'Epernay, rue de Dieppe, rue de Dunkerque, rue du Havre, avenue du 18-Juin-1940, ligne de chemin de fer, avenue du Général-de-Gaulle, avenue d'Epernay, rue du Docteur-Bienfait, chemin des Bons-Malades, rue de l'Egalité, jusqu'à la limite territoriale de la commune de Tinqueux ;
- Reims-4 : la partie de la commune située à l'ouest d'une ligne définie par l'axe des voies et limites suivantes : depuis la limite territoriale de la commune de Tinqueux, rue de l'Égalité, chemin des Bons-Malades, rue du Docteur-Bienfait, avenue d'Épernay, avenue du Général-de-Gaulle, chaussée Bocquaine, rue du Colonel-Fabien, rue de Vesle, place Colin, rue de Vesle, pont de Vesle, rue de Vesle, place Myron-Herrick, rue Carnot, place Royale, rue Colbert, place du Forum, rue de Tambour, rue de Mars, rue Henri-IV, rue Jovin, rue du Général-Sarrail, boulevard Desaubeau, place de la République, avenue de Laon, ligne de chemin de fer, rue de Saint-Brice, rue Tarbé, avenue Brébant, rue Saint-Charles, passerelle Saint-Charles, ligne de chemin de fer, jusqu'à la limite territoriale de la commune de Saint-Brice-Courcelles ;
- Reims-5 : la partie de la commune de Reims située au nord d'une ligne définie par l'axe des voies et limites suivantes : depuis la limite territoriale de la commune de Saint-Brice-Courcelles, ligne de chemin de fer, rue Saint-Charles, passerelle Saint-Charles, avenue Brébant, boulevard Charles-Arnould, boulevard Albert-Ier, rue Saint-Thierry, chemin des Trois-Fontaines, place des Trois-Fontaines, jusqu'à la limite territoriale de la commune de Saint-Brice-Courcelles ;
- Reims-6 : la partie de la commune située à l'intérieur d'un périmètre défini par l'axe des voies et limites suivantes : depuis la limite territoriale de la commune de Saint-Brice-Courcelles, rue Frédéric-Jacob, avenue Salvador-Allende-Gossens, boulevard des Tondeurs, rue du Docteur-Albert-Schweitzer, rue Raymond-Poincaré, rue du Docteur-Lucien-Bettinger, rue Léopold-Charpentier, rue du Fond-Pâte, rue du Docteur-Albert-Schweitzer, rue Roger-Salengro, place Luton, rue Emile-Zola, rue Landouzy, rue Lesage, pont de Laon, avenue de Laon, ligne de chemin de fer, rue de Saint-Brice, rue Tarbé, avenue Brébant, boulevard Charles-Arnould, boulevard Albert-Ier, rue Saint-Thierry, chemin des Trois-Fontaines, place des Trois-Fontaines, jusqu'à la limite territoriale de la commune de Saint-Brice-Courcelles ;
- Reims-7 : la partie de la commune située au nord et à l'est d'une ligne définie par l'axe des voies et limites suivantes : depuis la limite territoriale de la commune de Bétheny, rue de la 12e-Escadre-d'Aviation, rue de Brimontel jusqu'à l'intersection de la rue Desbureaux, chemin vicinal, rue de la Husselle, ligne de chemin de fer, boulevard Robespierre, place Luton, rue Emile-Zola, rue Landouzy, rue Lesage, pont de Laon, avenue de Laon, place de la République, boulevard Jules-César, rue Gosset, rue du Docteur-Lemoine, rue Jacquart, rue Ruinart-de-Brimont, place du 30-Août-1944, rue Ruinart-de-Brimont, boulevard Saint-Marceaux, rue Henri-Barbusse, rue des Eparges, rue Gustave-Laurent, boulevard Pommery, rue des Thiolettes (incluse), limite du lycée professionnel de l'Yser, chemin des Moines, rue Charles-Lafitte, rue Bertrand-de-Mun, rue de Brazzaville, rue du Général-Carré, ligne droite se prolongeant jusqu'à la ligne de chemin de fer, ligne de chemin de fer, chemin des Courtes-Martin, rue Germaine-Tillion, jusqu'à la limite territoriale de la commune de Cernay-lès-Reims ;
- Reims-8 : la partie de la commune située à l'est d'une ligne définie par l'axe des voies et limites suivantes : 
depuis la limite territoriale de la commune de Cernay-lès-Reims, rue Germaine-Tillion, chemin des Courtes-Martin, ligne de chemin de fer, rue de l'Escaut à partir de l'intersection avec l'avenue Dieudonné-Costes, rue de la Meuse, avenue de l'Europe, avenue de l'Yser, chemin rural, rue Jankel-Ségal, avenue Henri-Farman, ligne droite dans le prolongement de la rue Gabriel-Fauré, rue Gabriel-Fauré, rue Saint-Léonard, rue Gonzalle, rue Albert-Thomas, rue Henri-Paris, canal de l'Aisne à la Marne, jusqu'à la limite territoriale de la commune de Saint-Léonard ;
Au sud d'une ligne définie par l'axe des voies et limites suivantes : depuis la limite territoriale de la commune de Cormontreuil, ligne de chemin de fer, avenue de Champagne, rue de Louvois, jusqu'à la limite territoriale de la commune de Cormontreuil ;
- Reims-9 : la partie de la commune non incluse dans les cantons de Reims-1, Reims-2, Reims-3, Reims-4, Reims-5, Reims-6, Reims-7 et Reims-8.

Pour l'élection des députés, son territoire est également réparti entre plusieurs circonscriptions, définis par les nouveaux cantons de la ville suivants :
- Première circonscription de la Marne : Reims-1 (sauf quartier Hincmar), Reims-5 (sauf partie du quartier La Neuvillette), Reims-6 (sauf quartiers des Trois-Fontaines et Clairmarais), Reims-7 et Reims-9 (partie du Chemin-Vert et quartier Europe) ;
- Deuxième circonscription de la Marne : Reims-1 (quartier Hincmar), Reims-2 (partie du quartier Courlancy), Reims-3 (sauf partie des quartiers Croix du Sud et Maison-Blanche), Reims-4 (sauf communes de Champfleury et Villers-aux-Nœuds), Reims-5 (partie du quartier La Neuvillette), Reims-6 (quartier des Trois-Fontaines et Clairmarais) et Reims-9 (sauf partie du Chemin-Vert et quartiers Europe et Parc de Vesle-Nord) ;
- Troisième circonscription de la Marne : Reims-2 (sauf partie du quartier Courlancy), Reims-3 (partie des quartiers Croix du Sud et Maison-Blanche) ;
- Quatrième circonscription de la Marne : Reims-8 et Reims-9 (quartier Parc de Vesle-Nord).

### Intercommunalité
En 1964, Reims commence à s'associer avec cinq autres communes périphériques en un district urbain.
À la suite de la loi relative au renforcement et à la simplification de la coopération intercommunale de 1999 sur l'intercommunalité (loi Chevènement), le district devient une structure caduque, et les communes doivent adopter une nouvelle forme d'intercommunalité. Les membres du district n'ayant pas réussi à se mettre d'accord sur les modalités de création d'une communauté d'agglomération (structure préconisée pour une agglomération de cette taille), le district est transformé par défaut, le 1er janvier 2002, en communauté de communes.
Ce n'est qu'au 1er janvier 2004, un accord ayant finalement été trouvé, que la communauté d'agglomération de Reims peut voir le jour. Elle comprend toujours six communes : Bétheny, Bezannes, Cormontreuil, Reims, Saint-Brice-Courcelles, Tinqueux et compte 218 928 hab., et prend en 2005 le nom de « Reims Métropole ».
Le 1er janvier 2013, l'intercommunalité s'agrandit avec dix nouvelles communes, mais, surtout, dans le cadre de la loi portant nouvelle organisation territoriale de la République (Loi NOTRe), promulguée le 7 août 2015, qui prescrit le renforcement de la coopération intercommunale, le schéma départemental de coopération intercommunale du 30 mars 2016 prévoit le regroupement de 144 communes dans une nouvelle communauté urbaine centrée sur Reims, comptant environ 300 000 habitants, faisant de cette intercommunalité la deuxième de la nouvelle région Grand Est, derrière celle de Strasbourg.
C'est ainsi qu'est créé le 1er janvier 2017, après consultation des conseils municipaux et communautaires concernés, la communauté urbaine qui reprend le nom de Grand Reims, et dont la ville est le siège

### Tendances politiques et résultats
Dans la deuxième moitié du XIXe siècle, Reims était le centre de la Marne catholique et conservatrice qui s'opposait à la Marne républicaine, notamment constituée autour de Châlons. Cependant, à la fin du siècle, en particulier sous l'influence de l'école de médecine, la ville se convertit à un radicalisme républicain et laïque. Les Rémois élurent même un maire particulièrement anticlérical tel Charles Arnould (1900-1904). Au milieu du XXe siècle, Reims s'orienta peu à peu vers la démocratie chrétienne, après une droitisation des radicaux rémois.
En 1959, la « cité des sacres » passa sous l'étiquette gaulliste avec l'élection de Jean Taittinger. Après son retrait, en 1977, le communiste Claude Lamblin remporta par surprise la municipalité, réputée bourgeoise, et ce dès le premier tour face à Jean Falala. Ce dernier prit sa revanche en 1983 et fut toujours réélu jusqu'en 1995. Il laissa son siège en 1999 à son adjoint, Jean-Louis Schneiter, en raison de sa maladie. En 2001, le centriste fut réélu, mais les divisions de la droite manquèrent de lui faire perdre la ville. Ce qui arriva en 2008, quand la socialiste Adeline Hazan fut élue maire avec plus de 56 % des voix face à Catherine Vautrin, après un premier tour fratricide à droite.
Cependant, aux élections municipales françaises de 2014, l'UMP Arnaud Robinet arrive en tête des suffrages avec 46,19 % des voix contre 42,75 % pour Adeline Hazan au deuxième tour. Il est donc élu maire de Reims le 30 mars 2014 devant Adeline Hazan, reprenant ainsi la ville à la gauche.
Au premier tour des élections municipales de 2020 à Reims, la liste menée par le maire sortant Arnaud Robinet (LR-Agir-LC-MoDem-MR-UDI) obtient la majorité absolue des suffrages exprimés, avec 19 645 voix (66,32 %, 53 conseillers municipaux élus, tous également élus communautaires), devançant largement les listes menées par Éric Quénard (PS-PCF-PP-G·s, 3 649 voix, 12,31 %, 4 conseillers municipaux et communautaires élus), Léo Tyburce (EELV, 673 voix, 5,64 %, 1 conseiller municipal et communautaire élu) et par Jean-Claude Philipot (RN, 1 629 voix, 5,49 %, 1 conseiller municipal et communautaire élu).
D'autres listes étaient candidates, mais, ayant obtenu moins de 5 % des suffrages exprimés, n'ont pas obtenu d'élus. L'abstention était importante, 69,08 %, dans un contexte national marqué par la Pandémie de Covid-19 en France

#### Récapitulatif de résultats électoraux récents
| Scrutin              | 1er tour | 1er tour | 1er tour | 1er tour | 1er tour | 1er tour | 1er tour | 1er tour | 1er tour | 1er tour | 1er tour  | 1er tour | 2d tour                  | 2d tour                  | 2d tour                  | 2d tour                  | 2d tour                  | 2d tour                  | 2d tour                  | 2d tour                  | 2d tour                  | 2d tour                  | 2d tour                  | 2d tour                  |
| Scrutin              | 1er      | 1er      | %        | 2e       | 2e       | %        | 3e       | 3e       | %        | 4e       | 4e        | %        | 1er                      | 1er                      | %                        | 2e                       | 2e                       | %                        | 3e                       | 3e                       | %                        | 4e                       | 4e                       | %                        |
| -------------------- | -------- | -------- | -------- | -------- | -------- | -------- | -------- | -------- | -------- | -------- | --------- | -------- | ------------------------ | ------------------------ | ------------------------ | ------------------------ | ------------------------ | ------------------------ | ------------------------ | ------------------------ | ------------------------ | ------------------------ | ------------------------ | ------------------------ |
| Municipales 2014     |          | UCD      | 39,63    |          | UGE      | 38,29    |          | FN       | 16,01    |          | PG        | 3,41     |                          | UCD                      | 46,19                    |                          | PS                       | 42,76                    |                          | FN                       | 11,05                    | Pas de 4e                | Pas de 4e                | Pas de 4e                |
| Européennes 2014     |          | UMP      | 24,42    |          | FN       | 23,00    |          | PS       | 16,11    |          | UDI-MODEM | 10,07    | Tour unique              | Tour unique              | Tour unique              | Tour unique              | Tour unique              | Tour unique              | Tour unique              | Tour unique              | Tour unique              | Tour unique              | Tour unique              | Tour unique              |
| Régionales 2015      |          | FN       | 29,92    |          | UCD      | 26,04    |          | PS       | 22,10    |          | EELV      | 7,58     |                          | LR                       | 51,14                    |                          | FN                       | 29,37                    |                          | PS                       | 19,50                    | Pas de 4e                | Pas de 4e                | Pas de 4e                |
| Présidentielles 2017 |          | EM       | 24,35    |          | FN       | 21,90    |          | LFI      | 20,30    |          | LR        | 18,98    |                          | EM                       | 66,87                    |                          | FN                       | 33,13                    | Pas de 3e                | Pas de 3e                | Pas de 3e                | Pas de 4e                | Pas de 4e                | Pas de 4e                |
| Européennes 2019     |          | RN       | 24,42    |          | LREM     | 23,47    |          | EELV     | 12,40    |          | LR        | 8,68     | Tour unique              | Tour unique              | Tour unique              | Tour unique              | Tour unique              | Tour unique              | Tour unique              | Tour unique              | Tour unique              | Tour unique              | Tour unique              | Tour unique              |
| Municipales 2020     |          | UCD      | 66,32    |          | PS       | 12,31    |          | EELV     | 5,64     |          | RN        | 5,49     | Victoire au premier tour | Victoire au premier tour | Victoire au premier tour | Victoire au premier tour | Victoire au premier tour | Victoire au premier tour | Victoire au premier tour | Victoire au premier tour | Victoire au premier tour | Victoire au premier tour | Victoire au premier tour | Victoire au premier tour |
| Régionales 2021      |          | LR       | 41,09    |          | UGE      | 17,28    |          | RN       | 17,20    |          | Gs - LFI  | 10,42    |                          | LR                       | 47,03                    |                          | UGE                      | 26,38                    |                          | RN                       | 19,55                    |                          | LREM                     | 6,94                     |
| Présidentielle 2022  |          | LREM     | 29,21    |          | LFI      | 24,54    |          | RN       | 22,34    |          | REC       | 7,05     |                          | LREM                     | 61,83                    |                          | RN                       | 38,17                    | Pas de 3e                | Pas de 3e                | Pas de 3e                | Pas de 4e                | Pas de 4e                | Pas de 4e                |

### Administration municipale
Puisque la population rémoise se situe entre 150 000 et 200 000 habitants, son conseil municipal compte 59 membres, dont le maire et ses adjoints.

### Liste des maires
Le maire de Reims est, pour la mandature 2020-2026, Arnaud Robinet (LFA).
Depuis la Libération de la France, treize maires se sont succédé à Reims :
| Période      | Période                    | Identité             | Étiquette             | Qualité |
| ------------ | -------------------------- | -------------------- | --------------------- | --- |
| 1944         | 1944                       | Joseph Bouvier       |                       | Chirurgien, Président de la Croix Rouge régionale durant la Guerre Commandeur de la Légion d'honneur Croix de guerre 1914-1918 et 1939-1945 |
| 1944         | 1945                       | Jean Billard         |                       | Chirurgien, résistant Officier de la Légion d'honneur |
| 1945         | 1947                       | Michel Sicre,        | PCF                   | Résistant, capitaine FTP-FFI, Président du comité départemental de Libération de la Marne Secrétaire permanent de la CGT |
| 1947         | juillet 1949               | Albert Réville       | Rad.                  | Gérant de la Société des transports Henri Walbaum, Professeur à l'École supérieure de commerce et président du tribunal de commerce Décédé en fonction |
| juillet 1949 | 1953                       | Roger Jardelle       | Rad.                  | Architecte-expert |
| 1953         | février 1957               | René Bride           | MRP puis DVD          | Pharmacien et conseiller général de Reims-4 (1949 → 1955 et 1961 → 1973) Conseil municipal dissout |
| 1957         | 1959                       | Pierre Schneiter,    | MRP                   | Membre du corps préfectoral, ministre (1946 → 1951) Député de la Marne (1945 → 1958), président de l'Assemblée Nationale (1955) Conseiller général de Reims-3 (1958 → 1964)                                                                                       |
| 1959         | 1977                       | Jean Taittinger      | UDR                   | PDG de la Société du Louvre, Député de la Marne (1958 → 1973) Président de CA Reims Métropole (1964 → 1976) ministre de la Justice (1973 → 1974) |
| 1977         | 1983                       | Claude Lamblin       | PCF                   | Instituteur Conseiller général de Reims-5 (1973 → 1982) |
| 1983         | 1999                       | Jean Falala          | RPR                   | Cadre commercial, Député de la Marne (1re circ.) (1967 → 2002) Conseiller général de Reims-2 (1961 → 1988) Démissionnaire |
| mai 1999     | 2008,                      | Jean-Louis Schneiter | UDF puis DVD          | Courtier en vins Député de la Marne (1re circ.) (1978 → 1981) Président de CA Reims Métropole (1983 → 2008) |
| 2008         | 2014                       | Adeline Hazan        | PS                    | Magistrate Députée européenne (1999 → 2008) Présidente de CA Reims Métropole (2008 → 2012) |
| 2014         | En cours (au 20 mars 2023) | Arnaud Robinet       | UMP→ LR, LFA puis HOR | Maître de conférences - praticien hospitalier Député de la Marne (2008 →2017) Conseiller général de Reims-6 (2011 → 2014) Vice-président de la CA puis de la CU Grand Reims (2014 → 2024) Président de la CU Grand Reims (2024 → ) Réélu pour le mandat 2020-2026 |

### Jumelages
| Ville | Ville             | Pays | Pays                | Période                   |
| ----- | ----------------- | ---- | ------------------- | ------------------------- |
|       | Aix-la-Chapelle   |      | Allemagne           | depuis 1967               |
|       | Brazzaville       |      | République du Congo | depuis 1961               |
|       | Canterbury        |      | Royaume-Uni         | depuis 1962               |
|       | comté d'Arlington |      | États-Unis          | depuis 2004               |
|       | Florence          |      | Italie              | depuis 1954               |
|       | Kutná Hora,       |      | Tchéquie            | depuis le 23 février 2008 |
|       | Nagoya            |      | Japon               | depuis 2018               |
|       | Salzbourg         |      | Autriche            | depuis 1964               |

La ville de Reims et la communauté urbaine du Grand Reims ont signé un accord de partenariat avec la ville ukrainienne de Tchernihiv le 8 mai 2022.

## Équipements et services publics
Reims abrite de nombreuses administrations et services publics sur son territoire : bureaux de poste, centre des impôts, trésorerie principale, trois agences France Travail, une sécurité sociale (CPAM), caisse d'allocations familiales (CAF), le siège de l'Urssaf Champagne-Ardenne ; un Centre communal d'action sociale (CCAS), etc. Elle regroupe deux casernes de sapeurs-pompiers, un hôtel de police et trois bureaux annexes, deux gendarmeries et une police municipale.
Le palais de justice de Reims, siège des juridictions rémoises du premier degré, est construit en 1839 à emplacement où se situait l'Hôtel Dieu Notre-Dame. La commune de Reims possède un tribunal judiciaire, un tribunal de commerce, un conseil des prud'hommes et un tribunal pour enfants. Elle est le siège d'une Cour d'Assises, d'une cour d'appel et dépend, pour l'ordre administratif de la Cour administrative d'appel de Nancy.

### Eau et déchets
Eau potable

L'eau potable qui approvisionne la commune provient de quatre captages d'eau : Fléchambault au centre de l’agglomération, Couraux à 6 km au sud-est du territoire, Auménancourt à 15 km au nord et Avaux à 25 km de Reims mis en service en 2016. L'eau potable est exploitée en régie.
Le rendement du réseau de distribution d’eau potable est de 91% pour la ville de Reims, qui est un très bon taux alors qu'en 2016, en France, le volume d’eau perdu par fuite dans les canalisations est estimé à 20,1% du volume mis en distribution, soit un rendement moyen de 79,9%.
L'analyse réalisée en juin 2021 montre des teneurs conformes aux limites de qualité et en particulier pour le nitrate de 34,4 mg/l, inférieur au seuil d'action de 40 mg/l établi par un arrêté du 17 décembre 2008 mais au-dessus de la moyenne des villes en France.
Eaux usées

Depuis 1993, la ville dispose d'une station d'épuration exploitée par la Direction de l’eau et de l'Assainissement du Grand Reims. Elle a été remplacée en 1999 pour une autre station répondant aux normes de la qualité de l'eau.
Elle est largement dimensionnée pour traiter en capacité nominale 470 000 équivalent-habitants, alors que le nombre d’habitants raccordés est de 224 159 habitants au 31/12/2016. Elle peut traiter 95 000 m3/jour débit maximal par temps sec. L'agglomération du Grand Reims mène depuis plusieurs années des actions pour limiter les moyens à mettre en œuvre dans le traitement des eaux usées tels que la sensibilisation des professionnels (lavage des citernes, des toupies de béton…) et des particuliers lors de visites de la station d'épuration (lingettes, reliquat de peinture…).

#### Gestion des déchets
La collecte et la valorisation des déchets sont du ressort du Grand Reims qui a mis en place un système de tri sélectif.
Depuis 2010, Grand Reims développe les conteneurs enterrés.
Un habitant du Grand Reims produit plus de déchet en 2020, 493 kg/an (contre 489 kg/an qu'en 2019) de déchets contre 549 kg/an au niveau national qui se répartissent comme suit :
- 246 kg d’ordures ménagères < aux 268 kg de moyenne nationale.
- 157 kg portés en déchetterie < aux 176 kg de moyenne nationale.
- 55 kg de déchets recyclables > aux 49 kg de moyenne nationale.
- 35 kg de verre > aux 25 kg de moyenne nationale.

Des actions sont menées vis-à-vis du compostage et avec la mise en place des composteurs partagés accueillis favorablement par les rémois(e)s depuis 2020.
Le coût (Dépenses – Recettes) de l’ensemble du service de gestion des déchets ménagers et assimilés est de 79,2 € HT par habitant, contre 89,4 € HT par habitant en moyenne nationale pour un milieu urbain d’après l’ADEME.
En 2020, les 21 déchèteries dont 1 mobile, sont réparties dans les communes du Grand Reims. 5 en territoire Centre : 2 quartiers : Croix-Rouge et Europe. 3 communes : Tinqueux, Saint-Brice-Courcelles et Sillery.
10 en territoire Est : Witry-lès-Reims, Warmeriville, Bazancourt, Pontfaverger-Moronvilliers, Hermonville, Brimont, Beine-Nauroy, Rilly-la-Montagne, Villers-Marmery et Vaudesincourt.
6 dont 1 mobile en territoire Ouest : Fismes, Muizon, Jonchery-sur-Vesle, Gueux et Écueil. 1 mobile : Ville-en-Tardenois, Chaumuzy et Poilly.

### Espaces publics

#### Associations actives

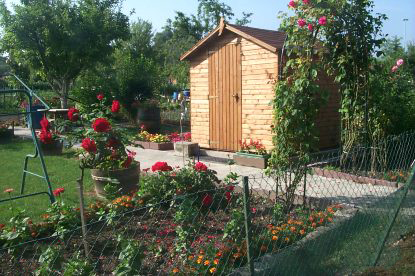
Un jardin familial dans l'agglomération de Reims.

À Reims et son intercommunalité, il existe douze associations de jardins familiaux. Le but de ces associations est de fournir à des familles ou personnes seules des jardins pour leurs besoins personnels, à l'exclusion de toute activité commerciale. Les différentes associations sont situées sur la communauté d'agglomération de Reims (Grand Reims).
Le tout représente environ 1 800 parcelles associatives. Les jardins familiaux de Reims ont reçu le prix spécial 2005 du fleurissement des jardins familiaux collectifs du conseil des villes et villages fleuris.
Les associations de jardins familiaux (nombre de parcelles) :
- association des jardins familiaux Pays de France (68) ;
- association des jardins familiaux Croix du Sud (92) ;
- association brico-corcellienne des jardins familiaux (509) ;
- association rémoise des jardins familiaux ;
- jardinot (Jardins du Cheminot) centre de Saint-Brice-Courcelles ;
- jardins associatifs de la communauté d'agglomération de Reims (262) ;
- association des jardins familiaux du quartier Maroc (64) ;
- association des jardins familiaux Trois-Fontaines (215) ;
- association des jardins familiaux Trois-Rivières (135) ;
- association des jardins familiaux de la Cerisaie (60) ;
- association Cormontreuilloise des Jardins Familiaux ;
- association des habitants Chanoine Lallement (16) ;

Les jardins partagés :
- l’École des Jardiniers ;
- le jardin intergénérationnel Coup d'Pousse ;
- le jardin de la Maison de quartier des Épinettes ;
- le Clem Ô Vert ;
- Jardin de l’Îlot Saint-Gilles ;
- Potagem ;
- Jardin de la ligue de l'Enseignement ;
- Jardin de la Maison de quartier Trois Fontaines / Walbaum ;
- les dentaires se mettent au vert ;
- le Clos Maryse ;
- Place Magneux.

La Société d'horticulture de l'arrondissement de Reims a été créée en 1877 et adhère à la Société nationale d'horticulture de France. Ses principales activités sont le greffage, jardinage, art floral, plantes potagères, fuchsias, orchidées, arboriculture fruitière, plantes vivaces, bassins et plantes aquatiques et parasitologie. Environ 450 personnes y adhèrent.

### Enseignement

#### Petite enfance
Reims dispose de dix crèches collectives, gérées pour la plupart par la Structure Petite Enfance (SPE), et deux crèches familiales. Il y existe aussi dix halte-garderies, ainsi qu'un relai assistantes maternelles (nos 20-22 rue du Ruisselet). Quatre antennes Protection maternelle et infantile (PMI) sont réparties dans la ville. Il existe également onze micro-crèches appartenant à la société Hébé.

#### Enseignement primaire et secondaire
Reims est le siège du rectorat de l’académie de Reims. La commune administre 53 écoles maternelles et 48 écoles élémentaires publiques. Elle compte onze collèges publics gérés par le département et six collèges privés. Enfin, la région Grand Est gère cinq lycées généraux et technologiques, trois lycées polyvalents et quatre lycées d'enseignement professionnel et les instituts religieux sept lycées, dont trois d'enseignement général.
En 2011, le taux de bacheliers au sein de l'académie atteint 88,2 % pour la série Économique et Sociale, et 83,13 % pour la série STG. Parmi les lycées que compte Reims, le lycée Marc-Chagall se distingue par son fort taux de bacheliers. En effet, près de 97 % des candidats ont obtenu leur diplôme en 2010 avec parmi eux l'intégralité des élèves de baccalauréat sciences et technologies industrielles et un taux de mention « Très Bien » de 8 %. Cet établissement scolaire est ainsi le 46e meilleur lycée de France sur 1 935 et le 2e au sein de l’académie derrière le lycée Diderot de Langres.

#### Enseignement supérieur

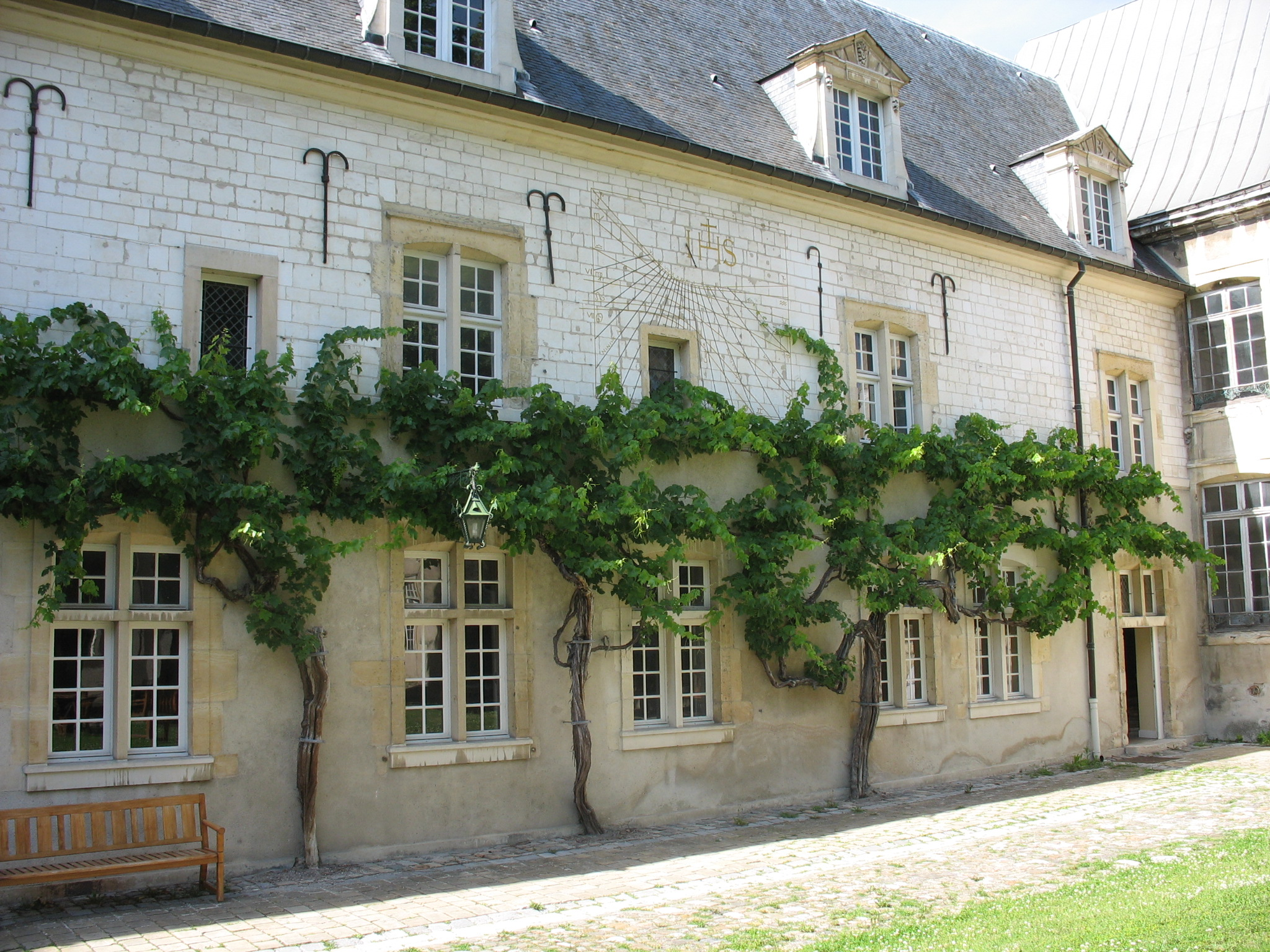
Ancien collège des Jésuites accueillant des expositions et le campus de Sciences Po.

En 2006, 24 614 étudiants champenois sont inscrits dans un établissement d'enseignement supérieur de Reims ou de son unité urbaine, soit un pourcentage de 62,2 %. La commune est ainsi la 12e unité urbaine la plus estudiantine de France parmi les zones urbaines de plus de 100 000 habitants.
Reims possède d'importants pôles universitaires comme NEOMA Business School dont fait partie l'école supérieure de commerce de Reims. Sur le campus de l'université de Reims-Champagne-Ardenne ont retrouve les Coquilles de Reims  , qui constituent un ensemble architectural formé de coques en bois posées sur une structure de béton et d'acier. Elles ont reçues le label Architecture contemporaine remarquable en 2012, anciennement label « Patrimoine du XXe siècle ». Toujours sur le campus de l'université de Reims-Champagne-Ardenne, est fondée en 1548, l'IUT de Reims et l'école supérieure d'ingénieurs en emballage et conditionnement (ESIReims) ainsi que l'institut d'aménagement du territoire et d'environnement de l'université de Reims qui propose un master en urbanisme, aménagement et environnement ou encore un centre du Conservatoire national des arts et métiers. Dans le domaine de l'informatique, elle possède une école supérieure en informatique appliquée (Exia) et bénéficie de l'implantation de SUPINFO International University en vue d'un diplôme d'expert en informatique et systèmes d’information reconnu par l’État au niveau 7 (bac+5). Enfin, l'Institut d'études politiques de Paris (Sciences Po) a ouvert son sixième campus délocalisé en septembre 2010 à l'ancien collège des Jésuites, avec pour objectif à terme 1 600 étudiants de premier cycle. Le site accueille dès 2010 le programme Europe-Amérique suivi à la rentrée 2015 du programme Europe-Afrique. L'ancien collège des Jésuites devrait voir s'implanter en 2017, le nouveau programme « relations internationales » remplaçant le cursus général de SciencesPo Paris et faisant du campus de Reims le plus grand campus de l'Institut d'études politiques de Paris devant celui de la rue Saint-Guillaume.
Depuis 2021, l’Institut catholique de Paris a ouvert un campus au cœur du quartier Saint-Rémi, rue du lieutenant Herduin. Ce campus propose 5 licences, 2 master et une prepa Celsa.

### Santé

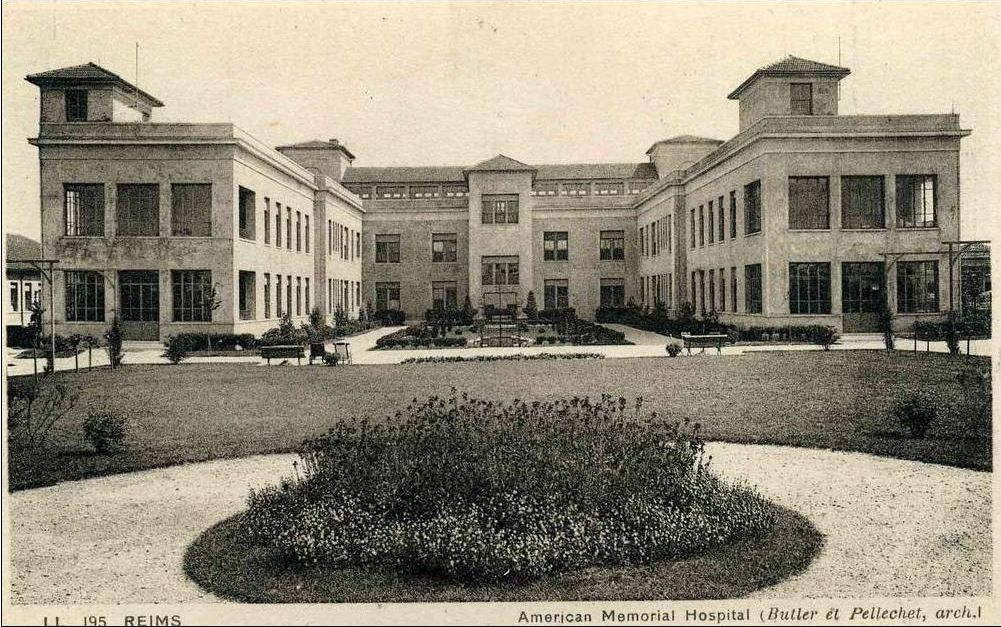
L'American Memorial Hospital en 1927.

Le Centre hospitalier universitaire de Reims est composé de onze établissements implantés sur plusieurs sites. L'emplacement principal regroupe l'hôpital Robert-Debré inauguré en 1976 par Simone Veil, l'hôpital Maison-Blanche ouvert en 1935 et l'American Memorial Hospital pour les enfants. En 2009, ces établissements regroupent 2 430 lits dont 927 pour les personnes âgées et emploient 7 284 personnes dont 688 étudiants.
Reims dispose d'un grand nombre d'équipements destinés à la prévention : quatre centres médico-psychologiques, un foyer de post-cure de 15 places, un centre d'accueil et de soins pour les toxicomanes, un hôpital de jour, un centre médico-psycho-pédagogique, une consultation de dépistage anonyme et gratuit du SIDA, une maison de la nutrition, du cœur, de l'obésité et du diabète de Champagne-Ardenne, une permanence du mouvement marnais pour le planning familial (MJC Maison-Blanche, etc). Il existe aussi des bains-douches publics. Enfin, la ville compte 78 pharmacies et 17 foyers logements pour personnes âgées valides offrant une capacité de 1 300 lits.

### Justice, sécurité, secours et défense

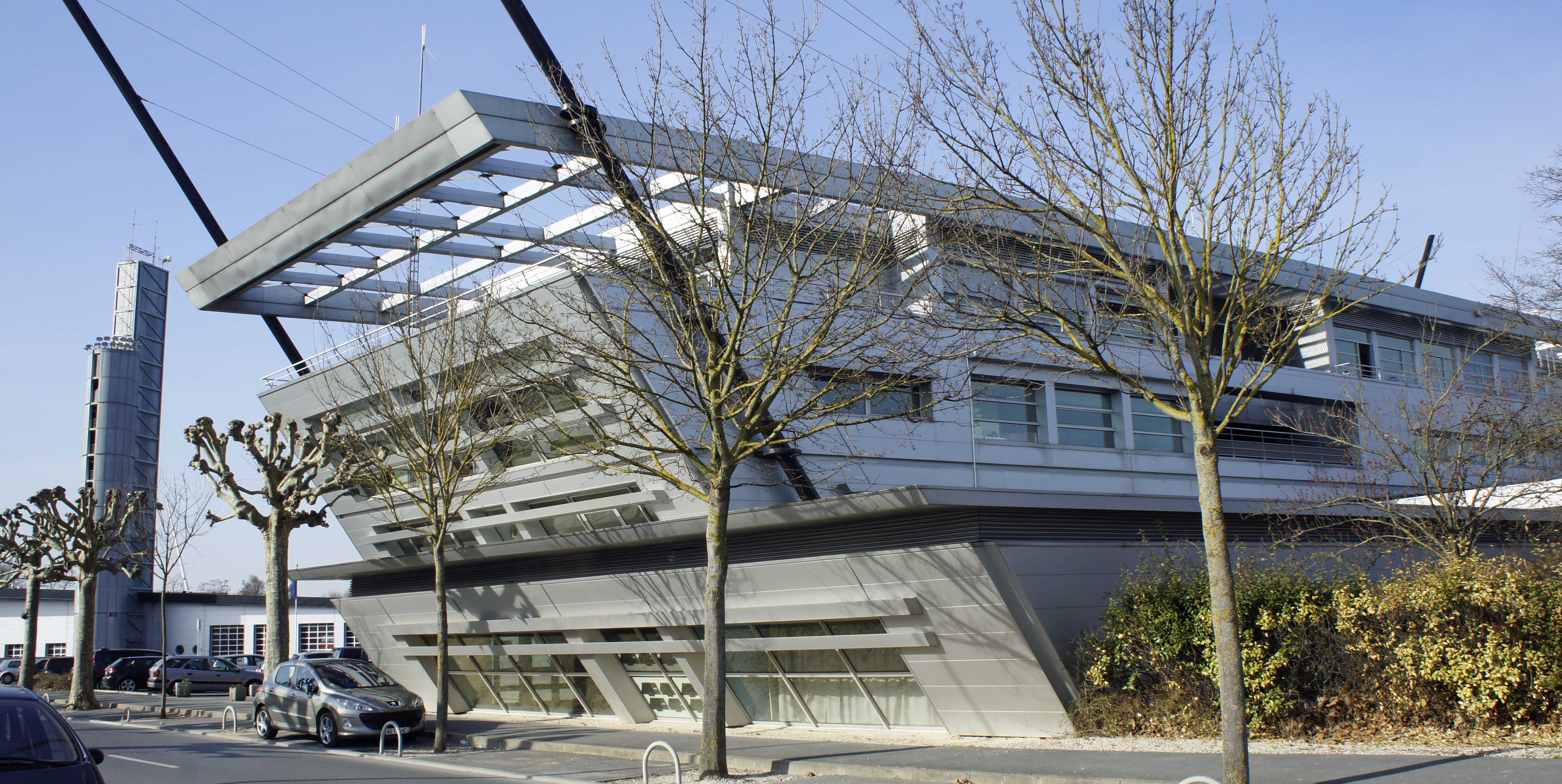
La caserne Marchandeau.

## Population et société

### Démographie

#### Densité
D'après le recensement de 1999, l'agglomération de Reims est la plus dense de France après l'agglomération parisienne avec près de 2 300 habitants au km2.

#### Évolution démographique
La population est quasiment la même 42 ans plus tard : 2017 avec 1975 (peu de naissances). De même, la population est quasiment la même 50 ans plus tard : 1946 avec 1896 (guerres). Le maximum de la population a été atteint en 1999 avec 187 181 habitants.
L'évolution du nombre d'habitants est connue à travers les recensements de la population effectués dans la commune depuis 1793. Pour les communes de plus de 10 000 habitants les recensements ont lieu chaque année à la suite d'une enquête par sondage auprès d'un échantillon d'adresses représentant 8 % de leurs logements, contrairement aux autres communes qui ont un recensement réel tous les cinq ans,.

En 2022, la commune comptait 178 478 habitants, en évolution de −2,53 % par rapport à 2016 (Marne : −1,19 %, France hors Mayotte : +2,11 %).
| 1793   | 1800   | 1806   | 1821   | 1831   | 1836   | 1841   | 1846   | 1851   |
| ------ | ------ | ------ | ------ | ------ | ------ | ------ | ------ | ------ |
| 32 334 | 30 225 | 31 779 | 31 080 | 39 298 | 38 959 | 40 776 | 43 905 | 45 754 |

| 1856   | 1861   | 1866   | 1872   | 1876   | 1881   | 1886   | 1891    | 1896    |
| ------ | ------ | ------ | ------ | ------ | ------ | ------ | ------- | ------- |
| 48 350 | 52 394 | 58 905 | 70 434 | 81 328 | 93 823 | 97 903 | 104 186 | 107 963 |

| 1901    | 1906    | 1911    | 1921   | 1926    | 1931    | 1936    | 1946    | 1954    |
| ------- | ------- | ------- | ------ | ------- | ------- | ------- | ------- | ------- |
| 108 385 | 109 859 | 115 178 | 76 645 | 100 998 | 112 820 | 116 687 | 110 749 | 121 145 |

| 1962    | 1968    | 1975    | 1982    | 1990    | 1999    | 2006    | 2011    | 2016    |
| ------- | ------- | ------- | ------- | ------- | ------- | ------- | ------- | ------- |
| 133 914 | 152 967 | 178 381 | 177 234 | 180 620 | 187 206 | 183 837 | 180 752 | 183 113 |

| 2021    | 2022    | - | - | - | - | - | - | - |
| ------- | ------- | - | - | - | - | - | - | - |
| 179 380 | 178 478 | - | - | - | - | - | - | - |

#### Pyramide des âges
La population de la commune est relativement jeune.
En 2020, le taux de personnes d'un âge inférieur à 30 ans s'élève à 44,3 %, soit au-dessus de la moyenne départementale (36,7 %). À l'inverse, le taux de personnes d'âge supérieur à 60 ans est de 20,9 % la même année, alors qu'il est de 25,7 % au niveau départemental.
En 2020, la commune comptait 85 232 hommes pour 95 086 femmes, soit un taux de 52,73 % de femmes, légèrement supérieur au taux départemental (51,62 %).
Les pyramides des âges de la commune et du département s'établissent comme suit.
| Hommes | Classe d’âge | Femmes |
| ------ | ------------ | ------ |
| 0,6    | 90 ou +      | 1,7    |
| 4,9    | 75-89 ans    | 7,6    |
| 12,3   | 60-74 ans    | 14,3   |
| 16,5   | 45-59 ans    | 16,7   |
| 19,2   | 30-44 ans    | 17,3   |
| 28,4   | 15-29 ans    | 26,7   |
| 18,1   | 0-14 ans     | 15,7   |

| Hommes | Classe d’âge | Femmes |
| ------ | ------------ | ------ |
| 0,6    | 90 ou +      | 1,8    |
| 6,5    | 75-89 ans    | 9,2    |
| 16,5   | 60-74 ans    | 17,8   |
| 19,7   | 45-59 ans    | 19,1   |
| 18,6   | 30-44 ans    | 17,5   |
| 19,9   | 15-29 ans    | 18,2   |
| 18,2   | 0-14 ans     | 16,6   |

### Sports et loisirs
La ville est historiquement liée au sport. Elle a été la première ville sacrée « ville la plus sportive de France » par le quotidien sportif L'Équipe en 1937.
Labellisée depuis 2019 Terre de Jeux 2024, le label à destination des territoires de Paris 2024, Reims a accueilli une étape de la Tournée des Drapeaux.

#### Équipements sportifs

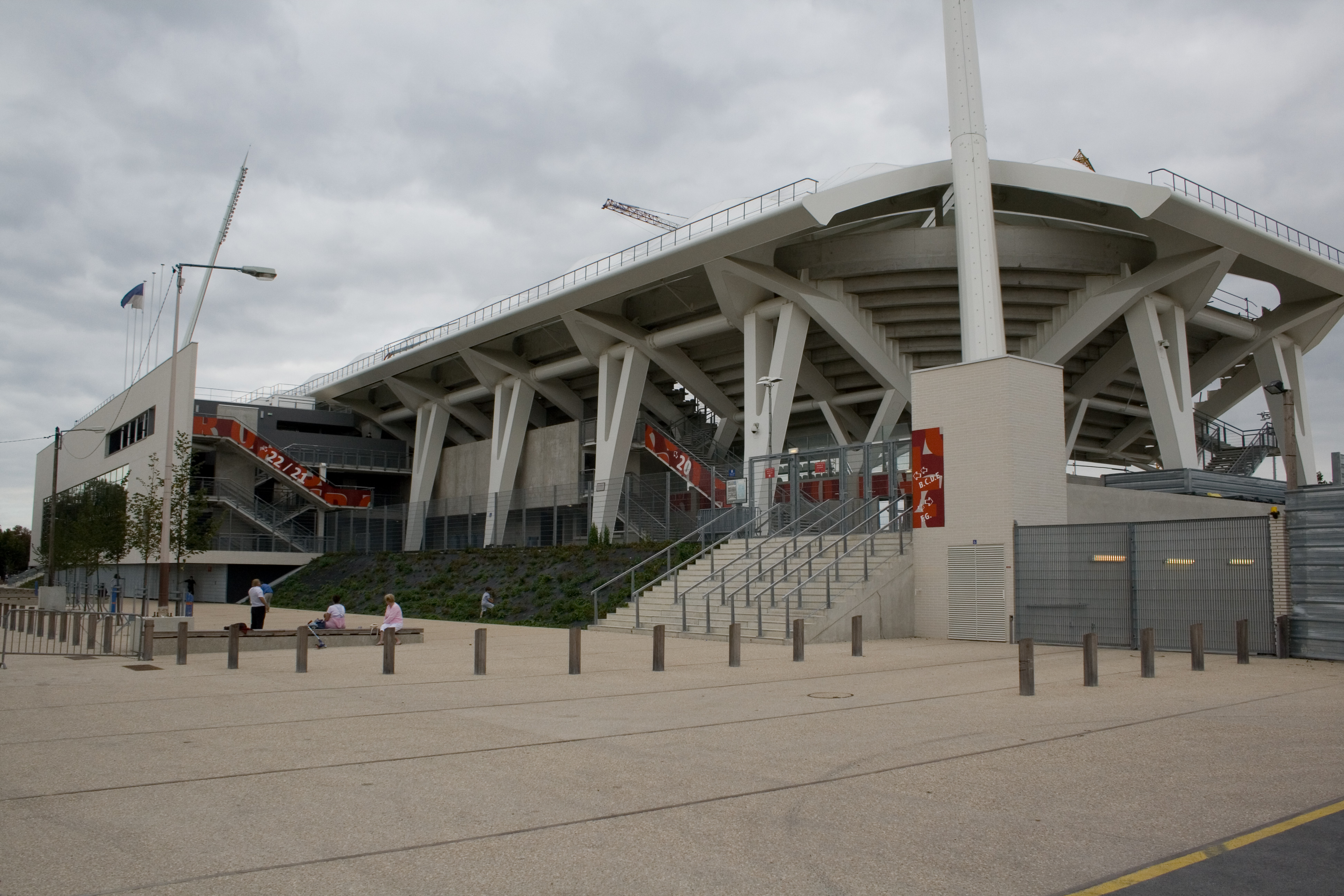
Stade Auguste-Delaune.

Reims est le berceau de l'hébertisme ; le lieutenant de vaisseau Georges Hébert fut invité par le marquis Melchior de Polignac à mettre en pratique sa méthode naturelle dans le parc Pommery, créé en 1907 (aujourd'hui parc de Champagne), un espace de 22 ha consacré aux loisirs et aux sports. Une véritable École supérieure de formation des professeurs de gymnastique est alors créée, dont Hébert devient le directeur en 1913. Le stand de tir de la Société de tir de Reims, à Tinqueux, a accueilli une épreuve de tir des Jeux olympiques d'été de 1924.
De nos jours, on y trouve aussi de nombreux équipements : dix-huit grands équipements (stades ou complexes sportifs), un terrain de baseball, quarante-deux gymnases, six piscines dont la Piscine Talleyrand  labellisée Architecture contemporaine remarquable, six courts de tennis, cinq terrains de sport, trois patinoires (la patinoire Albert-Ier, la patinoire Jacques Barot et la patinoire UCPA Sport Station Grand Reims), un hippodrome, deux boulodromes, deux murs d'escalade, deux skatepark, un stand de tir, une piste pour autos radiocommandées, une grande base pour l'aviron et deux clubs de kayak.
Le circuit automobile de Reims-Gueux se trouve à environ 5 km à l'ouest de Reims.

#### Associations sportives
L'Office des sports de Reims, recense près de 200 associations sportives dans tous les domaines. La ville compte également plusieurs équipes sportives de haut niveau dont le Stade de Reims qui évolue en Ligue 1 ; le CCRB, club de Basket-ball en Pro B ; le Reims Volley 51 depuis 2022 en Pro B ; le Reims Champagne hockey (Les Phénix) depuis 2015 en Division 3 (après une faillite en 2015 alors qu'ils étaient en Division 1) à la patinoire Albert Ier ; les Régates rémoises  (labellisée Architecture contemporaine remarquable), un des principaux clubs d'aviron français, le canoë-kayak représenté par deux clubs dont le Reims Champagne Canoë Kayak club de National 1, ainsi qu'en sport automobile, water-polo, rugby à XV, golf, handball, baseball (cup's) et football américain (Wildcats).

#### Événements sportifs
Reims organise ou accueille chaque année de nombreuses manifestations sportives comme le célèbre rallye automobile Monte-Carlo dont il est l'une des villes de départ de l'étape de concentration ; le concours international de saut d'obstacles de Reims qui se tient depuis 1929 ; le meeting national d'athlétisme de Reims, qui est précédé du meeting Jeunes, ou encore la manifestation Reims à toutes jambes (RATJ), évènement dédié aux coureurs avec cinq courses dans la même journée dont marathon et semi-marathon. Enfin, la municipalité organise des rendez-vous sportifs comme les samedis du sport et pour les moins de douze ans le dispositif Ludosport.
Depuis 1936, la ville accueille régulièrement le Tour de France cycliste comme en 1956 où elle a été le pôle de départ de la 43e édition et a été à plusieurs reprises ville-étape du Tour de France. Reims a accueilli également les championnats du monde de cyclisme sur route à deux reprises en 1947 et 1958.

#### Culte catholique

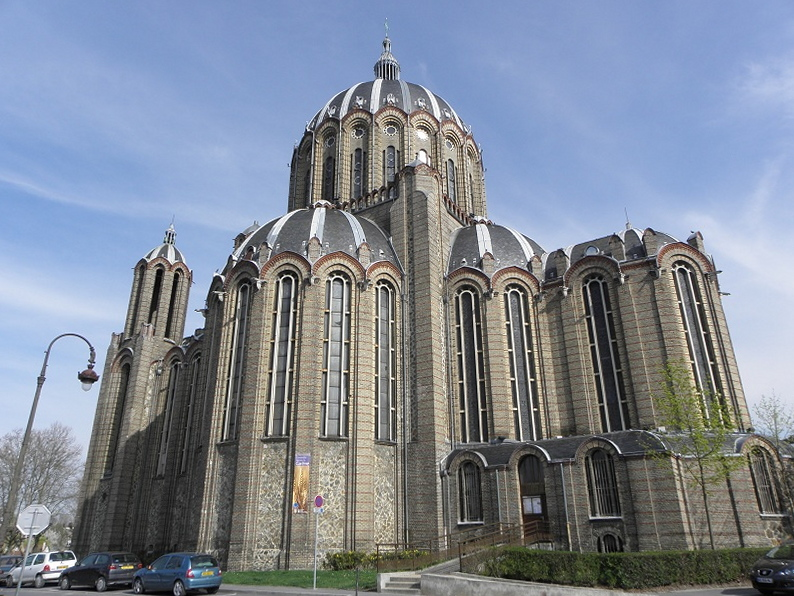
Basilique Sainte-Clotilde.

### Cultes

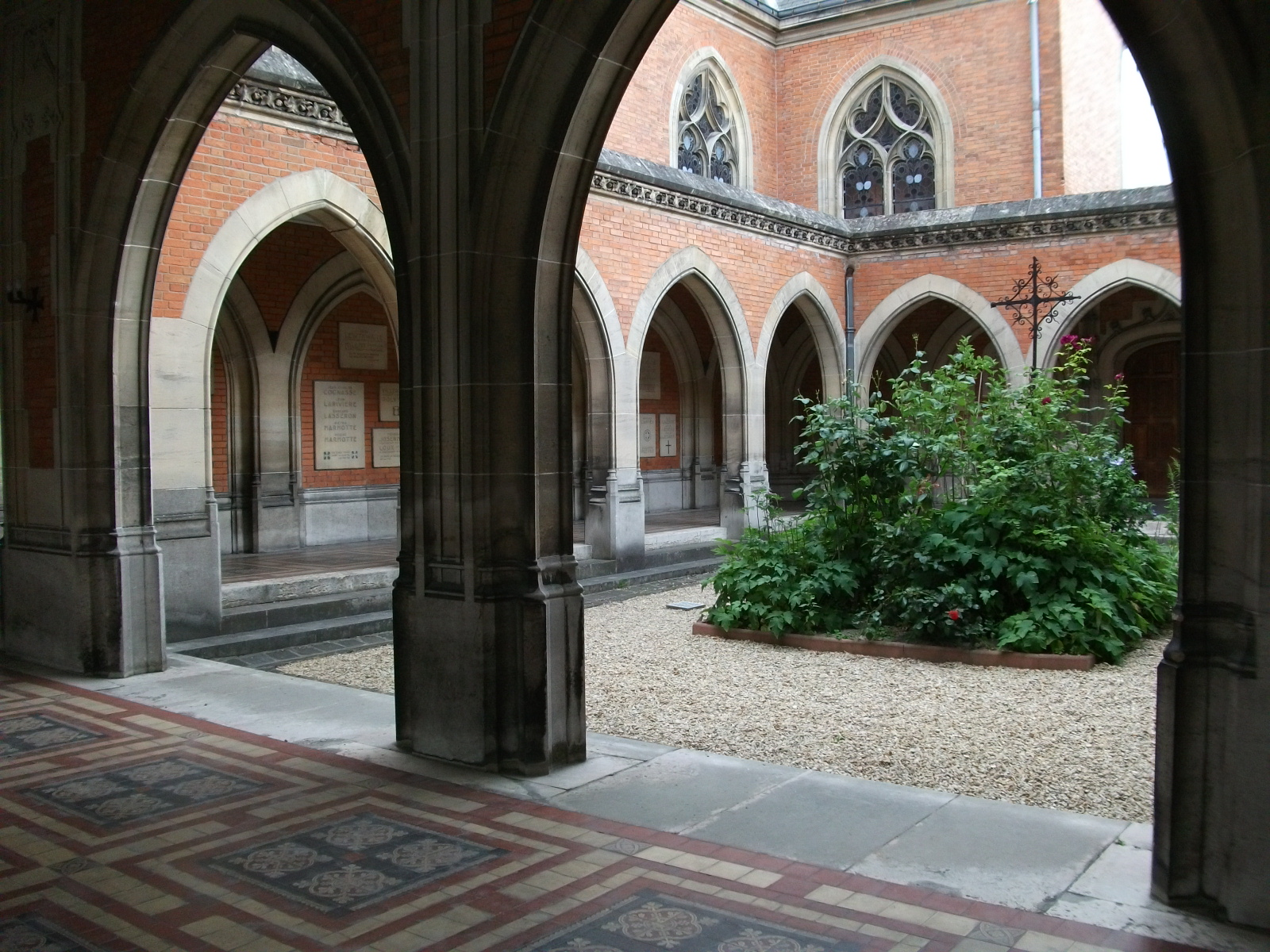
Patio du temple de Reims.

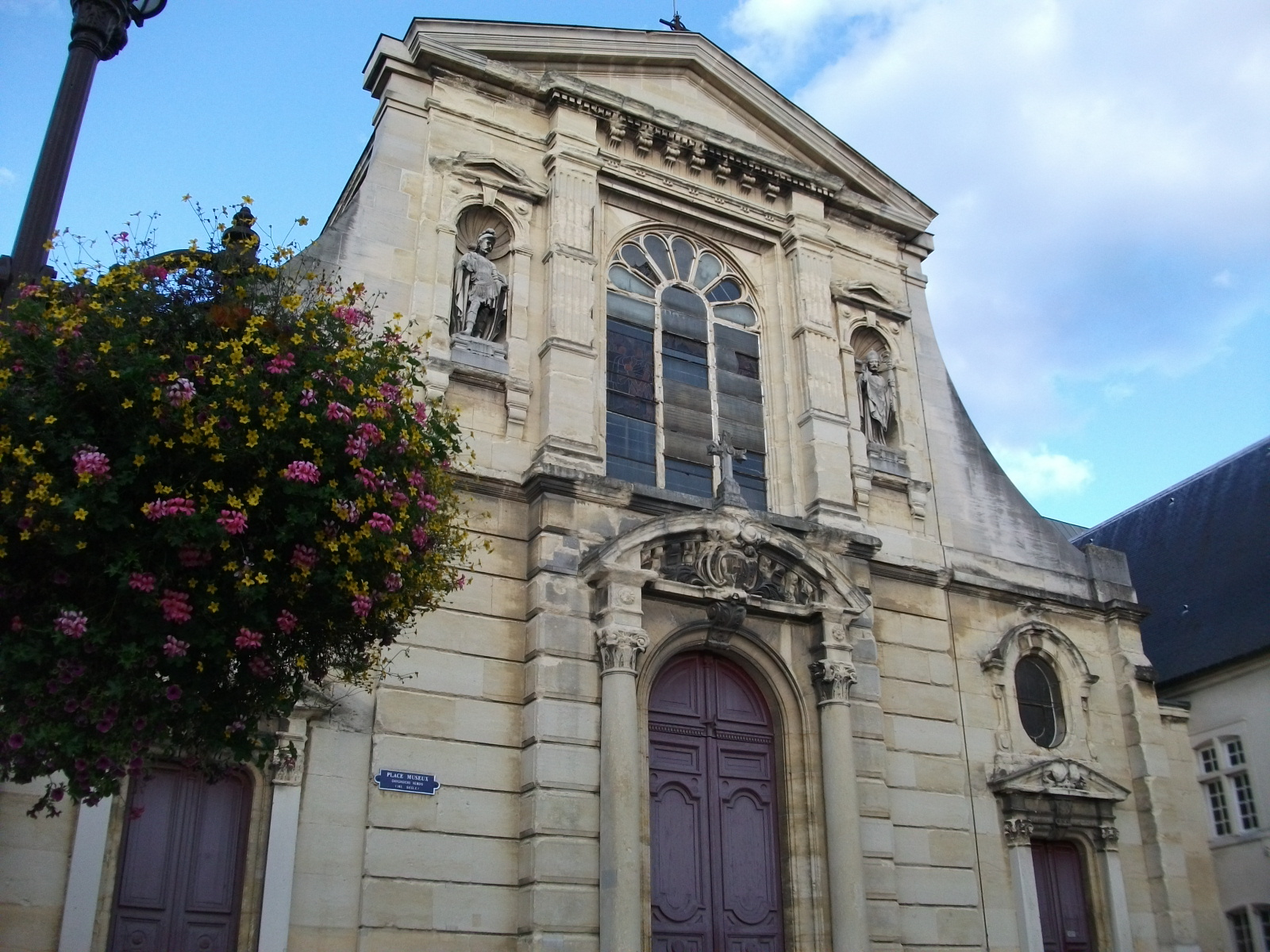
Église Saint-Maurice.

#### Culte juif

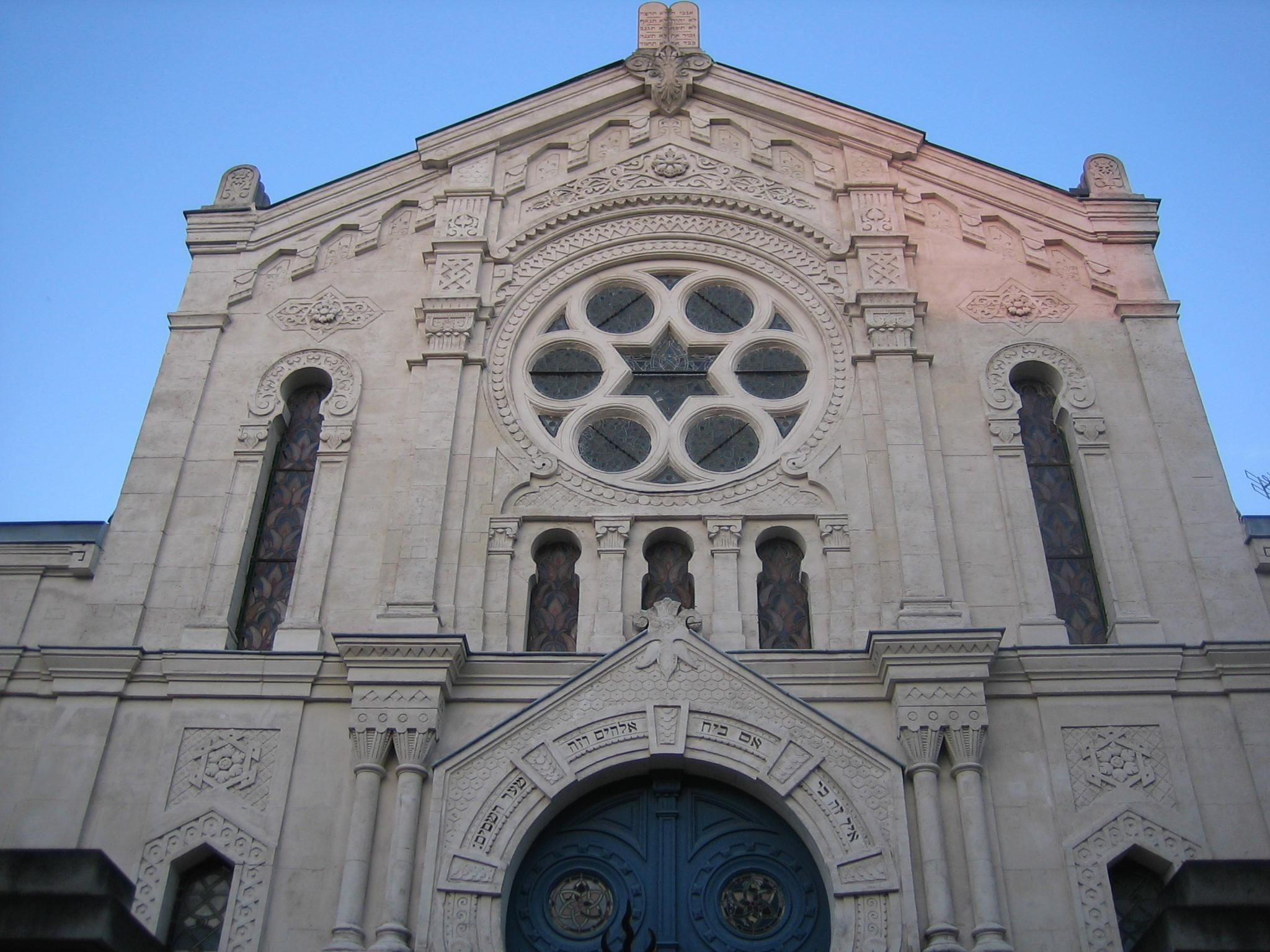
Synagogue de Reims.

Le culte juif peut être pratiqué à la Synagogue de Reims située au 49 rue Clovis, édifice de style néomauresque construit par l'architecte Ernest Brunette en 1879.

#### Culte musulman
Le culte musulman peut se pratiquer, à Reims, dans quatre mosquées : la mosquée El Hidaya, la mosquée El-Mansour, la mosquée Ottoman et la grande mosquée de Reims qui est la plus grande mosquée de France située dans le quartier Sainte-Anne.

#### Culte protestant
Le culte protestant peut se pratiquer, à Reims, dans six sites qui lui sont dédiés : le Temple protestant de Reims boulevard Lundy, l'Église évangélique 16 boulevard Jules-César, l'Évangélique Vie et Lumière au 2 allée Paul-Halary, l'Église évangélique mission chrétienne au 98 rue de Chanzy, le Centre évangélique au 99 rue de Cernay et l'Église évangélique baptiste 92 rue Ponsardin.

#### Culte antoiniste
Un Temple dédié au culte antoiniste a été dédicacé le 28 septembre 1930 et est situé 13 rue du Docteur-Thomas,

#### Autres Cultes
- Église de Jésus-Christ-des-Saints-Derniers-Jours, rue Bazin.
- Témoins de Jehovah, 10 allée Paul-Halary.

### Cimetières

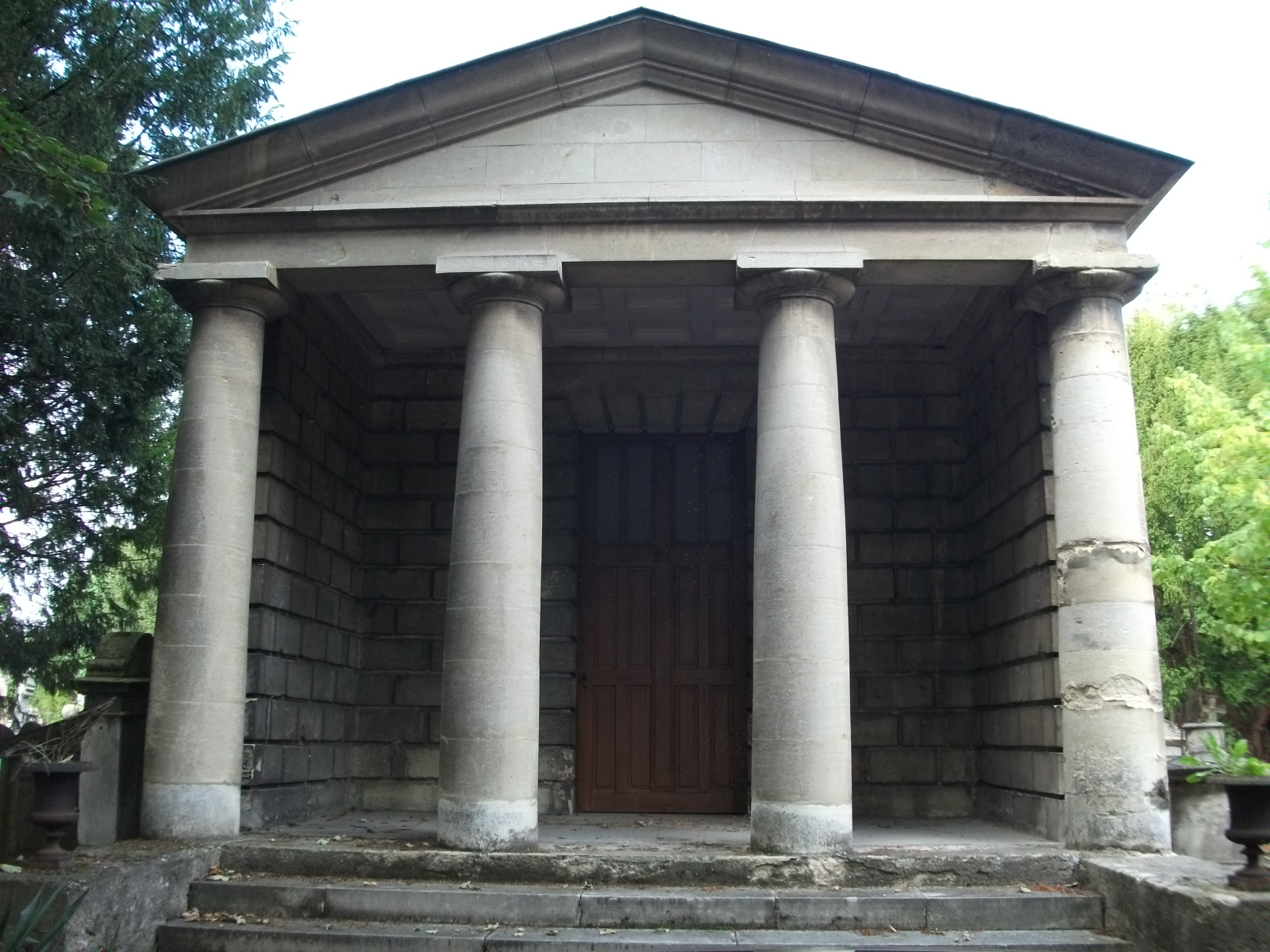
Chapelle Sainte-Croix du cimetière du Nord.

La ville de Reims comporte six cimetières : le cimetière du Nord, le cimetière du Sud, le cimetière de l'Ouest, le cimetière de l'Est, le cimetière de Laon et le cimetière paysager de La Neuvillette.
Aussi, au 13 boulevard Paul-Doumer se trouve le Mémorial de la Résistance  construit par Maurice Clauzier en 1940, anciennement le siège social de l'Entreprise Demay Frères et labellisé Architecture contemporaine remarquable.
Le cimetière du Nord est surnommé le « Père-Lachaise rémois » car il contient les restes de la plupart des citoyens qui se sont illustrés dans la ville. C'est aussi l'une des premières nécropoles de France à avoir été placée en dehors des murs de la ville.

### Médias

#### Presse écrite
Reims est le siège social du quotidien régional L'Union (Groupe Rossel) dont les ventes sont estimées à 102 636 exemplaires en moyenne durant l’année 2010. Il s'agit de l'unique quotidien à y posséder une édition locale. Dans le domaine des gratuits, L'hebdo du vendredi est un magazine d'information dans la Marne paraissant tous les vendredis.

#### Télévision
Pour les informations régionales, la chaîne France 3 émet le décrochage de France 3 Champagne-Ardenne. Elle émet grâce au site TDF d'Hautvillers comme les autres chaînes de la TNT.

#### Radios
Huit radios locales sont diffusées dans la ville :
- RCF Reims-Ardennes (87.9 FM) et la radio du diocèse de Reims diffusant aussi son programme dans les Ardennes.
- Radio Contact Marne (89.8 FM) est la radio locale commerciale de la Marne. En plus de Reims, on peut l'écouter à Châlons-en-Champagne sur 97.6 FM et à Épernay sur 98.1 FM.
- Cigale FM (90.5 FM), qui est une radio diffusant de la musique, des rendez-vous locaux et d'information ainsi que divers événements organisés dans la ville.
- Radio Primitive (92.4 FM), autre radio associative de découverte musicale à tendance rock et musique actuelles.
- Ici Champagne-Ardenne (95.1 FM), la radio locale publique de la région. Ses studios sont à Reims.
- NRJ Reims (100.6 FM) est la seule radio rémoise émettant en catégorie C, c'est-à-dire qui décroche du programme national pour proposer du contenu local : des infos locales le matin et un programme local l'après-midi réalisé depuis les studios rémois. Ce programme est également proposé à Épernay sur 93.9 FM.
- Champagne FM (102.1 FM) est la principale radio locale commerciale de Champagne. Ses studios sont à Reims, à la même adresse que Happy FM puisque c'est le Groupe Rossel qui détient les deux radios locales.
- Radio Jeunes Reims (106.1 FM) qui diffuse principalement des musiques et informations destinées aux jeunes auditeurs.

Ces dix dernières années, Reims a vu trois radios locales fermer définitivement :
- Le 19 novembre 2008, Reims perd Radio Phare, à la suite d'une liquidation judiciaire causée par le retard du FSER[224].
- Le 22 décembre 2010, la station locale Virgin Radio Reims diffuse son dernier programme local à la suite du plan du groupe Lagardère visant à fermer plusieurs stations locales de Virgin Radio et RFM en France, faute de rentabilité[225].
- Le 11 janvier 2012, Soleil Média cesse ses programmes après des difficultés financières[226]. Elle détenait aussi depuis 2003 une fréquence sur Épernay (88.3 FM), coupée par TDF en septembre 2009 à cause du redressement judiciaire de la radio.

Toute l'histoire des radios rémoises est disponible sur le site radioreims.fr.

## Économie
Reims est le premier pôle économique de la Champagne devant Troyes et Châlons-en-Champagne.

### Revenus de la population et fiscalité
En 2008, le revenu fiscal médian par ménage était de 16 615 €, ce qui plaçait Reims au 19 144e rang parmi les 31 604 communes de plus de 50 ménages en métropole. Ce chiffre est comparable à celui des autres grandes villes marnaises (16 551 € à Châlons-en-Champagne, 16 113 € à Sainte-Menehould, Épernay avec 16 834 €).
Pour l'année 2009, L'imposition des ménages et des entreprises sur les taxes locales donne les valeurs ci-dessous. La taxe professionnelle est remplacée en 2010 par la cotisation foncière des entreprises (CFE) portant sur la valeur locative des biens immobiliers et par la contribution sur la valeur ajoutée des entreprises (CVAE) (les deux formant la contribution économique territoriale (CET) qui est un impôt local instauré par la loi de finances pour 2010.
| Taxe                                                | Part communale | Part intercommunale | Part départementale | Part régionale |
| --------------------------------------------------- | -------------- | ------------------- | ------------------- | -------------- |
| Taxe d'habitation                                   | 20,75 %        |                     | 6,68 %              |                |
| Taxe professionnelle (TP)                           |                | 21,40 %             | 4,59 %              | 2,52 %         |
| Taxe foncière sur les propriétés bâties (TFPB)      | 30,71 %        |                     | 7,40 %              | 3,63 %         |
| Taxe foncière sur les propriétés non bâties (TFPNB) | 30,72 %        |                     | 7,84 %              | 4,72 %         |

### Budget et fiscalité 2021
En 2021, le budget de la commune était constitué ainsi :
- total des produits de fonctionnement : 252 229 000 €, soit 1 362 € par habitant ;
- total des charges de fonctionnement : 218 078 000 €, soit 1 177 € par habitant ;
- total des ressources d'investissement : 114 285 000 €, soit 617 € par habitant ;
- total des emplois d'investissement : 106 689 000 €, soit 576 € par habitant ;
- endettement : 249 962 000 €, soit 1 350 € par habitant.

Avec les taux de fiscalité suivants :
- taxe d'habitation : 19,19 % ;
- taxe foncière sur les propriétés bâties : 44,77 % ;
- taxe foncière sur les propriétés non bâties : 24,10 % ;
- taxe additionnelle à la taxe foncière sur les propriétés non bâties : 0,00 % ;
- cotisation foncière des entreprises : 0,00 %.

Chiffres clés Revenus et pauvreté des ménages en 2020 : médiane en 2020 du revenu disponible, par unité de consommation : 19 790 €.

### Emploi
Selon les résultats du recensement de 2008, la population active (15-64 ans) de la commune compte 86 113 personnes, soit 67,9 %, ce taux est de 71,5 % au niveau départemental. Les chômeurs représentent 10,0 % de la part totale des 15-64 ans et 12 687 personnes contre 13 654 en 1999. Leur part dans la population active a diminué, passant de 16,1 % à 14,9 %. La ville de Reims possède une importante part de scolarisés et étudiants (17,2 %) tandis que les retraités ou préretraités ne représentent que 5,9 % de la population active et les autres inactifs 9,0 %. Enfin, l'emploi y était très majoritairement salarié et seuls 8,7 % des Rémois n'étaient pas salariés.
|                                                   | Emplois ou statut | Part   |
| Agriculteurs exploitants                          | 82                | 0,2 %  |
| Artisans, commerçants, chefs d'entreprise         | 1 564             | 5,2 %  |
| Cadres et professions intellectuelles supérieures | 5 252             | 10,8 % |
| Professions intermédiaires                        | 9 613             | 23,7 % |
| Employés                                          | 11 035            | 27,0 % |
| Ouvriers                                          | 6 936             | 33,2 % |

Le taux d'activité entre 20 et 59 ans est de 74 % pour une moyenne nationale de 82,2 %[réf. souhaitée].

### Entreprises
La ville compte 3 679 établissements actifs au 1er janvier 2010. Une grande majorité d'entre eux (72,5 %) sont spécialisés dans le commerce, les transports et les services divers dont 24,1 % dans le commerce et réparation auto. Pour le reste, la commune compte 14,8 % d'établissements de l’ordre public et environ 6 % d’établissements dans les domaines de la construction et l'industrie. Enfin, 34,7 % de ces établissements comptent de 1 à 9 salariés tandis que 11,1 % en dénombrent plus de 10 salariés.
| Nom                                          | Chiffre d'affaires | Activité                                       |
| -------------------------------------------- | ------------------ | ---------------------------------------------- |
| Champagne Céréales                           | 622 866 k€         | Stockage, transformation de céréales, semences |
| Vranken-Pommery Monopole                     | 506 824 k€         | Holding de marques de Champagne                |
| Société Coopérative Approvisionnement BT-Lec | 302 380 k€         | Centrale d'achats du groupe E.Leclerc.         |
| Lanson-BCC                                   | 219 595 k€         | Distributeur de vins de Champagne              |

| Nom                                          | Chiffre d'affaires | Effectif Moyen | Activité                                                             |
| -------------------------------------------- | ------------------ | -------------- | -------------------------------------------------------------------- |
| Vivescia (ex-Champagne Céréales)             | 4 000 M€           | 8 320          | commerce de céréales et de produits agricoles                        |
| Groupe Schuller                              | 1 000 M€           | 1 800          | commerce automobile, hôtellerie, restauration, immobilier commercial |
| Malteurop Group                              | 743 M€             | 920            | commerce de céréales (malt)                                          |
| Arcelor Mittal Distribution Solutions France | 670 M€             | 1 040          | commerce de métaux                                                   |
| Groupama Nord-Est                            | 574 M€             | 1 140          | assurances                                                           |
| PUM Plastiques                               | 450 M€             | 1 200          | commerce de fournitures et équipements pour le BTP                   |
| Crédit Agricole Nord-Est                     | 342 M€             | 2 450          | banque                                                               |
| Lanson-BCC                                   | 310 M€             | 500            | champagne                                                            |
| Arcelor Mittal SSC France                    | 271 M€             | 350            | commerce de métaux                                                   |
| Vranken-Pommery Monopole                     | 269 M€             | 610            | champagne                                                            |
| Plurial Novilia                              | 227 M€             | 500            | société de HLM, immobilier locatif, promotion immobilière            |
| Groupe Courlancy                             | 150 M€             | 1 800          | cliniques privées                                                    |

Avec l'arrivée du TGV qui met Reims à seulement 45 minutes de Paris (gare de l'Est), 35 minutes de Marne-la-Vallée et 30 minutes de l'aéroport de Paris-Charles-de-Gaulle, l'agglomération se positionne comme lieu d'accueil privilégié des entreprises parisiennes désirant se délocaliser avec des coûts de fonctionnement en moyenne inférieurs de 25 %.
Une agence de développement économique appelée Invest in Reims a été créée en 2003 pour favoriser la venue d'investissement sur l'agglomération rémoise. Celle-ci est financée par la ville de Reims, la Chambre de commerce et d'industrie et l'agglomération (Reims Métropole). En janvier 2011 celle-ci a accompagné la création de 3 885 emplois et permis l'implantation de 75 nouvelles sociétés.

### Agriculture
La commune de Reims comporte deux types de culture :
- en périphérie, des grandes cultures céréalières ;
- et à l'intérieur de la commune de la vigne en général close.

### Commerces, services et industries
Le commerce, les transports et les autres services totalisaient 45,6 % des emplois rémois en 2008 tandis que le secteur de l'administration publique, de l'enseignement, de la santé et de l'action sociale en comptent 36,8 %. Les activités commerciales représentent 18 % du chiffre d'affaires de l'agglomération en 2000.
En 2013, l'agglomération de Reims a au moins 58 000 places de parking extérieures sans compter le centre-ville, hôpital, sport, école. Les zones sont classées par distance décroissante à pied de la mairie de Reims (centre) à la zone (7,5 à 1,5 km[réf. souhaitée]).
Au centre-ville en 2013, les commerces sont concentrés principalement dans le sud-ouest et le nord-est dans la ville. La place Drouet-d'Erlon regroupe cafés, bars, restaurants, hôtels, cinémas et l'Espace d'Erlon (centre commercial de 35 boutiques avec notamment la Fnac et Monoprix). La rue de Vesle, l'artère commerciale la plus importante (Galeries Lafayette, H&M, Bershka, Eurodif, Zara, Etam, Jules, Celio…), traverse, sous différents noms et selon un schéma hérité du plan antique, la ville en passant par la place Royale. Elle croise également la place Myron T. Herrick où se situe l'Opéra de Reims ainsi que McDonald's. Aussi, elle permet de se rendre directement à pied à la Comédie et au stade Auguste-Delaune.
Les autres grandes rues commerçantes en centre-ville sont la rue de l'Étape, la rue du Cadran-Saint-Pierre, la rue des Élus, la rue Condorcet, la rue de Talleyrand, l'avenue Jean-Jaurès ou encore l'avenue de Laon.
Reims est une antenne de la Chambre de commerce et d’industrie Marne en Champagne. Elle gère le port fluvial.

### Industrie
Principaux secteurs d'activités économiques de Reims :
- Agroalimentaire (Vivescia, Cristal Union, ARD, le champagne) ;
- Santé / Beauté (Givaudan, Delpharm - avant Boehringer-Ingelheim Pharmaceuticals, AstraZeneca, Boiron, Diamed, Eugène Perma) ;
- Industrie - équipementiers automobile (Valéo, Treves, Trelleborg, Bosal, Brink…) ;
- Logistique - emballage et conditionnement avec la Packaging Valley (BSN, Alcan, Saint-Gobain, Smurfit, Seyfert) ;
- Construction, bâtiment et travaux publics (CARI) ;
- Industrie des métaux (Arcelor Mittal Distribution) ;
- Industrie du verre (Owens-Illinois) : Verrerie Charbonneaux.

## Culture locale et patrimoine

### Patrimoine architectural
La ville de Reims possède un grand nombre de monuments historiques classés et une politique active de mise en valeur de son patrimoine matériel et immatériel. De ce fait, elle s'est vu décerner le label de Ville d'Art et d'Histoire.
Début 2013, un projet d'éco-quartier a été proposé pour rénover l'ancien site industriel du Nord-Est de Reims.

#### Patrimoine civil
L'hôtel de ville de Reims, la bibliothèque Carnegie (Reims), les immeubles Art déco.
La Gare de Reims construite en 1858-1861, a été restaurée après la Première Guerre mondiale, le couvrement des quais et des voies a lui été réalisé entre 1932 et 1935 d’une façon moderne. Le hall de la gare est labellisé Architecture contemporaine remarquable depuis le 14 septembre 2000.
Aussi au 1 rue des Tournelles se trouve la Maison Margotin Fils, labellisée Architecture contemporaine remarquable. C'est une maison construite en 1927 et marquée par l'influence du Mouvement moderne, accolée à une demeure de style néo-gothique, construite par son père Léon Margotin.
En 2008, est construit par Jacques Ferrier au 12 allée du vignoble le Siège social du Champagne Piper-Heidsieck labellisé Architecture contemporaine remarquable.

##### Les hôtels particuliers du boulevard Lundy
Les principaux hôtels particuliers sont les suivants :
- Hôtel de Brimont : superbe hôtel particulier construit par l'architecte Paul Blondel en 1897 pour le vicomte André Ruinart de Brimont, vice-président de la maison de champagne Ruinart. Il est situé au no 34 du boulevard Lundy.
- Hôtel Godbert : ce très bel hôtel particulier situé au no 2 du boulevard Lundy a été construit en 1875 pour le compte du manufacturier de tissus Rose-Croix Godbert et son épouse Louise Deverly. On trouve d'ailleurs le monogramme « GD » (pour Godbert-Deverly) gravé sur le linteau d'une fenêtre du premier étage.
- Hôtel Werlé, dit Roederer : cet hôtel particulier de style Louis XVI a été construit par l'architecte Alphonse Gosset vers 1867, sur commande du comte Alfred Werlé de Montebello. Il est situé au no 23 du boulevard Lundy.
- Hôtel Mignot : l'hôtel Mignot situé au 17 boulevard Lundy a été construit en 1911 par l’architecte F.-A. Bocage pour le propriétaire des Comptoirs Français (magasins à succursales multiples) Édouard Mignot (1867-1949). Une plaque est apposée sur la façade, il y est gravé : « Dwight D. Eisenhower généralissime des armées alliées a résidé dans cette maison du 20 février 1945 au 25 mai 1945. La Ville de Reims a son illustre citoyen d'honneur. 8 mai 1955 ».
- Hôtel Lüling : très bel hôtel particulier situé au 14 boulevard Lundy et construit en 1863 pour le négociant en vins de champagne Auguste Lüling, associé de la Maison Heidsieck & Cie.
- Hôtel Pigeon : l'Hôtel Pigeon a été construit en 1913 par l’architecte Émile Dufay-Lamy pour l’administrateur des Docks Rémois (magasins à succursales multiples) Paul Pigeon (1862-1920). Il est situé au 24 boulevard Lundy.
- Hôtel Gabreau : ce très bel hôtel particulier situé au 26 boulevard Lundy a été construit en 1888 par l'architecte Édouard Lamy pour le manufacturier Georges Gabreau et son épouse Marie Juliette Poincenet.
- Hôtel François : l’hôtel particulier François a été construit par l’architecte Émile Dufay-Lamy de 1908 à 1914, à la demande de l’administrateur des Docks Rémois (chaîne de magasins à succursales multiples) Albert François (1860-1930). Il est situé au 66-68 boulevard Lundy.

##### Les hôtels particuliers du quartier des Moissons
Le Boulevard de la Paix, la rue Piper et la rue des Moissons, à Reims, possèdent une intéressante collection d'hôtels particuliers. Parmi les plus remarquables, on peut citer : l'hôtel Collet-Delarsille au no 1 du boulevard de la Paix, la villa Douce située au no 9 boulevard de la Paix, le magnifique hôtel Wenz au 10 rue Piper, l'hôtel Trapp au 16 rue des Moissons et l'hôtel Weiland au 19 rue des Moissons.

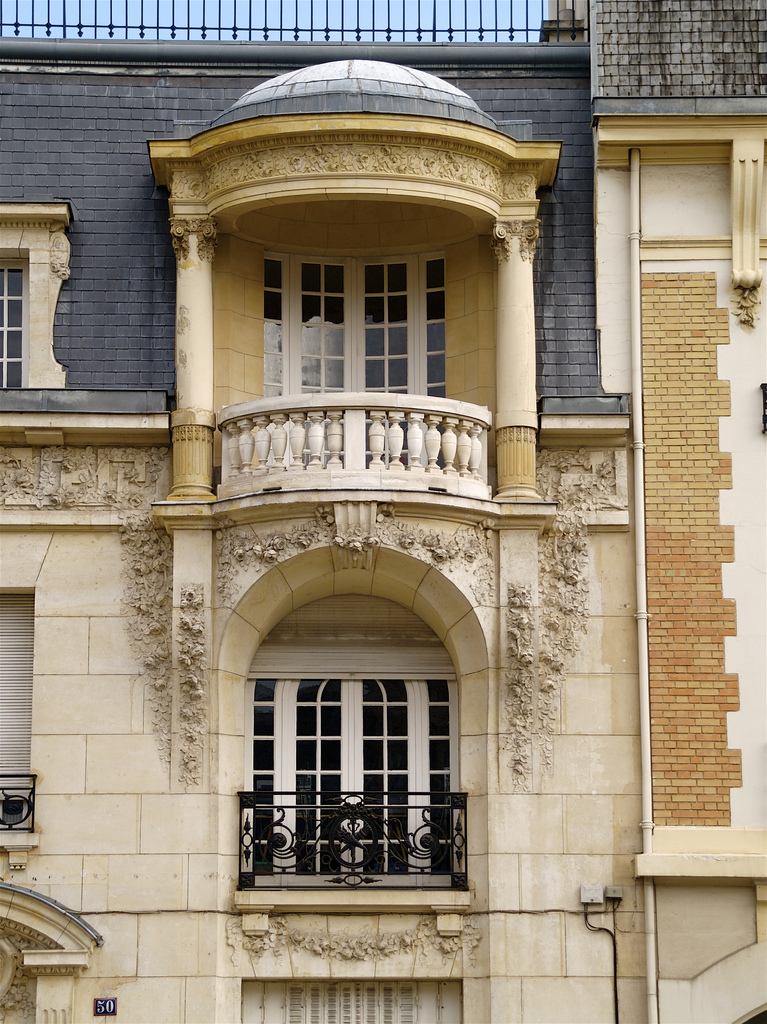
Une façade, rue Buirette.
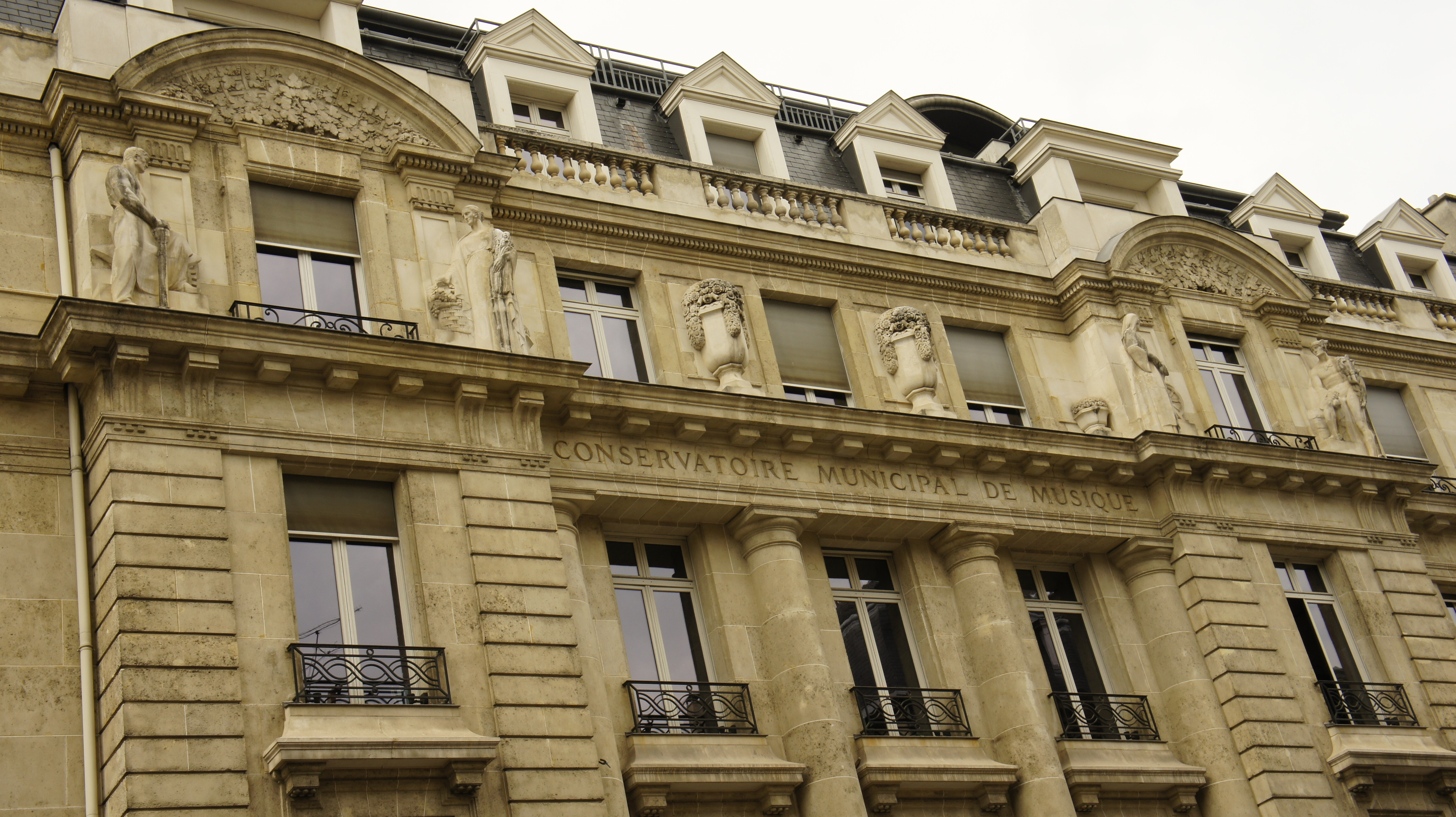
Une façade, rue Carnot.
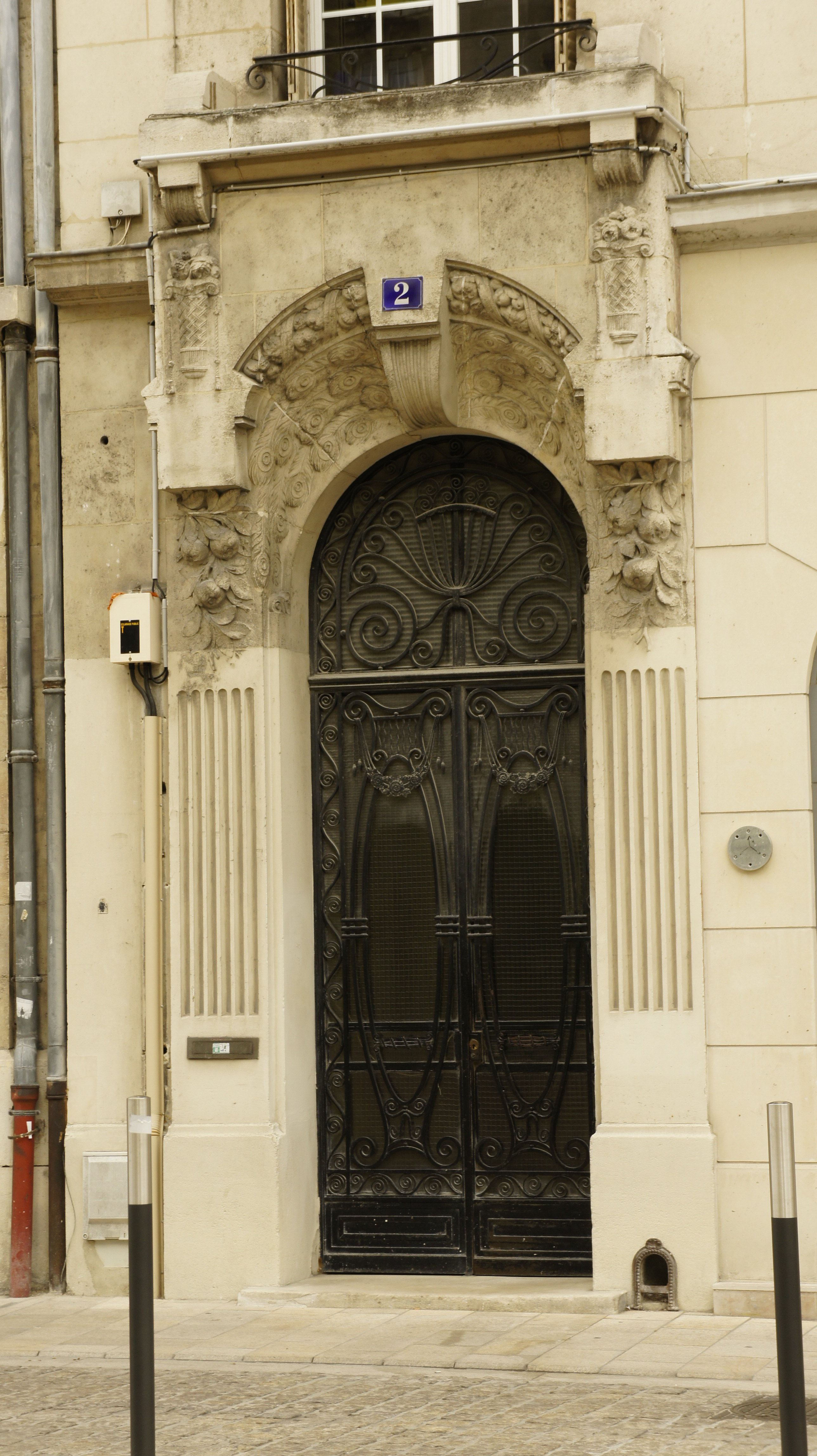
Une façade, cours Jean-Baptiste Langlet.

#### Patrimoine religieux

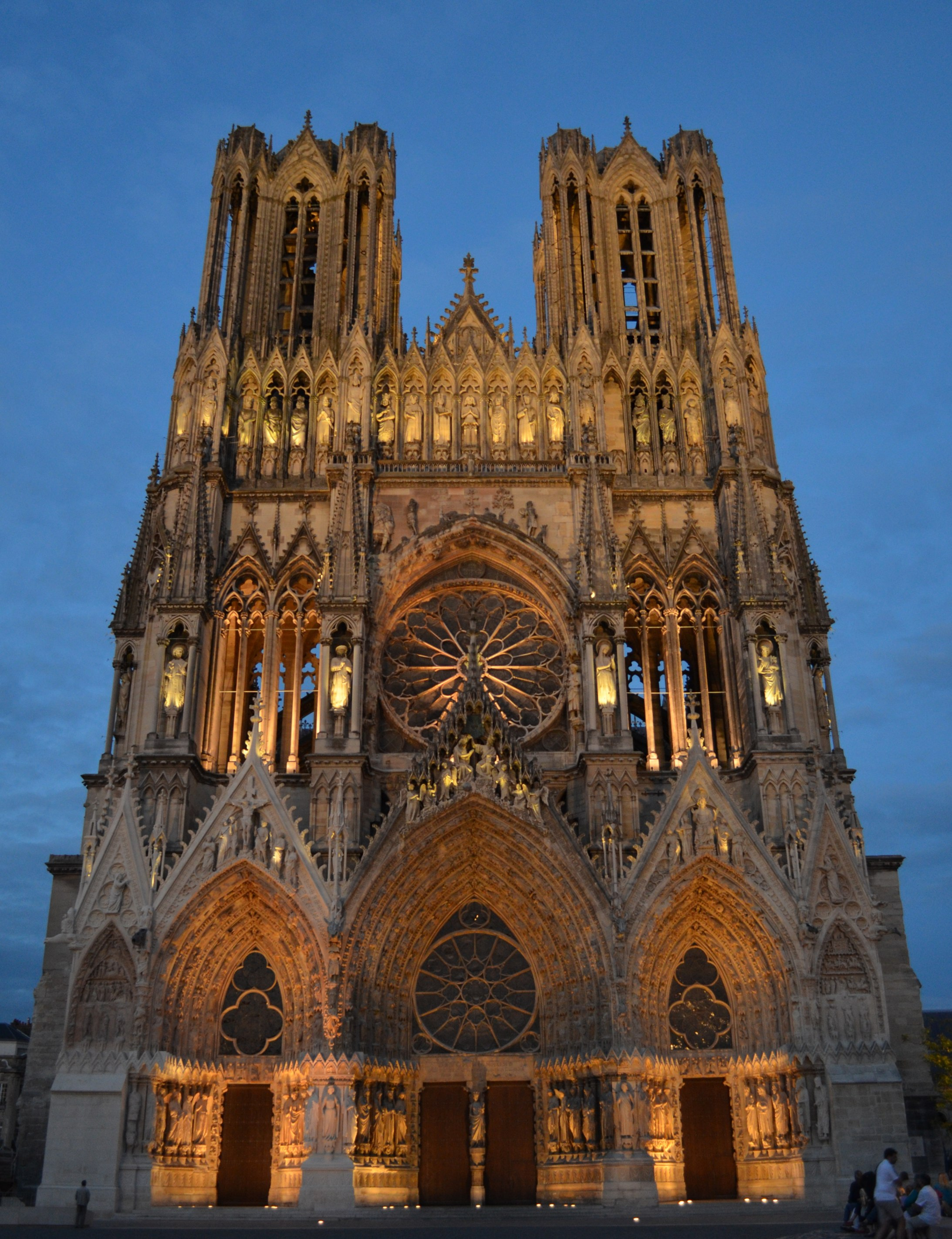
Cathédrale Notre-Dame de Reims.

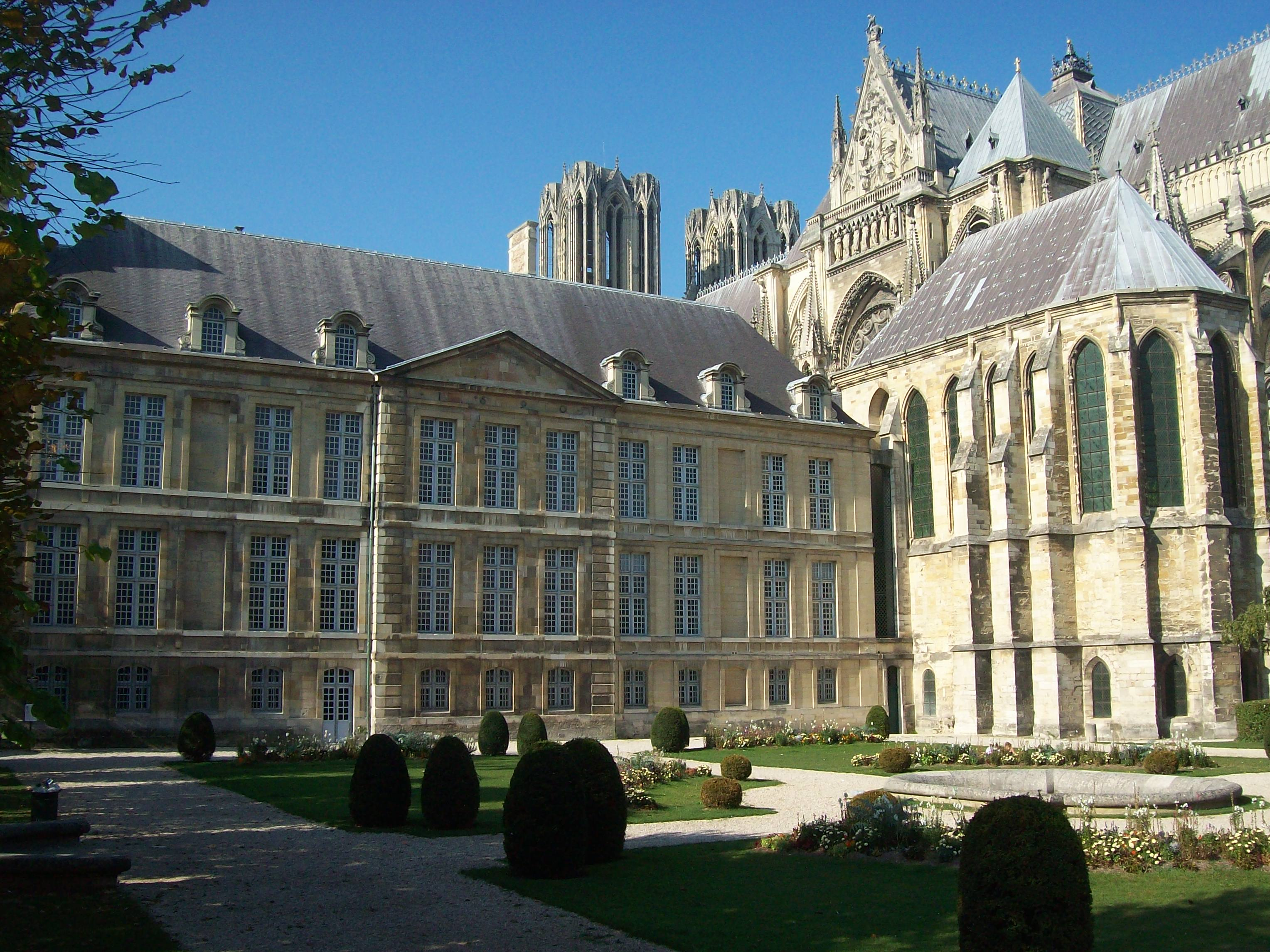
La Salle du Trésor — palais du Tau vu des jardins et la cathédrale.

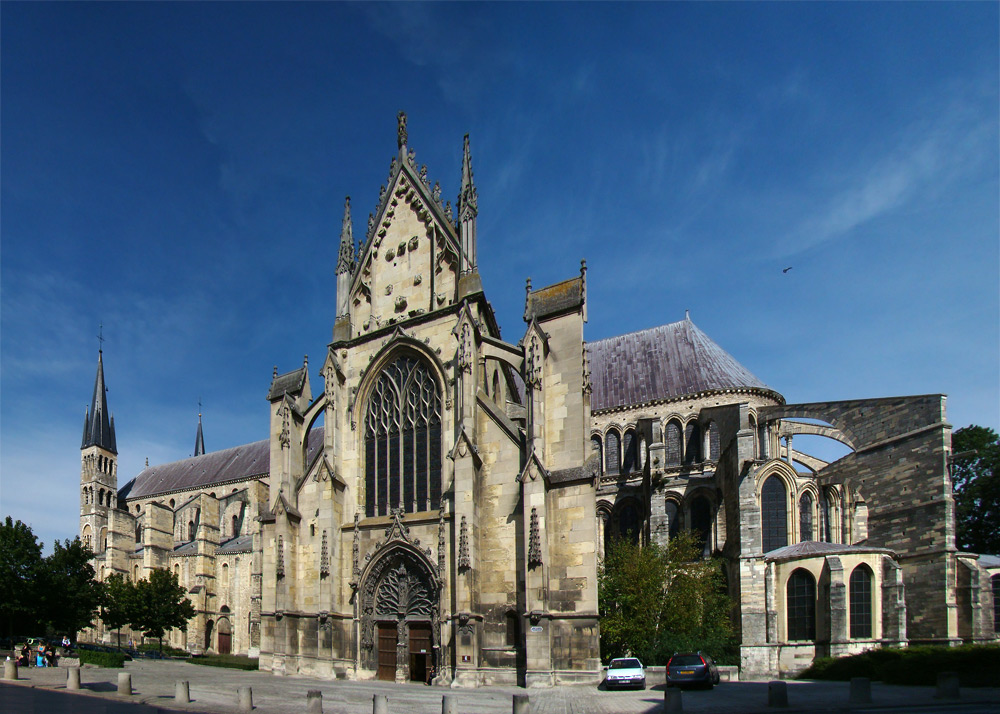
Basilique Saint-Remi.

Reims comporte quatre édifices inscrits sur la liste du patrimoine mondial de l'UNESCO depuis 1991,.
- Cathédrale Notre-Dame, dont les tours ont accueilli 13 548 visiteurs en 1999, a été édifiée au XIIIe siècle et a été le lieu du sacre de la plupart des rois de France ;
- Palais du Tau, ancien palais de l'archevêque de Reims, reconstruit sous Louis XIV, et après l'incendie du 19 septembre 1914 ;
- Basilique Saint-Remi, construite à partir de 1007 et qui a fêté son millénaire[249] en 2007 ;
- Adjacente à la basilique ci-dessus, l'ancienne abbaye royale Saint-Remi où était conservée la Sainte Ampoule du sacre des rois de France[250]. De nos jours, l'ancienne abbaye abrite un intéressant musée sur l'histoire de Reims de la période gallo-romaine à nos jours en passant par le Moyen Âge et le XIXe siècle.

La ville comporte de nombreux autres édifices religieux.

##### Édifices religieux catholiques
Article connexe : Liste des édifices religieux de Reims.
Quatre édifices religieux liés au catholicisme sont emblématiques de la ville de Reims : La Cathédrale Notre-Dame (1211) située place du Parvis, la Basilique Saint-Remi située place du Chanoine-Ladame, la Basilique Sainte-Clotilde située place Sainte-Clotilde. et la Chapelle Notre-Dame-de-la-Paix (dite Chapelle Foujita) située rue du Champ-de-Mars.
De nombreux autres édifices religieux sont réparties dans les différents quartiers de Reims et en particulier dans le centre de la ville : Église Saint-André (1865), qui possède un vitrail du xvie siècle, rue du Cardinal-Gousset; l'Ancienne chapelle archiépiscopale Palais du Tau, place du Cardinal-Luçon, la Chapelle de l'ancien collège des Jésuites, place Saint-Maurice, la Chapelle des Sœurs-de-l'Enfant-Jésus située rue des Orphelins, la Chapelle Saint-Jean-Baptiste-de-La Salle située rue Contrai, la Chapelle Saint-Joseph située rue de Venise, la Chapelle Saint-Louis situé rue de l'Université, l'Ancienne chapelle Saint-Marcoul située rue Brulée, l'Ancienne chapelle Saint-Sixte située rue du Lieutenant-Herduin, la Chapelle Sainte-Croix située au cimetière du Nord rue du Champ-de-Mars, la Chapelle de la communauté Saint-Ignace, rue Équerre, la Chapelle du lycée Jean-XXIII, rue Andrieux, la Chapelle de la fondation Boisseau, rue Courlancy, l'Ancienne chapelle du Verbe-Incarné-et-de Notre-Dame-du-Mont-Carmel, rue du Barbâtre, l'Ancienne chapelle de l'Abbé-de-Saint-Remi, rue du Grand-Cerf, l'Ancienne chapelle du couvent des Sœurs auxiliatrices, rue Buirette, l'Ancienne église Saint-Michel, reste portail, 19 place du Chapitre.
Ces édifices religieux sot complétés par des ruines d'églises partiellement détruites : les ruines de l'église des Jacobins, rue des Jacobins, les Ruines de la chapelle des Cordeliers, rue des Trois-Raisinets et les ruines de l'Ancienne église Saint-Julien, rue Saint-Julien.
Dans le secteur ouest : l'Église Sainte-Geneviève, rue Cazin, l'Église Saint-Jean-Marie-Vianney « quartier Wilson », intéressant édifice des années 1960 malgré les vicissitudes, place Mozart, la chapelle du foyer de jeunes travailleuses l'Escale, rue Louvois, la Chapelle du lycée du Sacré-Cœur, rue de Courlancy, la Chapelle du cimetière de l'ouest, rue de Bezannes.
Dans le secteur Reims est : l'Église Saint-Nicaise (1923), avenue de la Marne, l'Église Saint-Vincent-de-Paul (quartier Europe) labellisé Architecture contemporaine remarquable , exemple réussi d'architecture contemporaine en béton armé, rue de Brazzaville, l'Église Saint-Jean-Baptiste-de-la-Salle (1898), avenue Jean-Jaurès, l'Église Sainte-Thérèse, place Sainte-Thérèse, l'Église Sainte-Jeanne d'Arc (1922), rue de Verdun.
Chapelle Saint-Laurent, rue des Essillards, la Chapelle Maison Saint-Martin, rue Bétheny.
Dans le secteur Reims nord : l'Église Saint-Thomas (1847-1853). Le cardinal Thomas Gousset repose entre ses murs, place Saint-Thomas, l'Église Saint-Benoît (quartier Laon-Zola), vers 1910, rue de Pontgivart, l'Église votive du Sacré-Cœur (quartier Clairmarais), autre exemple d'architecture en béton armé, rue Ernest-Renan, l'Église Saint-Joseph, boulevard Albert-Ier, l'Église Saint-Paul d'Orgeval, rue du Docteur-Albert-Schweitzer, l'Église Saint Jean-Baptiste de la Neuvillette, rue Jules-Corpelet.
Église Notre-Dame-de-France, rue Edmé-Moreau].
Dans le secteur Reims sud : l'Église Saint-Pierre, avenue Georges-Hodin, l'Église Saint-François-d'Assise, place René-Clair.
Église Saint-Bruno (quartier Croix-Rouge), avenue de Général-Bonaparte, l'Église Saint-Louis, rue du Chanoine-René-Camus.
L'Ancienne église Saint-Michel, détruite, dont la porte subsistante est Monument historique depuis 1920.
- Édifices religieux protestants
- Édifices religieux

### Patrimoine culturel

#### Musées
Plusieurs musées sont recensés à Reims. Le plus ancien est peut-être le Musée des beaux-arts de la rue Chanzy qui a été fondé en 1794 à partir de saisies révolutionnaires. Déplacé dans les bâtiments de l'ancienne abbaye Saint-Denis en 1908, il conserve des œuvres diverses illustrant les principaux mouvements artistiques depuis le XVe siècle jusqu'au XXe siècle et est actuellement fermé (travaux de réhabilitation et extension en cours).
Le musée-hôtel Le Vergeur est le musée du Vieux-Reims. Situé place du Forum, des œuvres datant de l'Antiquité au XXe siècle y sont exposées, dont cinquante gravures d'Albert Dürer, du mobilier et des œuvres asiatiques du XIXe siècle collectées par Hugues Krafft, ancien propriétaire de l'hôtel.

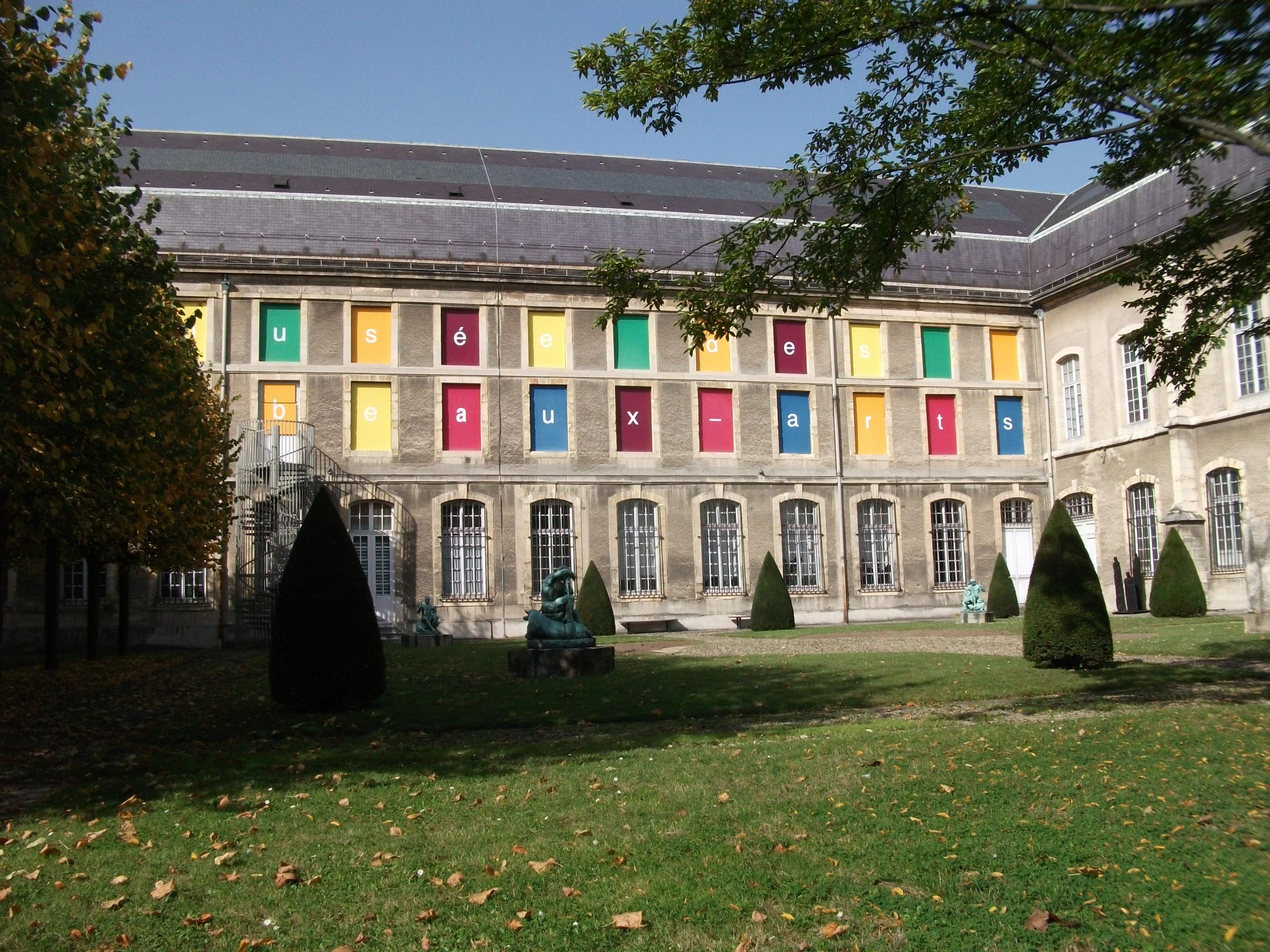
Jardin du musée des beaux-arts.
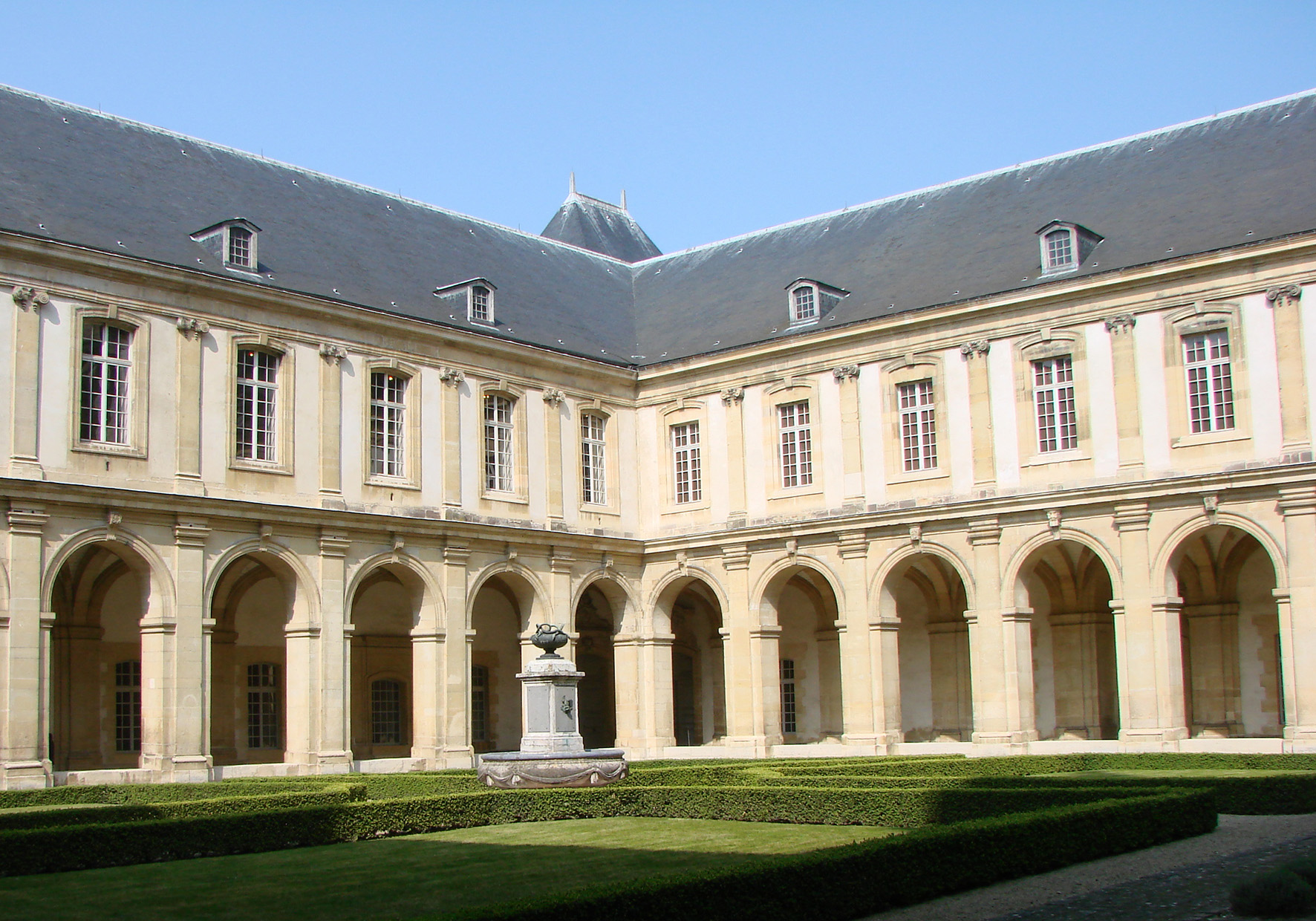
Cloître du musée Saint-Remi.
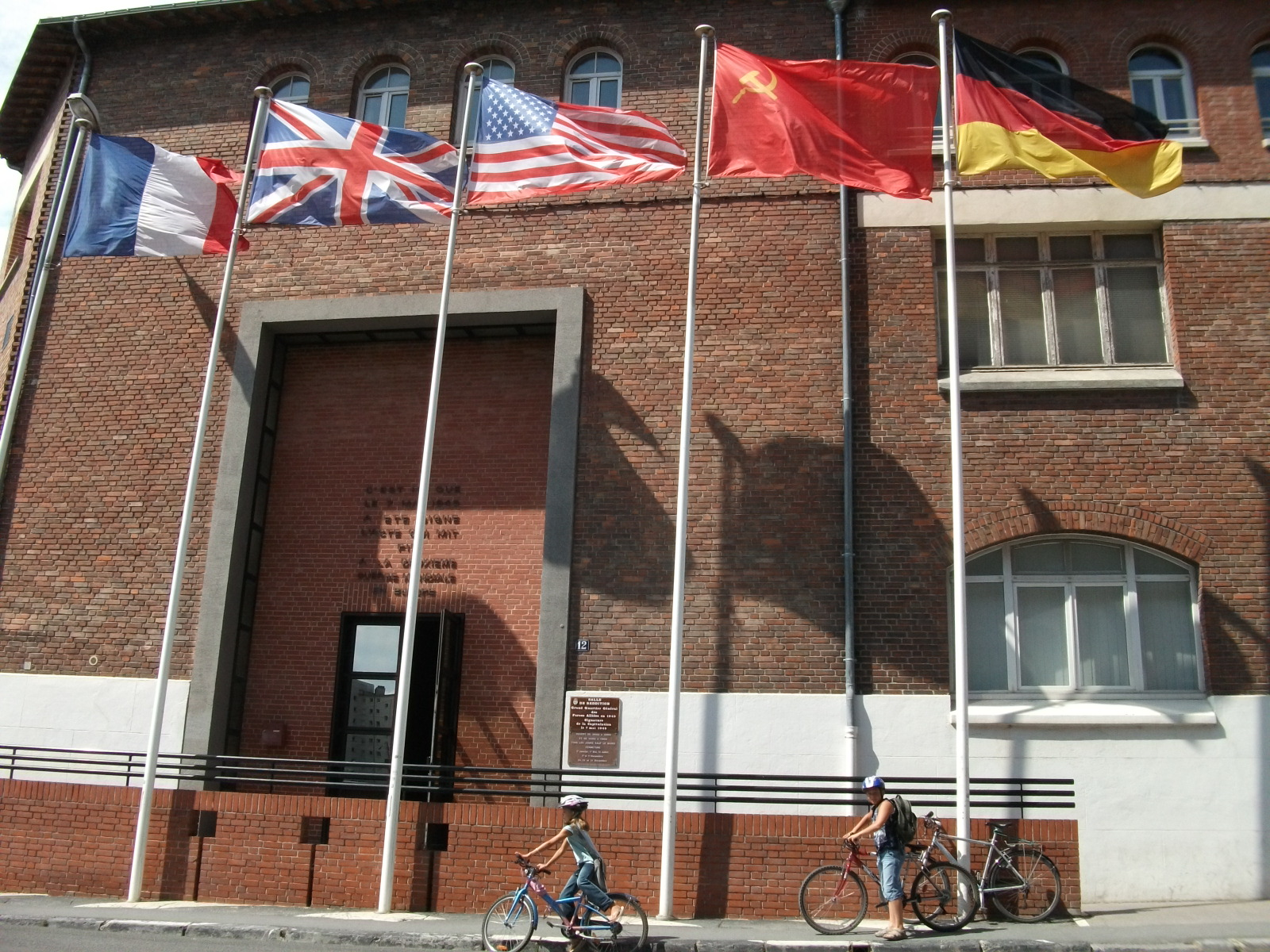
Entrée du musée de la Reddition.

Le musée Saint-Remi, installé Rue Simon (Reims) au sein de l'ancienne abbaye bénédictine, est consacré à l'histoire et à l'archéologie de Reims. Tout comme l'abbaye Saint-Remi, il est classé au patrimoine mondial.
Également classé au patrimoine mondial, le palais du Tau, jouxtant la cathédrale, retrace l'histoire du monument et de son quartier. On y trouve la plus importante collection lapidaire nationale, le trésor royal de la cathédrale ainsi que de nombreux objets utilisés à l'occasion du sacre du roi Charles X.
L'autre musée historique est celui de la Reddition où fut signée le lundi 7 mai 1945 à 2 h 41 la capitulation de l'Allemagne nazie.
Toujours dans le domaine de l'art, la ville accueille dans l'aile droite de l'ancien collège des Jésuites le FRAC Champagne-Ardenne. Il possède une collection de plus de 600 œuvres d'art contemporain dans la peinture, la photographie, la sculpture, le dessin, la vidéo ou encore le son.
Le musée automobile Reims Champagne, crée en 1985 par Philippe Charbonneaux, est le cinquième musée automobile de France par l'importance de sa collection automobile qui couvre de 1903 à nos jours. Le musée compte 5 collections : automobiles, motos et deux-roues, voitures à pédales, miniatures jouets, et plaques émaillées. Depuis 1998, le musée automobile est géré par une association,.
Dans le domaine de l'astronomie, Reims accueille un planétarium qui reçoit chaque année plus de 27 000 visiteurs.
À proximité de Reims, se trouve le musée du fort de la Pompelle ; ce haut-lieu de la Première Guerre mondiale se situe à 5 km de la ville. Le musée de la base aérienne 112 et de l'aéronautique locale à Bétheny présente un siècle d'aviation à Reims et dans ses environs.

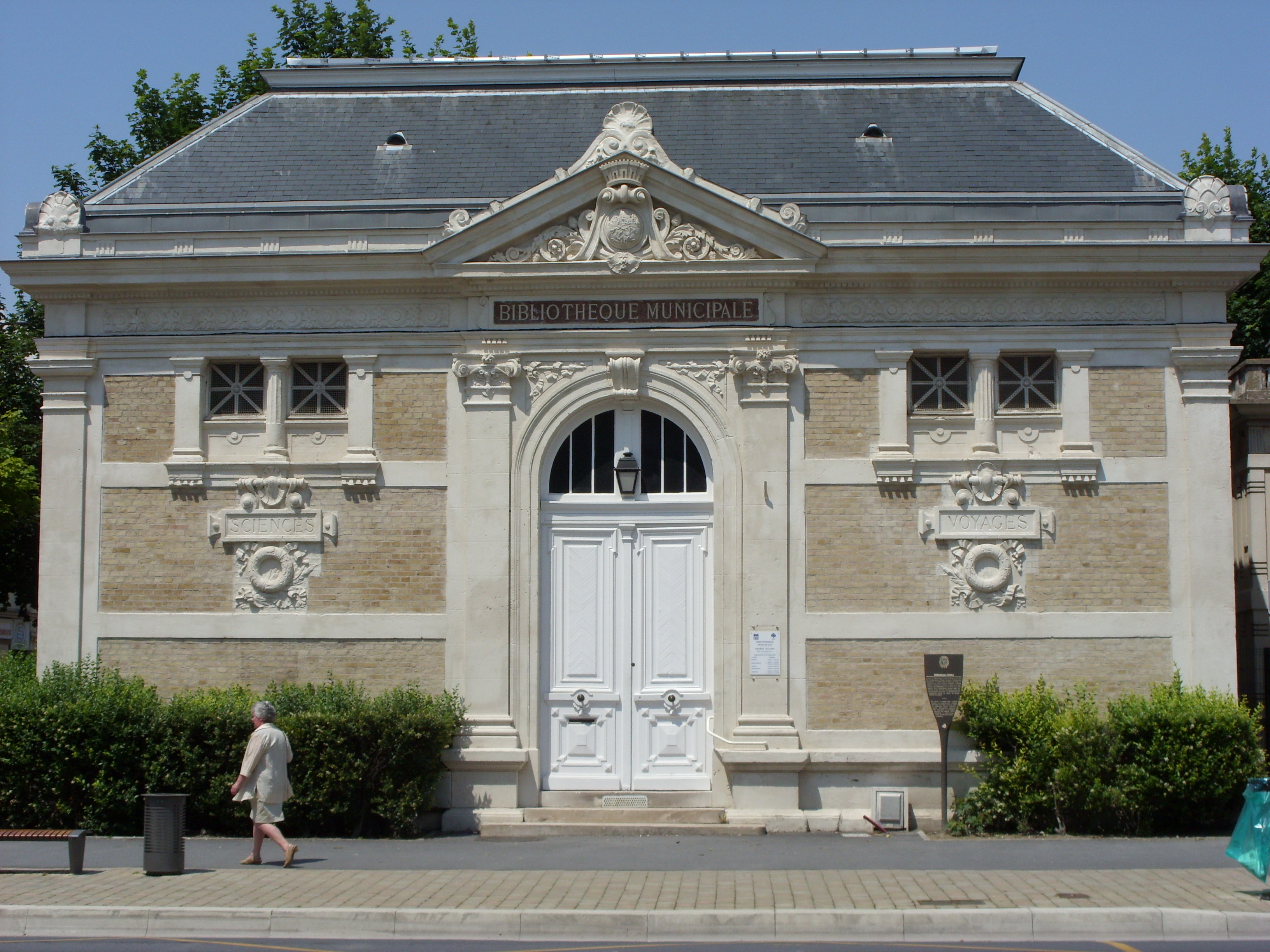
La bibliothèque annexe Holden (quartier Jean-Jaurès).
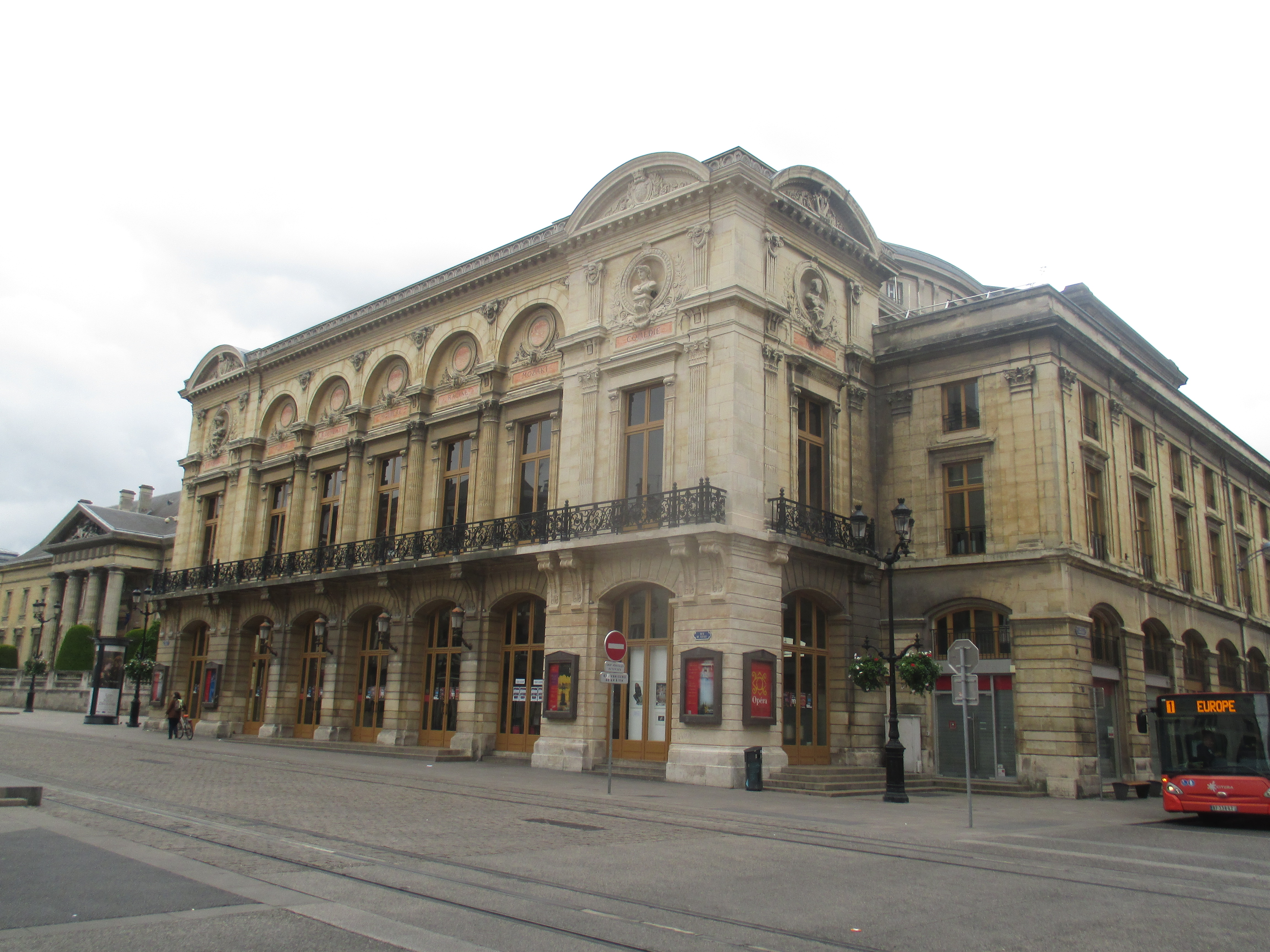
L'Opéra.
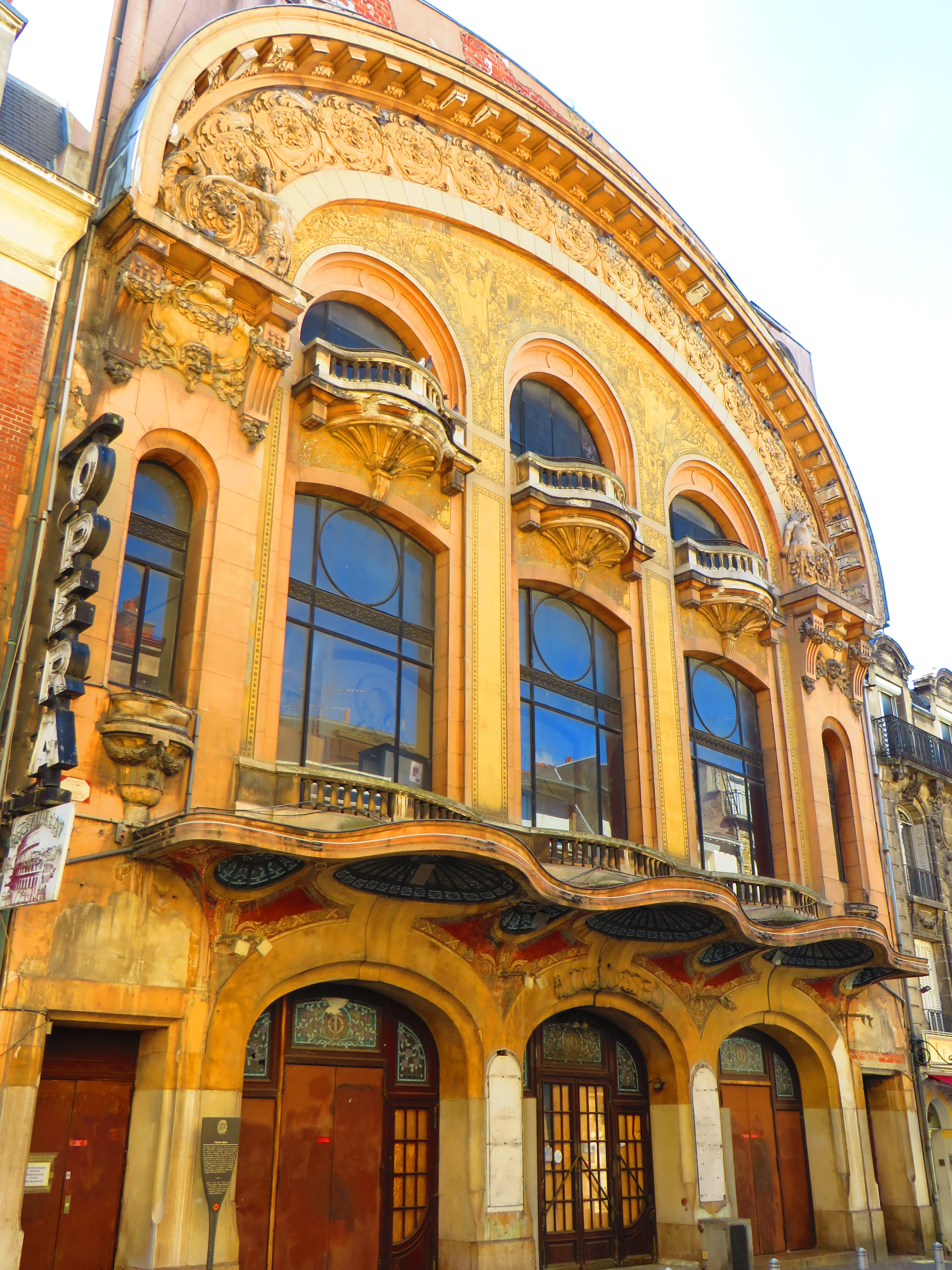
Ancien cinéma rue de Thillois.

#### Équipements et salles de spectacles
La municipalité de Reims met à disposition huit salles dans différents quartiers pour toutes sortes de d'activités, qu'elles soient festives, ludiques, ou qu'elles soient pour des congrès, etc. Une maison des associations (à l'angle de la rue du Barbâtre et de la rue Eugène-Wiet permet d'accéder à neuf salles de réunion, deux salles d'activités physiques, plusieurs bureaux de permanence et des boîtes aux lettres.
Le réseau des bibliothèques est particulièrement étoffé (7 sites) ; il s'articule autour d'une centrale proche de la cathédrale, la médiathèque Jean-Falala qui a ouvert ses portes le 14 mai 2003. Cet établissement offre 6 500 m2 ouverts au public.
La ville compte trois médiathèques (Médiathèque Croix-Rouge, Médiathèque Jean Falala, Médiathèque Laon-Zola), quatre bibliothèques dont la bibliothèque Carnegie et un planétarium.
Reims possède un opéra, édifié par l'architecte rémois Alphonse Gosset, depuis 1873. Après avoir été détruit lors de la Première Guerre mondiale, il est reconstruit en 1931. Il s'agit d'un théâtre à l'italienne de style Art déco. Il fait partie des quatre scènes rémoises avec La Cartonnerie, la Comédie (labellisée Architecture contemporaine remarquable) et le Manège. Le centre culturel Saint-Exupéry est un autre lieu de découverte, de production et de diffusion artistique dans les domaines de la musique, de la danse ou encore des arts plastiques.
La Ville de Reims est également à l’origine du projet de création d’une friche artistique, lieu destiné au travail des artistes de toutes disciplines. Les Ateliers Simon-Marq , labellisé Architecture contemporaine remarquable, sont des ateliers de maîtres et peintres verriers français. Initialement dénommé Atelier Simon du nom de son créateur, fondés il y a plus de 350 ans, ce sont les plus anciens ateliers de vitrail toujours en activité de cette ville, célèbre pour les Vitraux de la Cathédrale Notre-Dame de Reims. La Fileuse, installée depuis fin 2011 dans les anciens locaux de l’entreprise Timwear dans le quartier Orgeval, a pour vocation de s’inscrire en complémentarité avec l’offre culturelle existante. C’est un espace de création, de production et d’échanges irriguant le territoire. Il est complété par Le Cellier, lieu de création et de production au centre-ville derrière une façade Art-déco.

Cirque et Manège de Reims
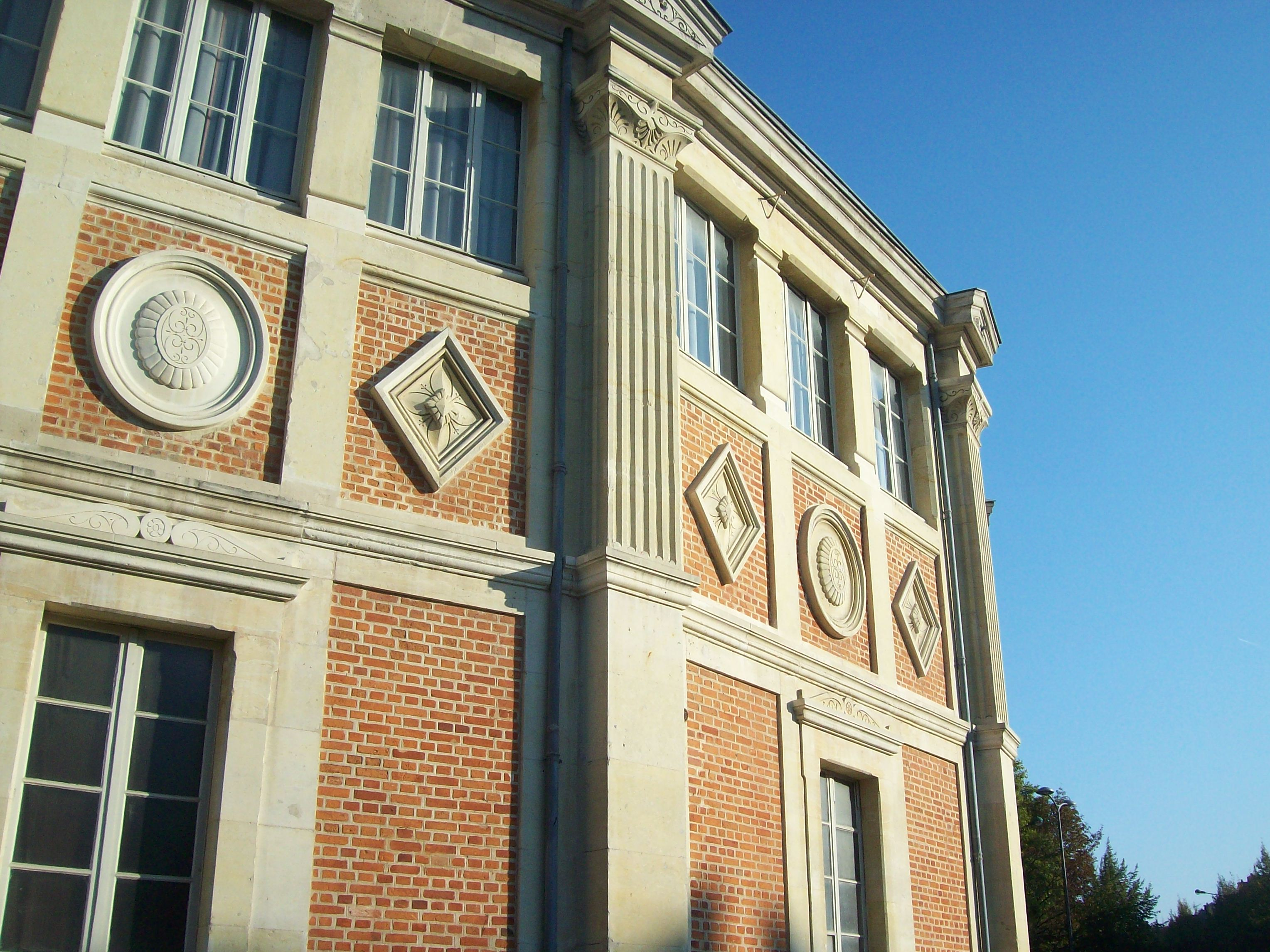
Façade du Cirque.
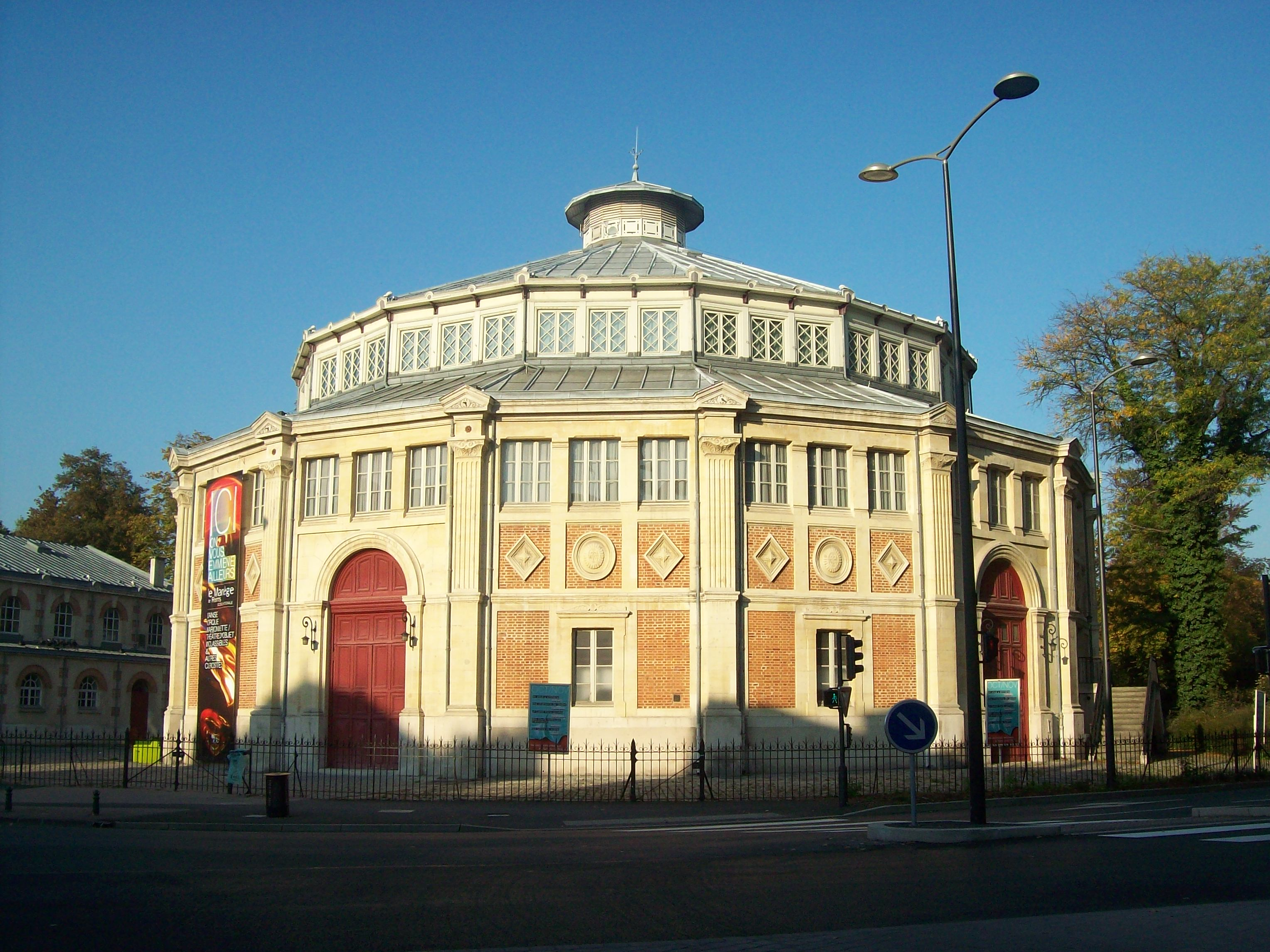
Le Cirque.
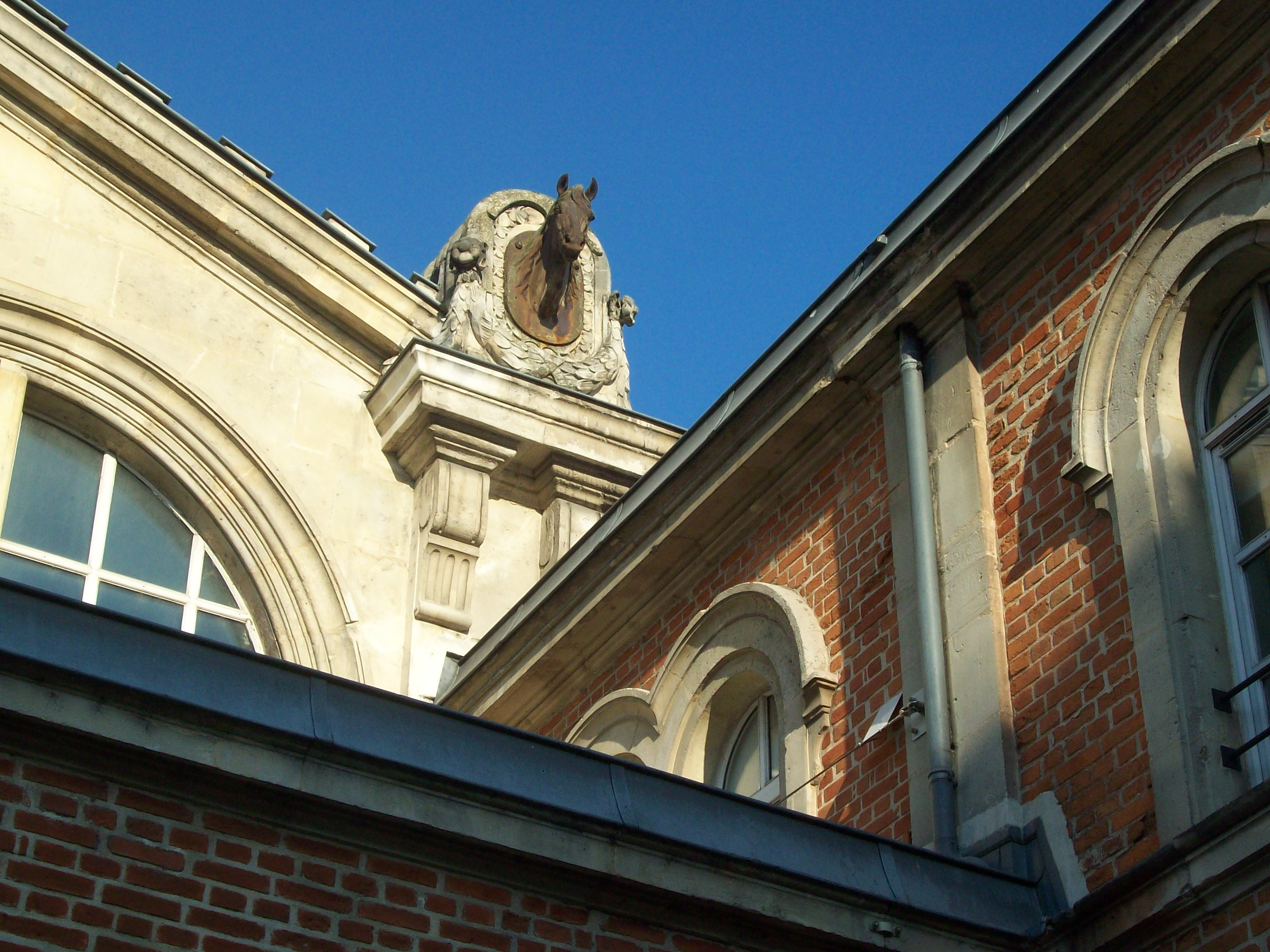
Détail du Manège.

Une programmation associative existe aussi au sein des Maisons de quartier, notamment à l'espace Le Flambeau (Jean-Jaurès) et l'espace Ludoval (val de Murigny). Le collectif d'artistes et de groupes de musiques actuelles Oxalart, créé en 1999, organise régulièrement des concerts avec ces structures ainsi que dans les bars.
De plus, Reims possède son parc des expositions qui se situe dans la zone industrielle Farman. C'est un complexe de deux salles qui accueille chaque année un grand nombre d'expositions de tout genre, ainsi que des forums.
Le centre des congrès de Reims est situé au centre-ville. C'est un complexe utilisé par un grand nombre d'entreprises locales, régionales, nationales et internationales pour y organiser colloques, forums, meetings ou salons. L'architecture du centre des congrès est particulière. En effet, le centre surplombe le boulevard Maurice-Noirot qui longe le canal. Les voitures passent donc sous le centre en longeant le canal.
Le parc des expositions, le centre des congrès et la salle Reims Arena sont gérés par Reims Events.

#### Reims et la musique
La ville natale de Guillaume de Machaut (1300-1377) dispose d'un conservatoire à rayonnement régional (labellisé Architecture contemporaine remarquable), qui succède à l'école de musique de Reims. Depuis 1912, il dispense un enseignement artistique dans 35 disciplines concernant la musique, la danse et le théâtre. Au-delà d'être une simple école, une centaine de concerts sont donnés chaque année dans ses auditoriums.
Reims est actuellement une scène musicale en effervescence, avec un vivier de talents musicaux de tous horizons, et de dimension nationale voire internationale avec des artistes comme Yuksek, Brodinski, The Bewitched Hands ou encore The Shoes. Le quotidien Le Monde n'hésite d'ailleurs pas à qualifier la ville de « capitale française de la pop » dans un article de novembre 2010.
Fondé en 1993 à Reims, Césaré devient en 2006 un centre national de création musicale reconnu par les pouvoirs publics, ce qui en fait un acteur majeur de la création musicale contemporaine. Depuis 2009, il est implanté à Bétheny, dans l'agglomération rémoise. La salle La Cartonnerie, construite sur le terrain d'une ancienne usine de cartons, apporte également son soutien à la création et à la scène régionale depuis sa création en 2005. Elle se compose notamment de deux salles de concerts, d'un studio d'enregistrement et d'un centre de formation professionnelle. Elle accueille chaque année 80 concerts de musiques actuelles (rock, hip-hop, électro, musique du monde, chanson française etc.). Le festival Elektricity est produit par La Cartonnerie et Césaré. Il se tient chaque année au mois d'octobre et participe au rayonnement musical de la Cité des Sacres. À partir de 2017, ce festival est remplacé par la Magnifique Society, qui se tient annuellement en juin au parc de Champagne et propose une programmation plus variée.

#### Reims dans la littérature
« Il n'est de cité que je préfère à Reims : c'est l'ornement et l'honneur de la France. »
— Jean de La Fontaine.
« Entends crier Louvain vois Reims tordre ses bras »
— Guillaume Apollinaire, À l'Italie, Calligrammes
« C'est près de Reims qu'on les a pris comme des mouches dans la craie »
— Aragon, Classe 17, Le Roman Inachevé
« Vous m'ordonnez de célébrer des saints : Ma voix est faible, et même un peu profane. Il faut pourtant vous chanter cette Jeanne Qui fit, dit-on, des prodiges divins. Elle affermit, de ses pucelles mains, Des fleurs de lys la tige gallicane, Sauva son roi de la rage anglicane, Et le fit oindre au maître-autel de Reims. »
— Voltaire, La pucelle d'Orléans. Chant I.
« De Reims à la Moselle commence la vraie vigne et le vin ; tout esprit en Champagne, bon et chaud en Bourgogne, il se charge, s'alourdit en Languedoc pour se réveiller à Bordeaux. »
— Jules Michelet, Histoire de France, tome III (1837)
« Mabillon, comme le religieux le plus savant de son royaume…ajoutez et le plus humble, dit l'archevêque de Reims, le Tellier, qui croyait faire une épigramme bien adroite contre la modestie du prélat. »
— Jean le Rond d'Alembert, Éloges, Bossuet
Retour à Reims, publié aux éditions Fayard en 2009, est un livre de sociologie et de théorie critique de Didier Eribon.

#### Reims à l'écran
Quelques films (ou scènes) ont été tournés dans la ville et ses environs, d'autres relatent des histoires liées intimement à la ville :
- Les Croix de bois (1932) de Raymond Bernard ;
- Jeanne d'Arc (1948) de Victor Fleming ;
- Sainte Jeanne (1957) d'Otto Preminger ;
- La Peau douce (1964) de François Truffaut avec Françoise Dorléac, Jean Desailly et Daniel Ceccaldi : une longue partie de l'histoire du film se déroule à Reims mais les scènes n'y ont pas été tournées (le Grand Hôtel, l'hôtel Michelet, la Place Michelet et le cinéma Le Capitole sont de pures inventions et n'existent pas à Reims) ;
- Un homme et une femme (1966) de Claude Lelouch, avec Anouk Aimée et Jean-Louis Trintignant, grand prix du 20e anniversaire du festival de Cannes. Vers le milieu du film, sont montrées quelques images du départ local du rallye Monte-Carlo, fin 1965, probablement sur le boulevard de la Paix ;
- Le Scandale (1967) de Claude Chabrol, avec Maurice Ronet et Anthony Perkins : les caves où le film a été tourné sont celles de la maison Pommery & Greno (désormais Vranken-Pommery Monopole) à Reims ;
- Solo (1969) de Jean-Pierre Mocky, avec lui-même dans le rôle principal, tourné en partie à Reims ;
- Sept morts sur ordonnance (1975) de Jacques Rouffio, avec Michel Piccoli et Gérard Depardieu, inspiré d'un fait divers ayant eu lieu à Reims ;
- Le témoin (1978) de Jean-Pierre Mocky avec Philippe Noiret, a été tourné en grande partie à Reims, notamment à la cathédrale, au palais du Tau, à la bibliothèque Carnegie, dans la cité-jardin du Chemin Vert, ou encore à l'entrée du commissariat de Police ;
- dans Allons z'enfants (1981) de Yves Boisset, avec Lucas Belvaux et Jean Carmet, les parents ainsi que la fiancée de Simon Chalumot, habitent à Reims (cependant le film ne semble pas y avoir été tourné) ;
- Tatie Danielle (1990) de Étienne Chatiliez a été tourné en partie à Reims ;
- La Reine Margot (1994) de Patrice Chéreau : la Bibliothèque de l'Ancien Collège des Jésuites a servi au tournage du film ;
- Ni reprise, ni échangée (2010) de Nicolas Bedos, avec Muriel Robin, a été tourné en grande partie dans la ville de Reims et ses alentours ;
- Les Bien-aimés (2011) de Christophe Honoré, avec Chiara Mastroianni, Catherine Deneuve, Louis Garrel a été tourné en partie à la gare de Reims et dans le cimetière du Nord ;
- Le Sang de la vigne (série télévisée, saison 3 - épisode 2 : Les Veuves Soyeuses) (2013) avec Pierre Arditi, Évelyne Bouix, dont quelques scènes ont été tournées rue Rockefeller en face de la cathédrale, à la place Royale et à la chambre de commerce et d'industrie de Reims et d'Épernay.
- « Le Code » (série télévisée diffusée sur France 2) quelques scènes ont été tournées en 2020, à l'hôtel de police, au centre des congrès, devant le tribunal[277].
- « L'amour selon Dalva » (long métrage réalisé par Emmanuelle Nicot) : quelques scènes ont été tournées en juillet 2021, dans le Palais de Justice de Reims.
- Dans la série Tapie, diffusée sur Netflix en 2023 avec Laurent Lafitte, certaines scènes ont été tournées au Stade Auguste Delaune.

### Manifestations culturelles et festivités
La municipalité de Reims encourage les activités associatives et organise, tous les deux ans, le Forum des associations, puis édite un annuaire des associations, qui en dénombrait 801 dans l'édition 2005-2006. En alternance avec le forum, se tiennent les Assises des Associations, depuis 1996, afin d'instaurer un dialogue permanent. L'Office des sports organise, tous les deux ans depuis 1984, la Fête du Sport, dans le but de faire découvrir toutes les disciplines sportives et les clubs rémois.
Reims participe aux festivités culturelles nationales comme La nuit des musées, les journées européennes du patrimoine, la fête de la musique ou Un été au cinéma.
- En janvier, un des départs des parcours de concentration du Rallye Monte-Carlo Historique a lieu à Reims.
- En mars, se tenaient, jusqu'en 2008, les Rencontres internationales de télévision (RITV)[280], un festival de créations télévisuelles où se rencontraient les professionnels et le public.
- En avril, c'est le festival international de cinéma policier Reims Polar[281].
- En mai, c'est le festival Brut de scène[282], destiné aux amateurs de théâtre.
- En septembre, c'est Jonglissimo (depuis 1994), une convention de jonglage.
- En juin ce sont les Fêtes de Jeanne d'Arc qui drainent un nombreux public, ainsi que le festival international « Les Sacres du Folklore »[283], qui accueille chaque année une dizaine de troupes de danseurs et musiciens traditionnels des quatre coins du monde (depuis 1981).
- Début juin, ce sont les fêtes johanniques[284].
- Fin juin, se tient le Festival des sacres du folklore organisé par Les Jolivettes de Reims.
- Durant l'été, se tiennent depuis 1991, les Flâneries musicales de Reims[285], au cours desquelles sont donnés plus de 100 concerts, dont de nombreux à l'entrée gratuite, dans divers lieux de la ville.
- En novembre, Reims Sunnyside Festival (3e édition en 2017), un festival consacré au jazz. Et Un automne au ciné, trois jours où les places des cinémas du centre-ville sont à un tarif préférentiel.
- En novembre, se tient depuis 2001 le festival Les BisQueers Roses organisé par EX Aequo Reims[286].
- En décembre, le Marché de Noël de Reims et chaque année depuis 2009, le Festival Reims Scènes d'Europe invite les artistes de la scène contemporaine européenne à investir différentes structures culturelles rémoises.

Depuis 1989, Méli'môme est un festival destiné au jeune public, qui propose entre 25 et 30 spectacles.
Depuis 2017, le festival de musiques électroniques La Magnifique Society succède à Elektricity et a désormais lieu chaque année, au printemps, dans le Parc de Champagne.

### Inventaire des orgues sur la commune
La ville de Reims dispose de 29 orgues :
- Hôtel de ville[290],[291],[292].
- Basilique Saint-Rémi[293].
- Cathédrale Notre-Dame[294],[295],[296].
- Église du Sacré-Cœur[297].

Pensionnat du Sacré-Cœur.
- Église Saint-André[299].
- Église Saint-Benoît[300].
- Église Saint-Jacques[301].
- Église Saint-Jean-Baptiste-de-la-Salle[302].
- Église Saint-Joseph[303].
- Église Saint-Maurice[304].
- Église Saint-Nicaise[305].
- Église Saint-Thomas[306].
- Église Sainte-Geneviève[307],[308].
- Temple protestant[309].
- Synagogue[310],[311].
- Ensemble Unicorn[312].
- Conservatoire à rayonnement régional[313].
- Conservatoire national de région[314].
- Chapelle du Grand Séminaire[315].
- École privée Notre-Dame[316].
- Lycée Saint-Joseph[317].

### Patrimoine environnemental

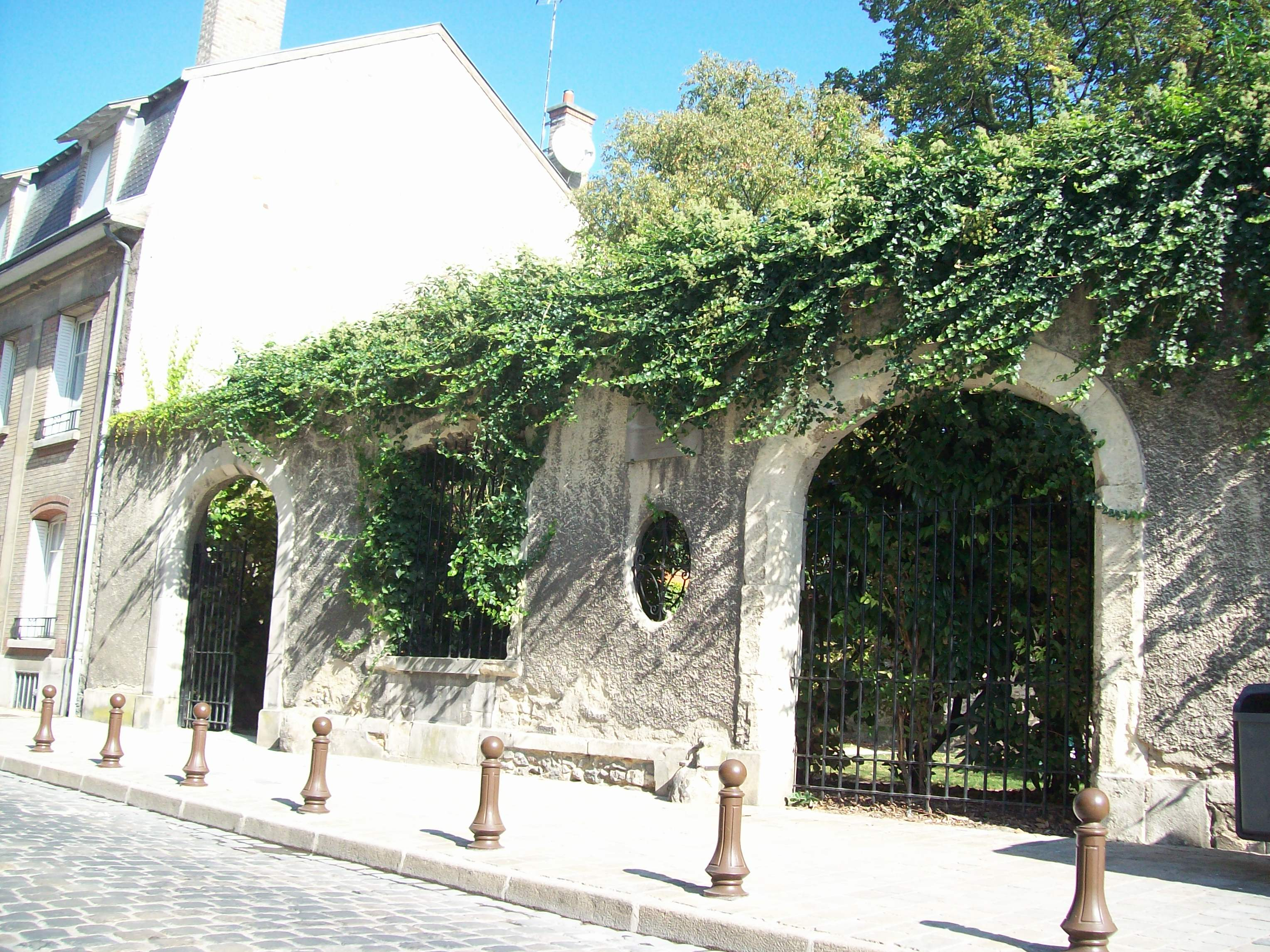
Entrée du square Charles-Sarazin.

Reims dispose de 82 parcs et de 14 aires de jeux qui totalisent près de 220 ha. La ville compte aussi trois jardins remarquables classés dans la base Mérimée : le jardin d'horticulture Pierre-Schneiter (boulevard Louis-Roederer), le jardin des buttes Saint-Nicaise (boulevard Diancourt), le parc de Champagne (anciennement parc Pommery) (avenue du Général-Giraud) et le parc de la Patte-d'Oie. Cinq parcours pédestres dont un consacré aux arbres de la ville permettent d'en profiter.
Les principaux espaces verts sont :

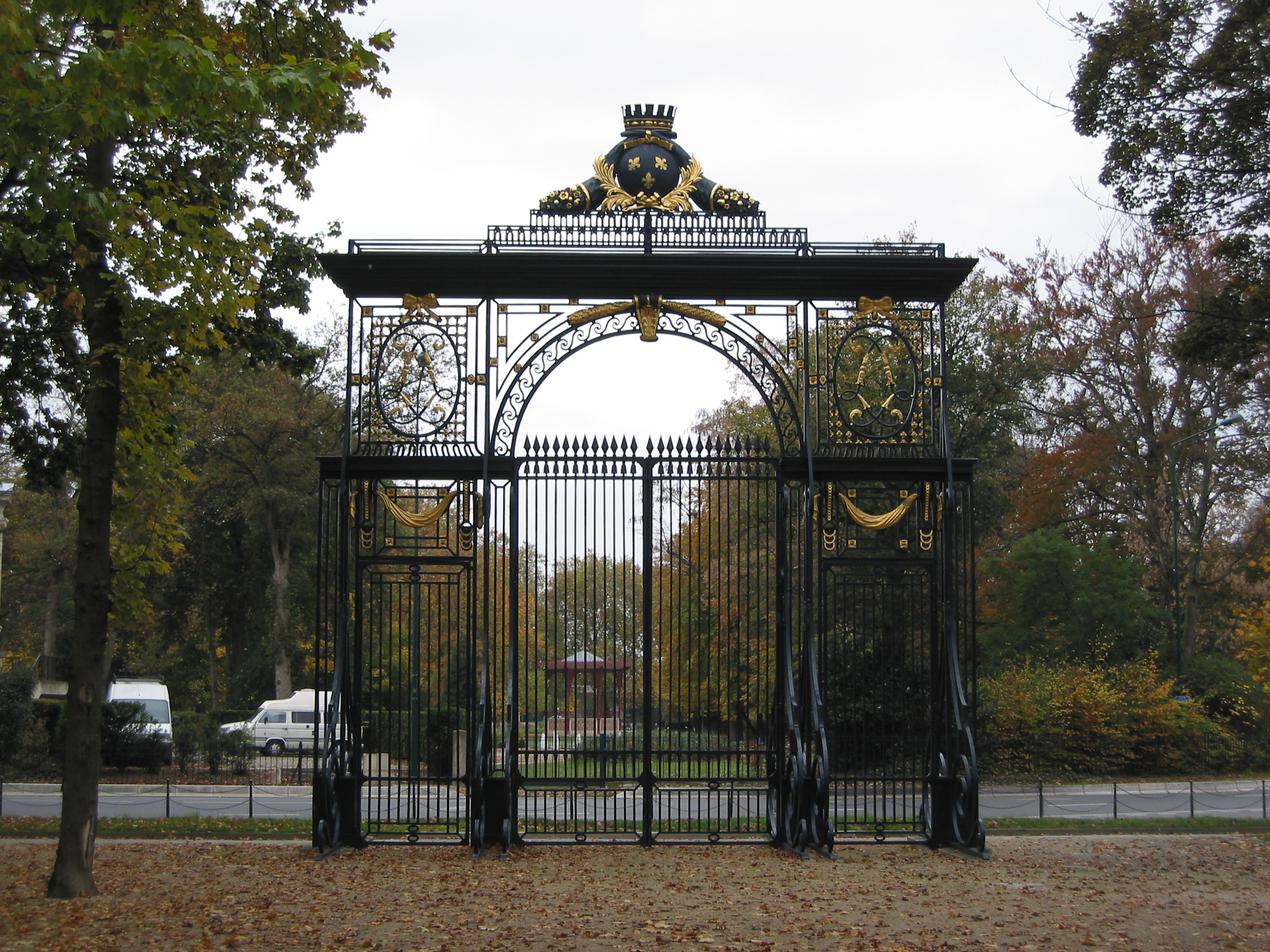
Porte de Paris, avec en fond le jardin de la Patte-d'Oie.

- les promenades, qui vont de l'autoroute au cimetière du Nord en bordant le jardin de la Patte-d'Oie, le jardin d'horticulture Pierre-Schneiter, la gare et la place Drouet-d'Erlon, et étant sur l'ancienne emprise de l'enceinte fortifiée ;
- le parc Léo-Lagrange, avec étang et aires de jeux pour les enfants, qui se trouve le long de l'autoroute et est bordé par le stade de football et le complexe René-Tys ;
- le parc Mendès-France situé au Val de Murigny, avec son étang et sa zone de jeux pour enfants ;
- l'ancien parc Pommery qui abrite de nombreuses expositions temporaires, un monument, une aire de jeux, un hippodrome, une sorte de théâtre (scène avec butte de terre pour accueillir les spectateurs) ;
- le parc de la Cure d'Air avec un monument à la mémoire de la bataille de Reims.

### Gastronomie

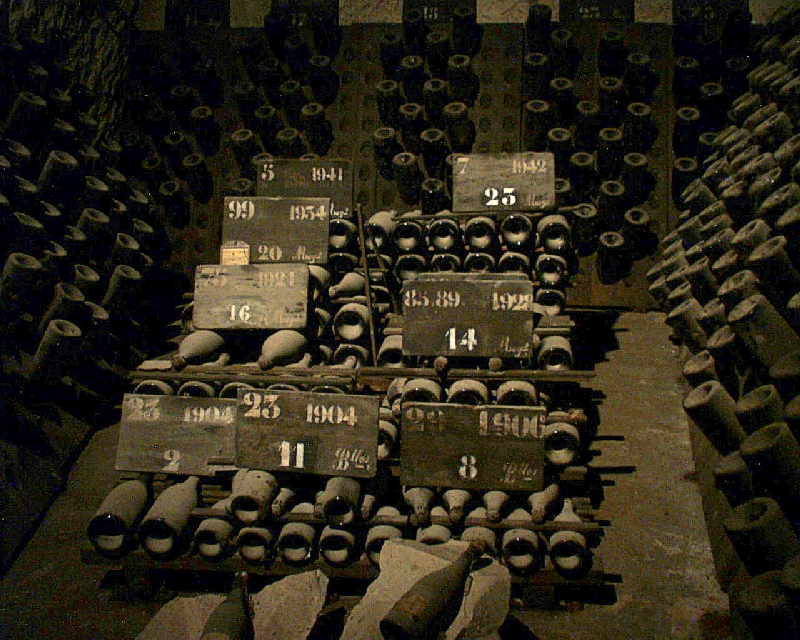
Bouteilles de champagne dans les caves de la ville.

Le champagne est un produit emblématique de la région de Champagne. Reims fait partie des centres de l'économie du champagne avec Épernay. Même si la ville compte peu de vignes, environ 50 ha, elle est le siège de nombreuses maisons de Champagne qui possèdent des vignes en-dehors de la ville, en particulier sur la Montagne de Reims. Les maisons de Champagne présentes à Reims exportent chaque année au moins 80 millions de bouteilles. Parmi les « grandes maisons de Champagne », on trouve à Reims : Boizel-Chanoine-Lanson-Bruno Paillard, Charles de Cazanove, G.H. Martel et C°, G.H. Mumm, Henriot, Krug, Louis Roederer, Piper-Heidsieck et Charles Heidsieck, Ruinart, Taittinger-Irroy, Veuve Clicquot et Vranken-Pommery. Reims accueille d'ailleurs l'Union des Maisons de Champagne, la plus ancienne institution viticole champenoise. Sous la ville, on compterait 250 km de caves de champagne. De même, des vins tranquilles sont produits sous l'appellation Coteaux Champenois dans la région de Reims. On les trouve sous les trois couleurs rouge, blanc et rosé.
Le biscuit rose est, avec le champagne, un des emblèmes gastronomiques de Reims. Sa création remonte à 1691 lorsqu'un boulanger rémois eut l'idée de cuire sa pâte deux fois. Il est aromatisé à la vanille ; sa couleur rose provient du carmin utilisé pour masquer les gousses de vanille. La tradition veut qu'il soit trempé dans une coupe de champagne,. Il est fabriqué par la Maison Fossier, dont il représente 50 % de la production, ainsi que par certains boulangers ou pâtissiers champenois. Reims étant le fruit d'une longue tradition pâtissière, on peut citer parmi les spécialités rémoises : les croquignoles, préparés à Reims depuis le Moyen Âge, le massepain, le Rem (LU) ou Déjeuner de Reims (Fossier), le Charles VII, la galette de Reims et le salé de Reims.

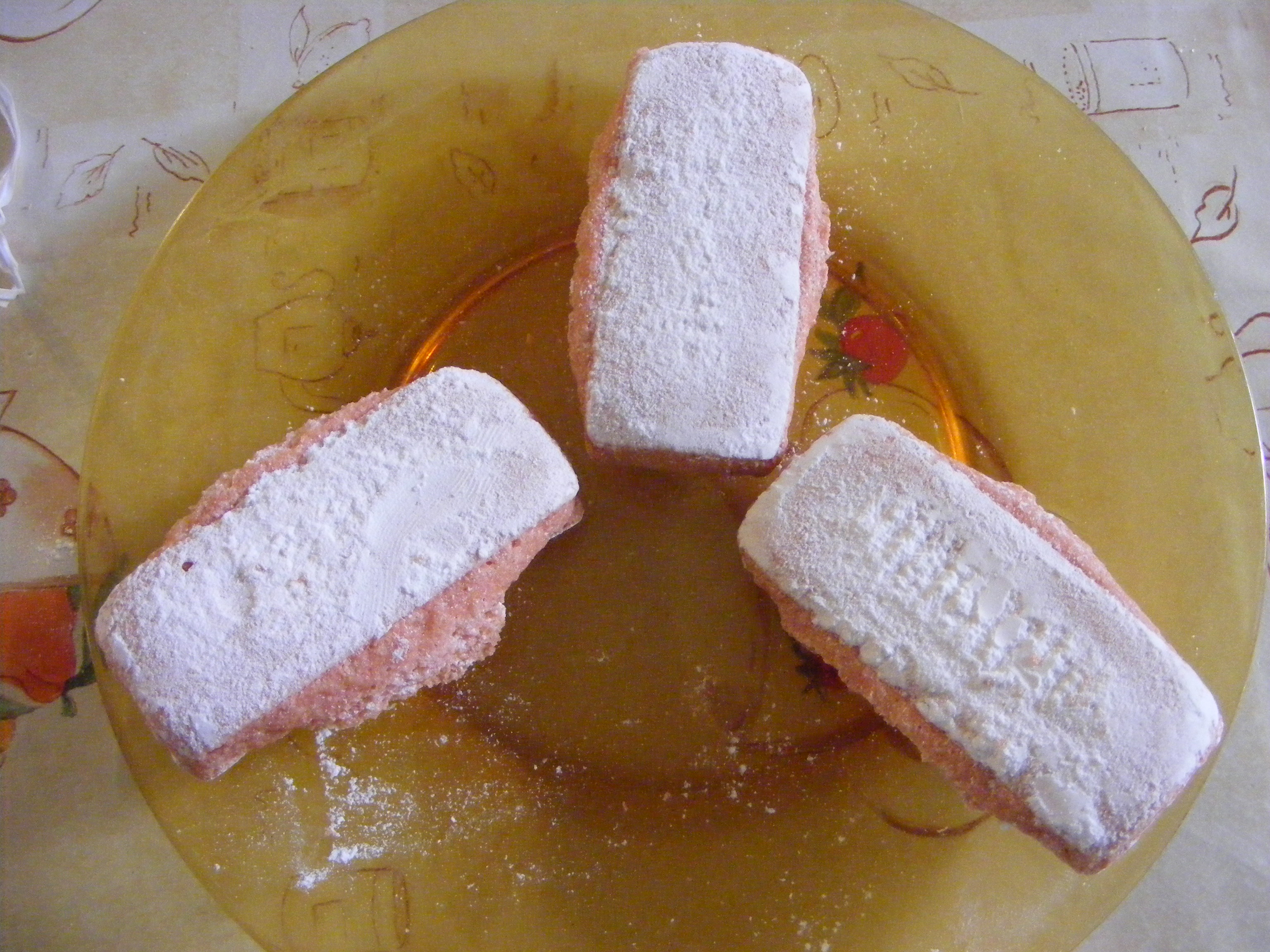
Trois biscuits roses de Reims.

Parmi les pâtisseries, il y a également le pain d'épices. Sa production à Reims remonte au moins au XVIe siècle. À l'époque, les pain-d'épiciers rémois possèdent leur propre corporation, distincte de celle des boulangers et des pâtissiers. Dans l'Encyclopédie méthodique de 1783, le pain d'épices de Reims est considéré comme « le plus estimé ». Il se compose alors de farine de seigle, de miel, d'un peu de cannelle et de poivre. Malgré la concurrence de Dijon à partir du XIXe siècle, sa production et sa consommation restent importantes jusqu'au milieu du XXe siècle. Après la Seconde Guerre mondiale, la fabrication de pain d'épices à Reims diminue néanmoins peu à peu jusqu'à disparaître. Toutefois, en 2008, la Maison Fossier relance une production de pain d'épices de Reims et de nonnette.
En France, la moutarde n'est pas fabriquée à Dijon seulement. On en produit à Reims à partir du vinaigre de Reims et d'épices. Au XIXe siècle, la moutarde de Reims était « très estimée des connaisseurs ». Aujourd'hui cependant, seule la maison Charbonneaux-Brabant produit encore de la moutarde de Reims, sous la marque Clovis. C'est également la seule entreprise vinaigrière rémoise toujours en activité. Le vinaigre de Reims a la particularité d'être élaboré à partir de marc de dégorgement après une seconde fermentation. Il est donc produit à partir du vin de Champagne. Il est caractérisé par une couleur ambrée. Depuis plusieurs années, il retrouve un « certain prestige » auprès des cuisiniers. Du côté de la charcuterie, la spécialité locale est le jambon de Reims. En 1895, Joseph Favre, dans son Dictionnaire universel de la cuisine, le considère comme l'un des meilleurs jambons de France avec celui de Bayonne. Il s'agit d'une épaule de porc désossée, cuite dans un bouillon, puis marbrée et chapelurée. Ces morceaux sont ensuite assemblés dans une gelée persillée.

### Philatélie
Reims a souvent et depuis longtemps été représenté sur les timbres de France.
En 1930, un timbre lilas, vendu 5 F dont 3,50 F au profit de la Caisse d'amortissement, représente un détail de l'Ange au Sourire.
À la même époque, c'est la cathédrale qui figure sur un timbre ardoise. Son pouvoir d'affranchissement est de 3 F. Ce timbre est repris en 1938, légèrement modifié, outremer, à l'occasion des Fêtes de la restauration de la cathédrale de Reims, avec un pouvoir d'affranchissement de 65 centimes et une surtaxe de 35 centimes.
En 1956, à l'occasion du jumelage Reims-Florence, la Poste émet un timbre de 12 F noir et vert représentant un détail de l'Ange au Sourire sur la partie gauche, un détail du tableau le Printemps de Botticelli et au centre le Palais de la Seigneurie (Palazzo della Signoria) à Florence.
En 1977, stylisée, la cathédrale est de nouveau à l'honneur sur un timbre symbolisant la région Champagne-Ardenne. En 1986, un timbre Croix Rouge représentant les vitraux de l’église Saint-Jacques de Vieira Da Sylva.

### Héraldique, logotype et devise
| Blason de Reims sous le premier Empire | Pendant le Premier Empire, Reims fut au nombre des bonnes villes et autorisée à ce titre à demander des armoiries au nouveau pouvoir : elles devenaient « Parti, au 1er, d'argent, à l'aigle d'or, au 2e, d'or, à deux oliviers de sinople, au chef de gueules chargé de trois abeilles d'or qui est des bonnes villes de l'Empire ». |
| Blason de Reims                        | Reims - D'argent aux deux rinceaux de laurier de sinople passés en double sautoir, au chef d'azur semé de fleurs de lys d'or. |
| Armoiries de Reims                     | - Devise : « Dieu en soit garde ». |

Logo de la ville de Reims de 1983 à 2014.
Logo de la ville de Reims depuis le 22 juillet 2014.